# Anglická literatura
Anglická literatura byla dlouho synonymem pro literaturu Britských ostrovů vůbec. Byla do ní zahrnována jednak tvorba autorů, působících na území Anglie a píšících i v jiných jazycích než je angličtina (především v latině), jednak tvorba anglicky píšících autorů z Walesu, Skotska, Irska a z území britských kolonií. Díky postupnému národnímu sebeuvědomění v těchto zemích je v současnosti za anglickou literaturu považována jen ta, která nyní vzniká na území Anglie.

## Periodizace anglické literatury
Časově lze anglickou literaturu rozdělit do čtyř hlavních období podle jazyka, ve kterém byla vytvářena:
- Staroanglická literatura neboli literatura anglosaská – zhruba od poloviny 5. století (obsazení Anglie anglosaskými kmeny) do roku 1066 (bitva u Hastingsu a ovládnutí Anglie Normany).
- Středoanglická literatura – od roku 1066 do konce 15. století, tj. do nástupu renesance.
- Raná novoanglická literatura – od nástupu renesance koncem 15. století zhruba do poloviny 18. století.
  - Renesance, manýrismus a baroko
  - Klasicismus a osvícenství
- Moderní anglická literatura – od poloviny 18. století do dneška
  - Preromantismus (sentimentalismus)
  - Romantismus
  - Viktoriánská próza, poezie a drama
  - Literatura mezi dvěma světovými válkami
  - Od konce druhé světové války po současnost

## Staroanglická (anglosaská) literatura

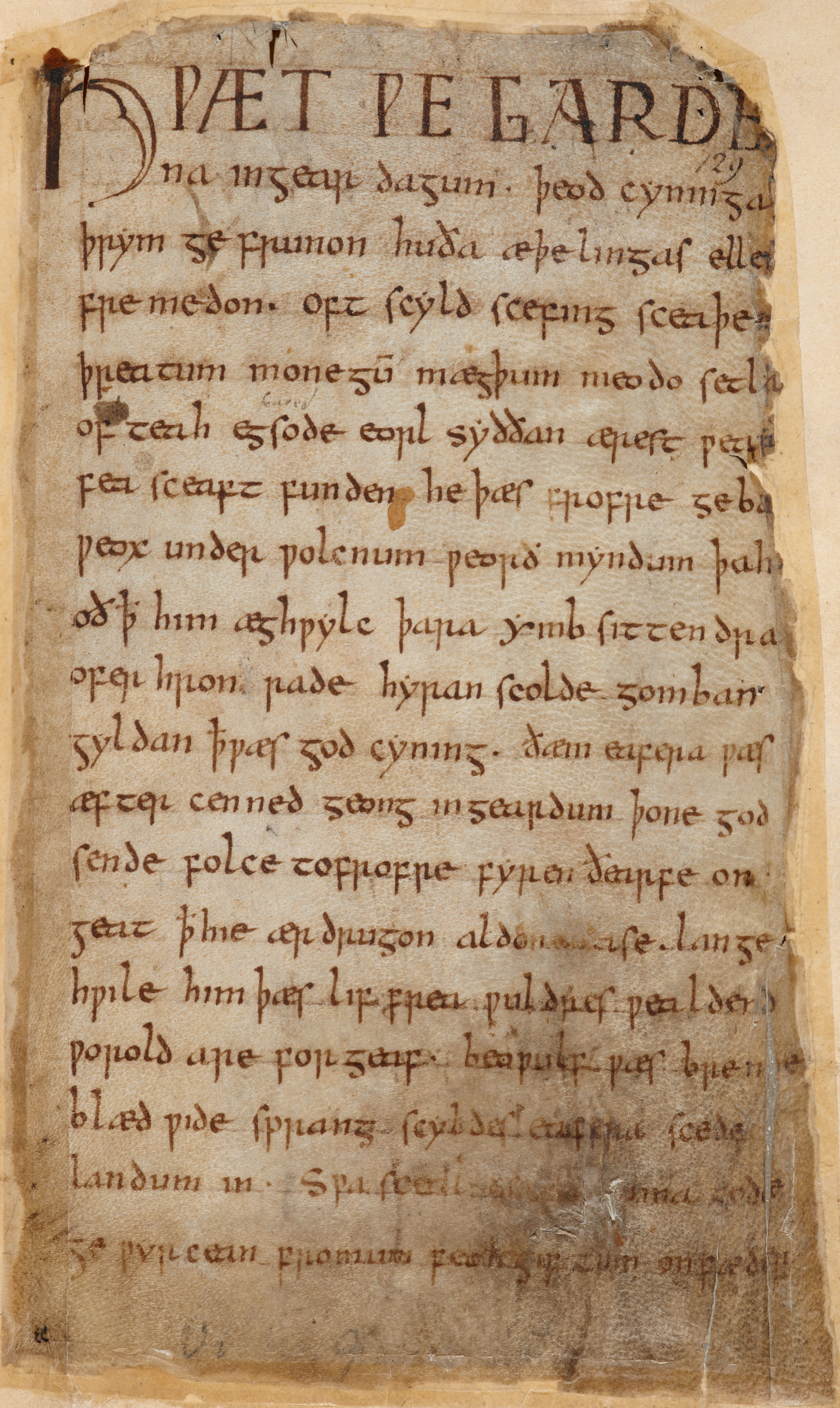
Beowulf, první strana eposu.

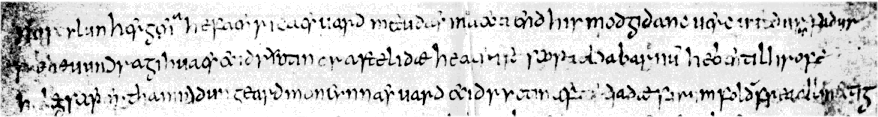
Cædmonův Hymnus o Stvoření z nejstaršího manuskriptu s Bedovými Církevními dějinami národa Anglů z let 734–737.

V době po odchodu Římanů okolo roku 410 začala být Anglie osidlovaná germánskými kmeny, označovanými společným názvem Anglosasové, přičemž původní keltské obyvatelstvo bylo vytlačováno do Walesu a Skotska. Z kontinentu do Anglie přenesené runové písmo s příchodem křesťanství (zhruba od počátku 7. století) postupně zaniklo a zůstalo pouze latinské obohacené o některé runové znaky. Jednotlivé germánské dialekty se časem sloučily do společného jazyka dnes nazývaného staroangličtina, resp. anglosaština.
Památky anglosaské literatury, často založené na mytologii germánských kmenů, známe jen díky pozdějším rukopisům, ve kterých se dochovaly. Šlo jednak o rituální poezii a o další žánry lidové slovesnosti (například hádanky), jednak o poezii duchovní a také epickou.
Nejvýznamnější anglosaskou literární památkou je aliterační hrdinský epos Beowulf, jehož vznik je datován do období kolem roku 675 až 750. Epos se jmenuje podle jeho hlavního hrdiny, knížete a válečníka Beowulfa, odehrává se ve Skandinávii v 5. až 6. století a mísí se v něm pohanské a křesťanské motivy.
Kromě Beowulfa se z anglosaské hrdinské poezie dochovaly jen zlomky jako Waldere nebo Bitva u Maldonu (The Battle of Maldon). Ve dvorské poezii však zaujímaly významné místo elegie, variace na téma pomíjivosti světa a člověka.
Přibližně v té samé době vznikala i náboženská lyrika a epika z Cædmonovy a Cynewulfovy školy. Samotný Cædmon (zemřel kolem roku 680) je považován za autora Hymnu o Stvoření, prosté náboženské básně o pouhých devíti verších, která velebí Boha Stvořitele a ve které je tradiční aliterující formou vyjádřena vroucí síla křesťanské myšlenky. Druhým známým anglosaským básníkem je Cynewulf (druhá polovina 8. století) z jehož školy pochází epické skladby s náměty z Nového Zákona a ze života svatých a také báseň Sen o kříži považována za nejkrásnější staroanglickou báseň vůbec.

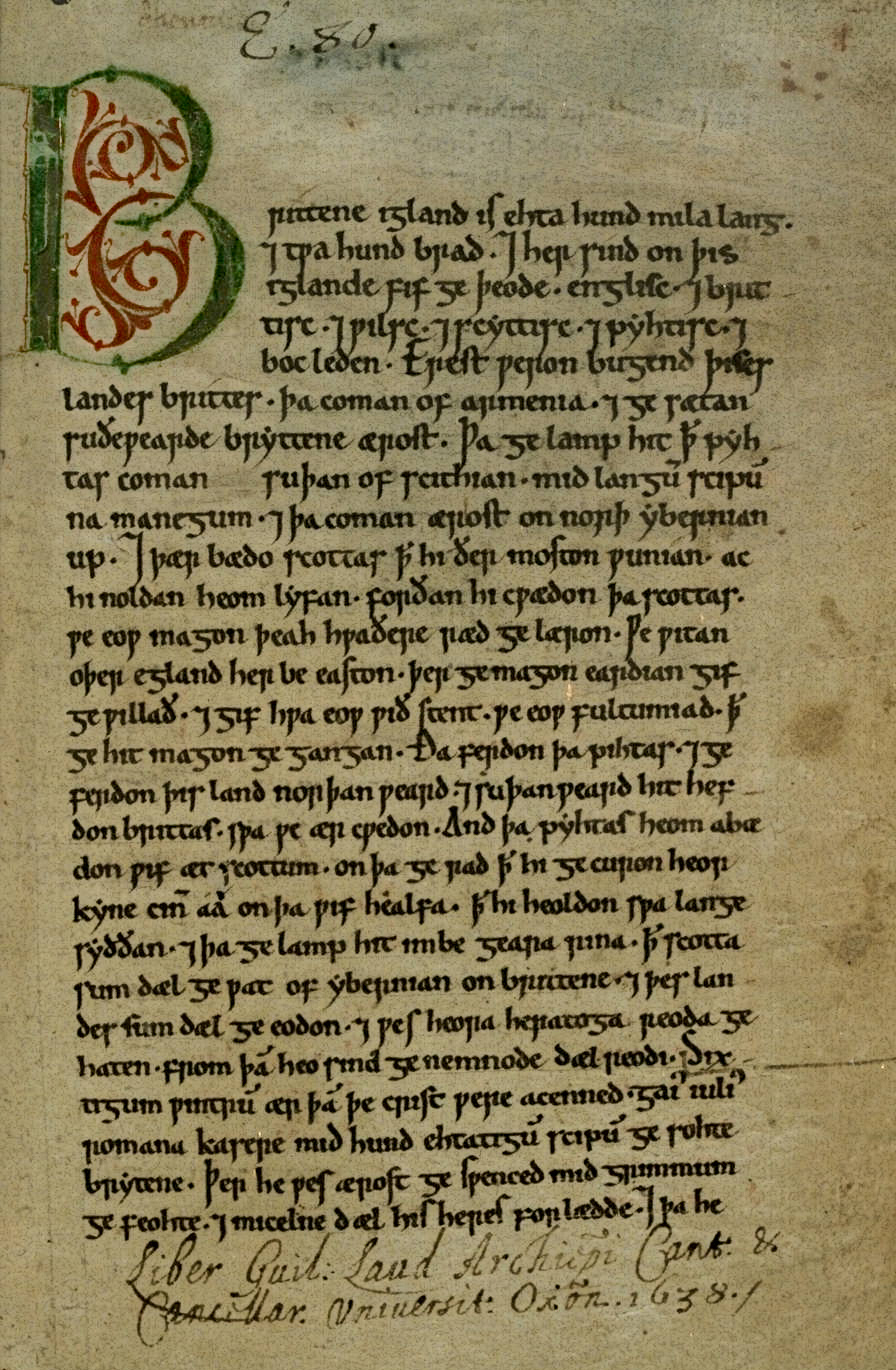
Anglosaská kronika

Současně se rozvíjela také latinsky psaná duchovní literatura, mezi jejímiž autory vynikl zejména benediktinský mnich svatý Beda Ctihodný nebo též Beda Venerabilis (kolem 672–735), z jehož prací je nejvýznamnější Historia ecclesiastica gentis Anglorum (Církevní dějiny národa Anglů) obsahující církevní a politickou historii Anglie od dob Julia Caesara až do roku 731.
Staroanglická próza se rozvinula až v 9. století především díky wessexskému králi Alfrédovi Velikému (kolem 848–899). Poté, co zastavil nájezdy Vikingů, vytvořil stát, který se stal centrem vzdělání a kultury. Sám překládal z latiny teologická a filosofická díla a další významné překlady zprostředkoval (mimo jiné například překlad Bedových Církevních dějin národa Anglů). Na jeho popud také vznikla Anglosaská kronika, soubor letopisů popisujících historii Anglosasů. Kronika byla průběžně aktualizována a její tvorba pokračovala až do roku 1154.

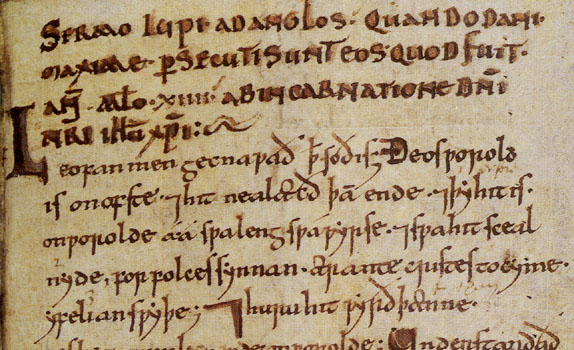
Wulfstanovo Sermo Lupi ad Anglos

Nástupci Alfréda Velikého přestali díky neustálým vyčerpávajícím válkám s Vikingy jeho osvětový odkaz rozvíjet. Duchovní oživení v zemi tak nastalo až ve 2. polovině 10. století díky tzv. benediktinské klášterní reformě, tj. vlivu benediktinských klášterů na rozvoj vzdělanosti v zemi. Vrcholem tohoto procesu jsou homilie a hagiografické spisy mnicha Aelfrica (asi 950 – asi 1010), který se svými žáky rovněž přeložil prvních sedm knih Starého zákona. Posledním významným staroanglickým prozaikem byl yorský arcibiskup Wulfstan (zemřel 1023), autor vášnivých kázání, z nichž nejpůsobivější je Sermo Lupi ad Anglos (asi 1013, Kázání Vlka k Angličanům).

## Středoanglická literatura

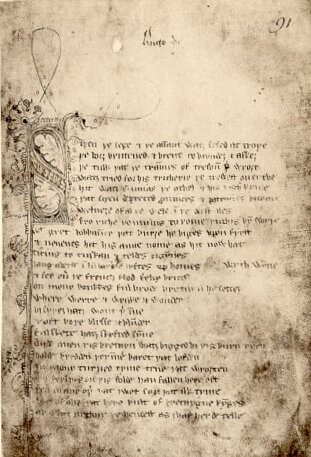
Sir Gawain a Zelený rytíř, první strana rukopisu.

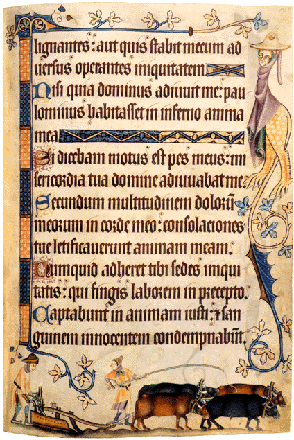
Vidění o Petru Oráči Williama Langlanda, rukopis.

Po bitvě u Hastingsu roku 1066 došlo k ovládnutí Anglie Normany. Vývoj anglosaské literatury byl násilně zastaven a vládnoucím jazykem se stala tzv. anglonormanština (francouzský dialekt severofrancouzských Normanů), která sebou přinesla i změny v oblasti tematické (rytířské eposy a romány, dvorské kurtoazní náměty, trubadúrská poezie). Původní anglosaská kultura nadále přežívala převážně jen v ústně tradované náboženské lidové tvorbě. Vývoj domácího jazyka pak pod normanským vlivem vyústil do střední angličtiny, která jako literární jazyk postupně získávala ztracené pozice, až se ve 2. polovině 14. století prosadila i mezi šlechtou.
Velký vliv na další vývoj anglické kultury měl ale především latinský spis Historia Regum Britanniae (Dějiny britských králů), který roku 1136 napsal kněz Geoffrey z Monmouthu (asi 1090–1155). V této knize je britská historie odvozována od uprchlíků z Tróje, je spojována se starověkou řeckou a římskou kulturou a končí vládou krále Artuše. Dílo mělo zásadní vliv na středověkou rytířskou epiku a je na něm založen rytířský román Brut (asi 1155, Lé Roman dé Brut) anglonormanského básníka Roberta Waceho (kolem 1100 – po 1174).
Podle Waceho románu vznikla kolem roku 1200 první významná skladba v anglickém jazyce, veršovaná kronika Dějiny Britů (Historia Brutonum), kterou vytvořil vesnický kněz Layamon působící ve středozápadní Anglii. Třetina kroniky, spojující anglosaské literární tradice s novými normanskými vlivy, je věnována králi Artušovi.
Z anglických veršovaných rytířských románů jsou nejpozoruhodnější Král Horn (King Horn) z 1. poloviny 13. století, Havelok Dán (The Lay of Havelok the Dane) z 2. poloviny 13. století a Richard Lví srdce (kolem 1300, Richard Coer de Lyon). Svého vrcholu pak tento žánr dosáhl koncem 14. století v anonymním díle Sir Gawain a Zelený rytíř (kolem 1370, Sir Gawain and the Green Knight), napsaný aliteračním veršem, založený na pověstech o králi Artušovi, a spojující v sobě staré keltské mýty s novým rytířským duchem a křesťanskou etikou.
Druhým vrcholem středoanglické aliterační poezie je alegorické snové Vidění o Petru Oráčovi (kolem 1370 až 1390, The Vision Concerning Piers Plowman), které složil chudý klerik William Langland (asi 1330–asi 1390), Jde o satirické zpodobení pozdně středověké společnosti a zároveň vize prostého křesťanského života.
Středoanglická próza dosáhla ve 14. století svého vrcholu jednak ve fantaskním Cestopise pana Johna Mandevilla, který vyšel nejprve francouzsky roku 1356 a pak anglicky roku 1375 a jehož autor byl snad Angličan ze St Albans, jednak v díle mistra Oxfordské univerzity Johna Wyclifa (asi 1320–1384), který byl propagátorem reforem římskokatolické církve a z jehož popudu vznikl první anglický překlad Bible.

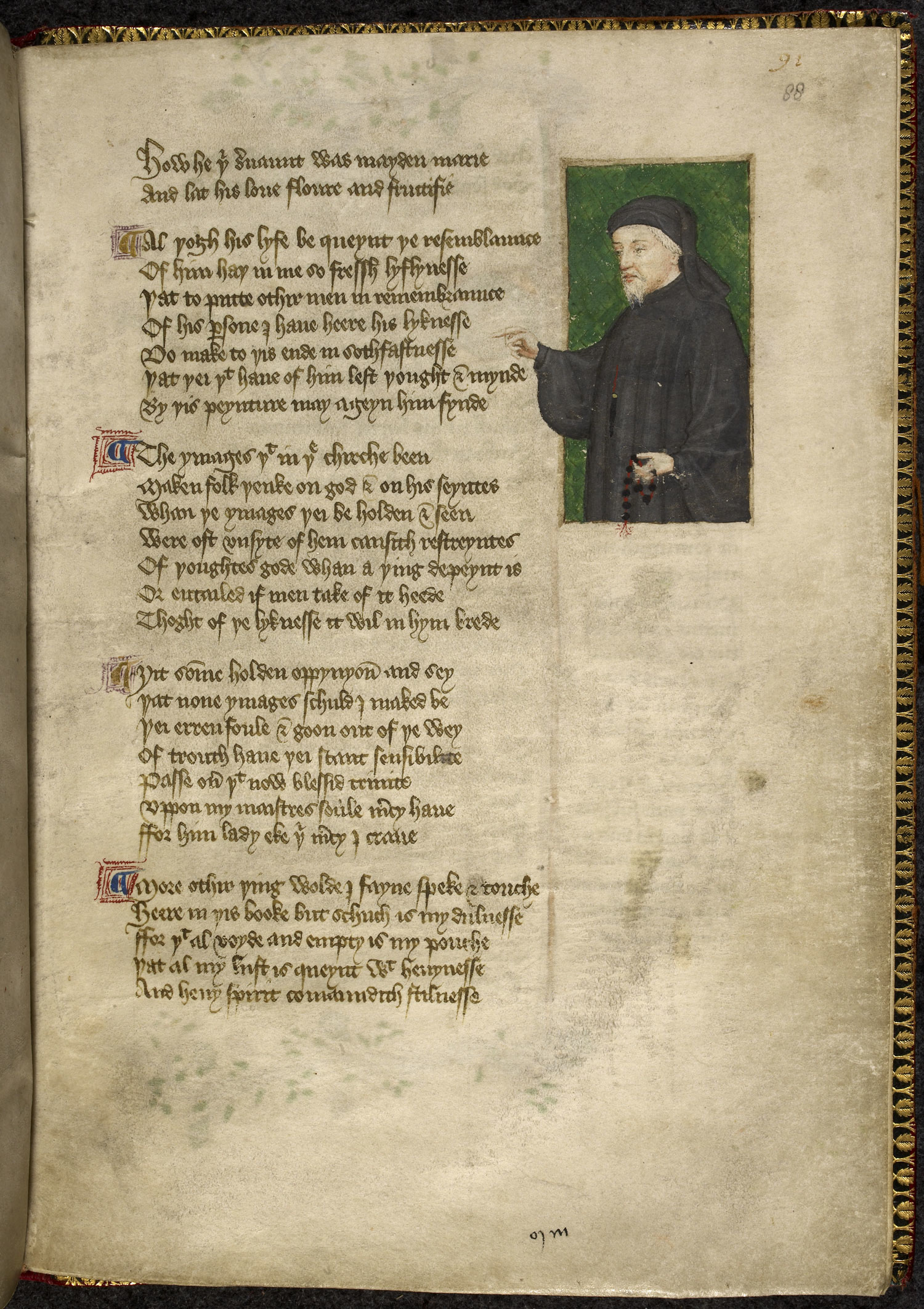
Portrét Geoffreyho Chaucera z rukopisu Thomase Hoccleva z roku 1412.

Vyvrcholením celé středoanglické literatury je dílo Geoffreyho Chaucera (asi 1343–1400), který zejména svým rámcovým veršovaným dílem Canterburské povídky (1387–1400, The Canterbury Tales) přinesl do Anglie nové myšlenky evropského humanismu a renesance. Chaucer navazoval na Danta a Boccaccia, kodifikoval středoanglický jazyk jako jazyk literární a vytvořil nový veršový systém, založený na pravidelném rytmu a důvtipném rýmu, který se v anglické poezii natrvalo prosadil.

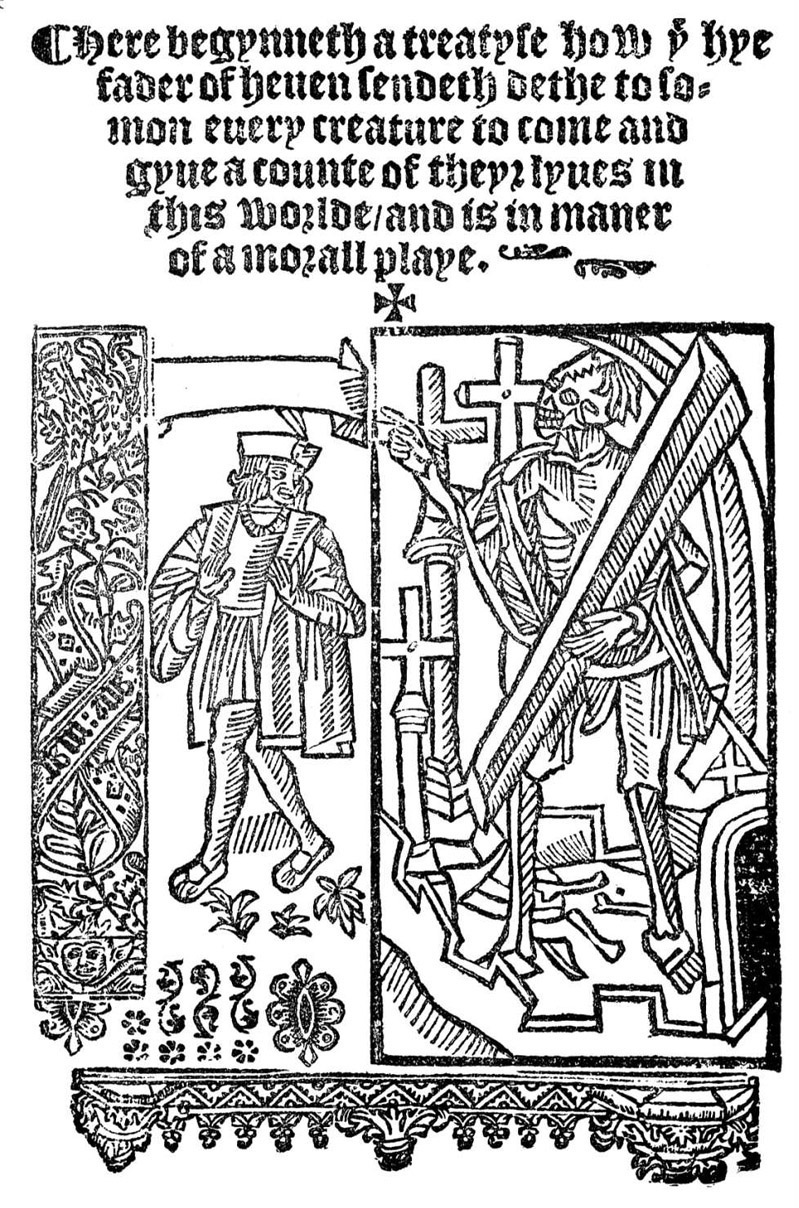
Kdokoli (Everyman), vydání z roku 1530

V 15. století byla anglická literatura poznamenána jistou ztrátou dynamiky ve svém vývoji především díky neustálým válečným aktivitám vně i uvnitř země (stoletá válka s Francií a občanská válka dvou růží mezi Lancastery a Yorky). Chaucerovi následovníci, jako John Lydgate (kolem 1370 – kolem 1450), Thomas Hoccleve (asi 1368–1426) nebo John Skelton (asi 1460–1529), se omezovali na nová, nikoliv však dokonalejší zpracovávání některých aspektů Chaucerova díla. Určitého rozmachu však dosáhla anglická náboženská poezie a nábožensky inspirované morality, alegorické středověké duchovní hry zobrazující boj dobra se zlem, z nichž nejznámější jsou anonymní Hrad vytrvalosti (asi 1425, The Castle of Perseverance) a Kdokoli (asi 1485, Everyman), zachycující poslední den Člověka, pro kterého přichází Smrt.

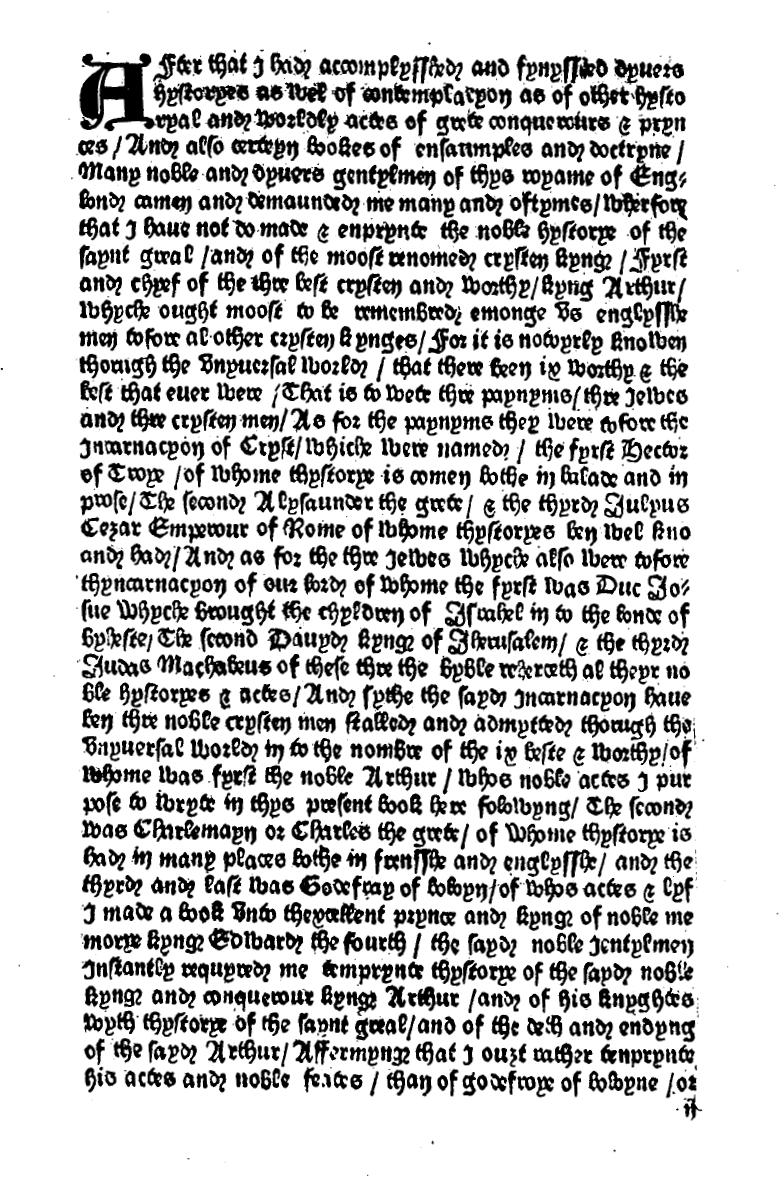
Artušova smrt sira Thomase Maloryho, vydání Williama Caxtona z roku 1485.

Rytířský román již zažíval úpadek s výjimkou vysoce originálního prozaického zpracování artušovských pověstí sira Thomase Maloryho (asi 1405–1471) Artušova smrt (1485, Le Morte d'Arthur), které vyznívá jako symbolický obraz zániku rytířské epochy. Děj knihy se odehrává především v Británii a Francii v druhé polovině 5. století a vypráví se v něm převážně o jednotlivých rytířských výpravách rytířů Kruhového stolu, na kterých hrdinové prožívají nejrůznější fantastická dobrodružství, bojují s jinými rytíři a příšerami. Jde o jakési shrnutí středověké artušovské literatury a jako takové má dodnes velký ohlas. Jednotlivé příběhy jsou sice spojeny postavami a prostředím, dějově jsou ale na sobě v podstatě nezávislé.
V té době také došlo k velkému rozkvětu anglofonní literatury ve Skotsku. Ta má své počátky ve 14. století v rytířském eposu Bruce (1375, The Bruce) Johna Barboura (kolem 1320–1395) o osudech skotského krále Roberta I. V 15. století se pak rozvíjela v básnické tvorbě Chaucerových napodobitelů Roberta Henrysona (kolem 1430–kolem 1506) a Williama Dunbara (kolem 1460 – kolem 1520).
Naprosto zásadní bylo pro další rozvoj anglické literatury zavedení knihtisku Williamem Caxtonem (asi 1422–1491), který roku 1473 vytiskl v Bruggách ve vlastním překladu z francouzštiny první anglickou knihu Sbírka pověsti trojských (The Recuyell of the Histories of Troy) a rok později opět ve vlastním překladu (tentokrát z latiny) nejslavnější alegorickou satiru na středověkou společnost od italského dominikána Jakoba de Cessolise pod názvem Hra v šachy (Game and Playe of the Chesse). Roku 1476 Caxton založil ve Westminsteru tiskárnu, kde vytiskl asi sto anglických knih (mezi nimi i Canterburské povídky a Artušovu smrt).

## Raná novoanglická literatura

### Renesance, manýrismus a baroko

Sir Thomas More

16. století bylo v Anglii dobou velkého literárního rozkvětu. Nástup renesance s sebou přinesl novou, světu otevřenou duchovní orientaci, danou jednak náboženskou reformací, jednak filosofií humanismu. Důležité bylo také to, že dvůr Jindřicha VIII. a později Alžběty I. se stal nejen politickým, ale i kulturním centrem, což vyvrcholilo v druhé polovině 16. století slavnou alžbětinskou dobou, označovanou za zlatý věk Anglie.
Humanismus v Anglii dosáhl svého prvního vrcholu v díle právníka, politika a filosofa sira Thomase Mora (1478–1535), který ve svém latinském spise Utopie (1516, Utopia) vylíčil ideální ostrovní stát se spravedlivými společenskými vztahy. Kniha měla obrovský ohlas a slovo utopie se stalo pojmenováním literárního žánru.
Zvláštní průběh měla anglická reformace, protože se do jejího čela postavil sám král Jindřich VIII., který se po svých neshodách s papežem prohlásil roku 1534 jedinou a svrchovanou hlavou anglikánské církve. Zdůraznění autority Písma svatého oproti autoritě papeže mělo za následek další anglické překlady Bible, které byly v letech 1604–1611 shrnuty do tzv. autorizovaného znění (Authorized Version Bible) nazývaného také Bible krále Jakuba (King James Bible).

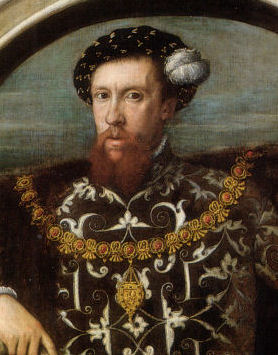
Henry Howard, hrabě ze Surrey

Renesanční literaturou začíná období novoanglické literatury, ve kterém byly přivedeny k dokonalosti téměř všechny v té době existující literární formy a žánry. Na dvoře krále Jindřicha VIII. působili zejména sir Thomas Wyatt (1503–1542), považovaný za „otce anglického sonetu“, a Henry Howard, hrabě ze Surrey (1517–1547), který se kromě dalšího zdokonalení sonetu zasloužil o zdomácnění blankversu. Tento nerýmovaný sylabotónický jambický verš o pěti stopách se pak stal hlavním výrazovým prostředkem alžbětinských dramatiků.

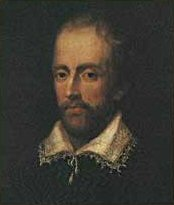
Edmund Spenser

Vyvrcholením poezie té doby je alegorický epos Královna víl (1590–1596, The Faerie Queene) Edmunda Spensera (asi 1552–1596) s prvky vycházejícími z artušovských pověstí, ve kterém se spojují antické a křesťanské motivy s keltskými mýty a středověká literární tradice s humanistickou. V eposu použil Spenser majestátní devítiveršovou strofu, která nese jeho jméno (spenserovskou strofu hojně využívali pozdější básníci například v období romantismu).
Nejvýznamnějším žánrem anglické renesanční literatury se však stalo drama známé jako alžbětinské divadlo. Tento pojem zahrnuje tvorbu anglických pozdně renesančních dramatiků časově spadajících do období vlády Alžběty I. a Stuartovců Jakuba I. a Karla I. (tj. zhruba od poslední třetiny 16. století do občanské války v roce 1642), kdy byly fanatickými puritány zakázány veškeré divadelní činnosti (všechny londýnské scény byly nejprve uzavřeny a o dva roky později zbořeny).
Alžbětinské divadlo vzniklo na základě velké tradice a obliby středověkého divadla (interludia, mirákly, morality atp.) a vyznačovalo se vznikem profesionálních divadelních společností, pro které byly v ekonomicky dobře se rozvíjející zemi vhodné podmínky. Tyto společnosti budovaly pro své potřeby divadelní budovy (například Globe), což vedlo k tomu, že divadlo se stalo součástí společenského života. Náměty k divadelním hrám hledali jejich autoři zejména v antické, italské a anglické mytologii a historii a mnozí z nich čerpali ze sbírky povídek Williama Paintera (asi 1540–1594) Palác potěšení (1566–1567, The Palace of Pleasure). Velmi často také na tvorbě jedné hry spolupracovalo více autorů. Byly pěstovány prakticky všechny žánry: komedie, tragédie, tragikomedie, historické i pohádkové hry. Scénografie uváděných divadelních představení vycházela z tradic středověké symboliky, kterou překonalo až shakespearovské divadlo.
K Shakespearovým předchůdcům patří zejména autoři komedií John Lyly (asi 1554–1606) a Robert Greene (1558–1592). Z Lylyho prací je nejznámější komedie Alexandr a Campaspé (1584, Alexander and Campaspé) s námětem ze života Alexandra Velikého. Greene je zase autorem jedné z prvních anglických komedií se dvěma zápletkami Pamětihodná historie o otci Baconovi a otci Bungayovi (1589, The Honourable History of Friar Bacon and Friar Bungay) založené na životě skutečného filosofa Rogera Bacona ze 13. století, který měl být dle pověstí kouzelníkem. Thomas Kyd (1558–1594) svou tragédií Španělská tragédie (asi 1590, The Spanish Tragedy), považovanou za jakýsi předobraz Shakespearova Hamleta, založil tradici tzv. tragédie pomsty a obohatil tento žánr o psychologickou motivací jednání postav.

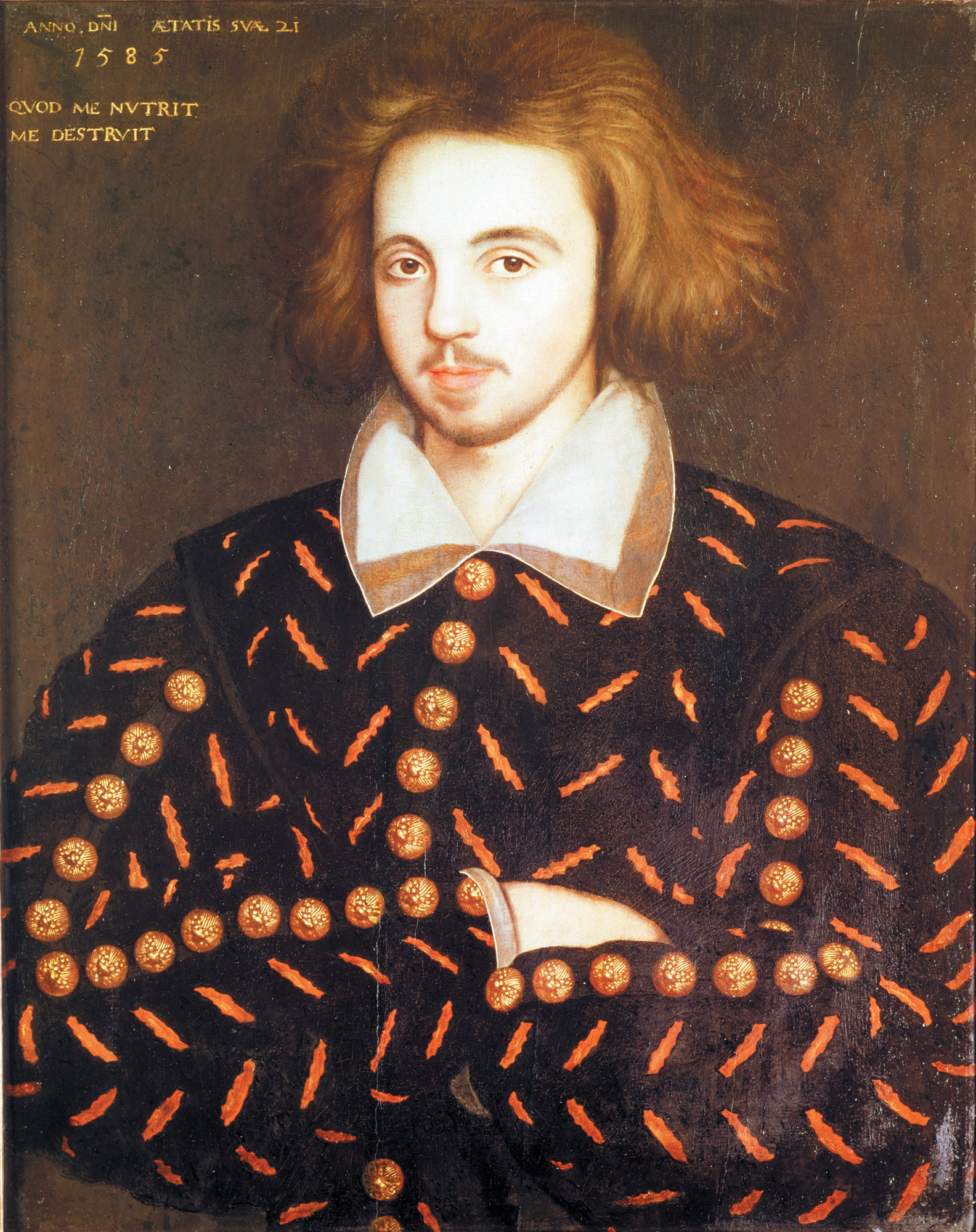
Christopher Marlowe

Nejvýznamnějším dramatikem před Shakespearem byl Christopher Marlowe (1564–1593), jehož tragédie, například Maltský žíd (asi 1590, The Famous Tragedy of the Rich Jew of Malta) nebo Tragická historie o doktoru Faustovi (1592, The Tragical History of the Life and Death of Doctor Faustus), zobrazují výjimečné až titánské hrdiny, které hubí jejich vlastní ctižádost a vášnivost. Hra o Faustovi je navíc vůbec první dramatické zpracování německé knížky lidového čtení z roku 1587.

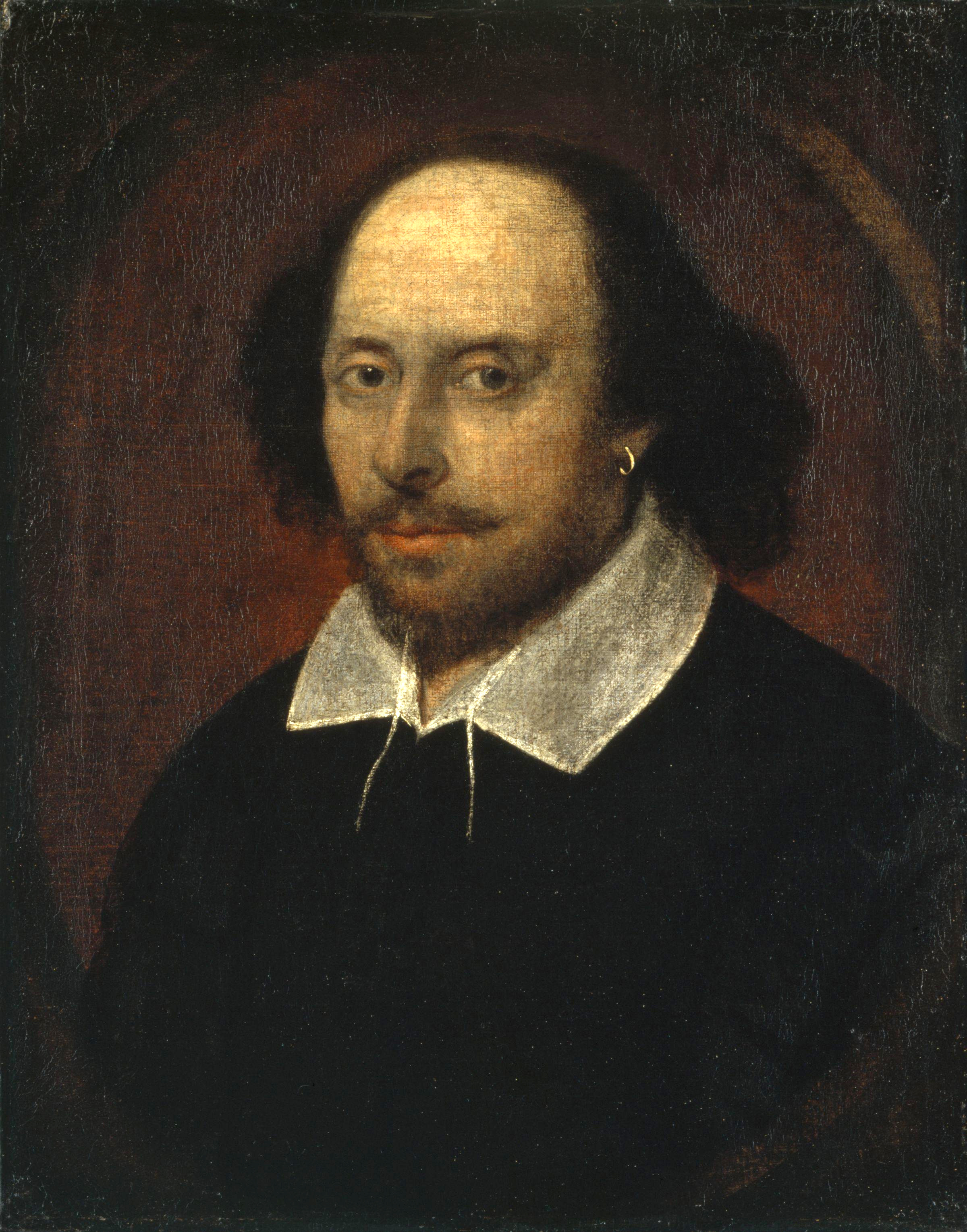
William Shakespeare

Vyvrcholením nejen alžbětinského, ale renesančního divadla vůbec je dílo Williama Shakespeara (1564–1616), kterému se podařilo dosáhnout syntézy všech dostupných konvencí, dramatických žánrových prvků, motivů, typů a témat. Z jeho historických her je nejznámější třídílný Jindřich VI. (1591, Henry VI.), Richard III. (1592) a dvoudílný Jindřich IV. (1597, Henry IV.). Z komedií vyniká zejména Zkrocení zlé ženy (1594, The Taming of the Shrew), Marná lásky snaha (1595, Love's Labor's Lost), Sen noci svatojánské (1596, A Midsummer-night's Dream), Kupec benátský (1597, The Merchant of Venice), Mnoho povyku pro nic (1599, Much Ado About Nothing), Jak se vám líbí (1601, As You Like It), Veselé paničky windsorské (1601, The Merry Wives of Windsor) a Večer tříkrálový (1602, Twelfth Night). Neobyčejnou hloubkou se pak vyznačují jeho tragédie, například Romeo a Julie (1595, Romeo and Juliet), Julius Caesar (1599), Hamlet (1604), Othello (1605), Král Lear (1606, King Lear), Macbeth (1606), Antonius a Kleopatra (1607, Antonius and Cleopatra) a další. Kromě toho psal také tzv. romance neboli tragikomické pohádkové hry, jako je Cymbelín (1609, Cymbeline), Zimní pohádka (1611, The Winter's Tale) nebo Bouře (1612, The Tempest). Shakespeare je však také autorem slavné sbírky Sonetů (1609, Sonnets), jejichž tématem je láska, krása, politika a pomíjivost života a citů, a také několika básní, z nichž nejznámější je Venuše a Adonis (1593, Venus and Adonis) a Znásilnění Lukrecie (1594, The Rape of Lucrece).

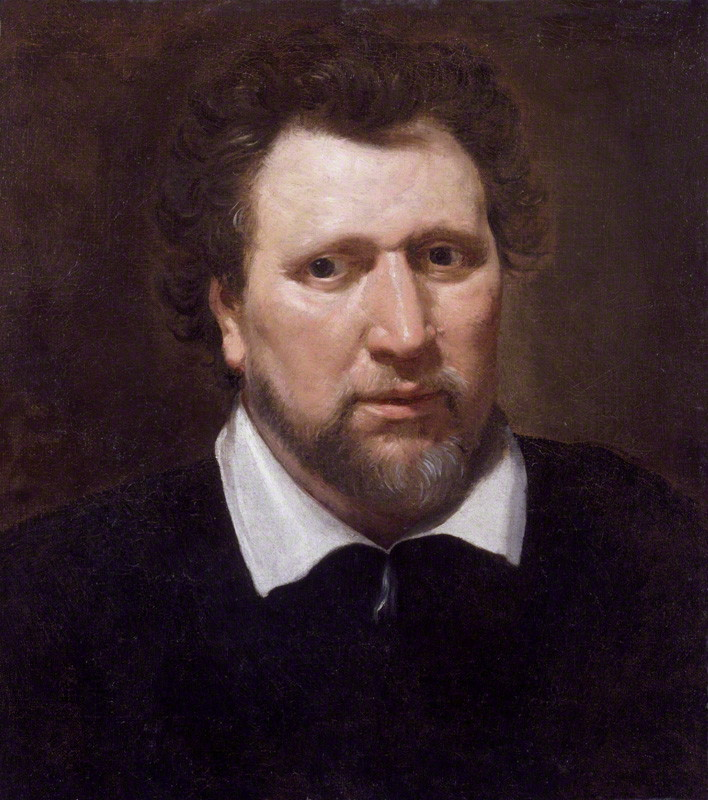
Ben Jonson

Anglické drama po Shakespearovi již nikdy nedosáhlo předcházejícího vrcholu. Ben Jonson (1572–1637) předjímal ve svých satirických komediích, například Volpone aneb Lišák (1605, Volpone, or the Fox), Epicoena aneb Mlčenlivá žena (1609, Epicoene, or the Silent Woman) nebo Alchymista (1610, The Alchemist), poetiku klasicistního dramatu. John Webster (asi 1580–po 1625) psal chmurné kruté tragédie plné vášně, z nichž nejznámější jsou Bílá ďáblice (1612, The White Devil) a Vévodkyně z Amalfi (1613, Duchess of Malfi). Thomas Dekker (asi 1572–1632) a Philip Massinger (1583–1540) jsou autoři lidově laděných komedií mravů a tragikomedií. Francis Beaumont (1584–1616) a John Fletcher (1579–1625) psali kromě komedií i melodramatické tragédie.

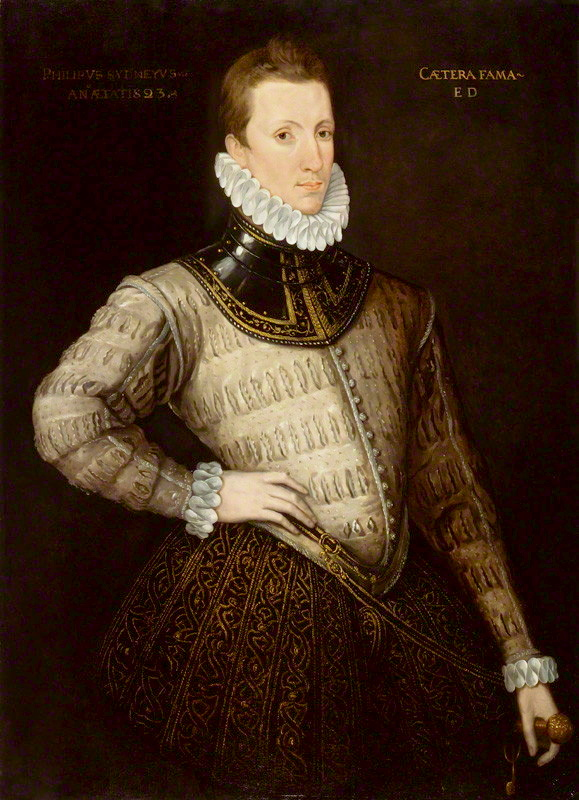
Sir Philip Sidney

Někteří dramatici a básníci psali také prózu, která se rovněž povznesla k velké stylistické dokonalosti, zejména ve dvoudílném didaktickém dvorském románu Eufues (1578–1580, Euphues) již zmíněného dramatika Johna Lylyho), v pastorálním rytířském románu Arkádie (1590, Arcadia) sira Philipa Sydneyho (1554–1586) nebo v Historii světa (1614, The History of the World) sira Waltera Raleigha (asi 1552–1618)

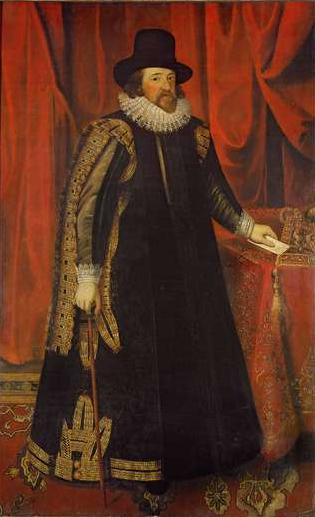
Sir Francis Bacon

Nejvýznamnějším představitelem prózy po Raleighovi byl filosof sir Francis Bacon (1561–1626), autor slavných Esejí (1597–1625, The Essays), přinášejících filosofické zobecnění lidského pohledu na svět, a utopického spisu Nová Atlantis (1626, New Atlantis), rozvíjejí jeho myšlenku na spojení vědy a státní moci. Nejvýznamnějším Baconovým dílem je ale latinský filosofický spis Nové organon (1620, Novum Organum), jehož obsahem je kritika dosavadního přístupu k vědám a propagace nové induktivní metody bádání. V tradicích utopických spisů pak pokračoval další filosof James Harrington (1611–1677) svým dílem Republika Oceana (1656, The Commonwealth of Oceana).

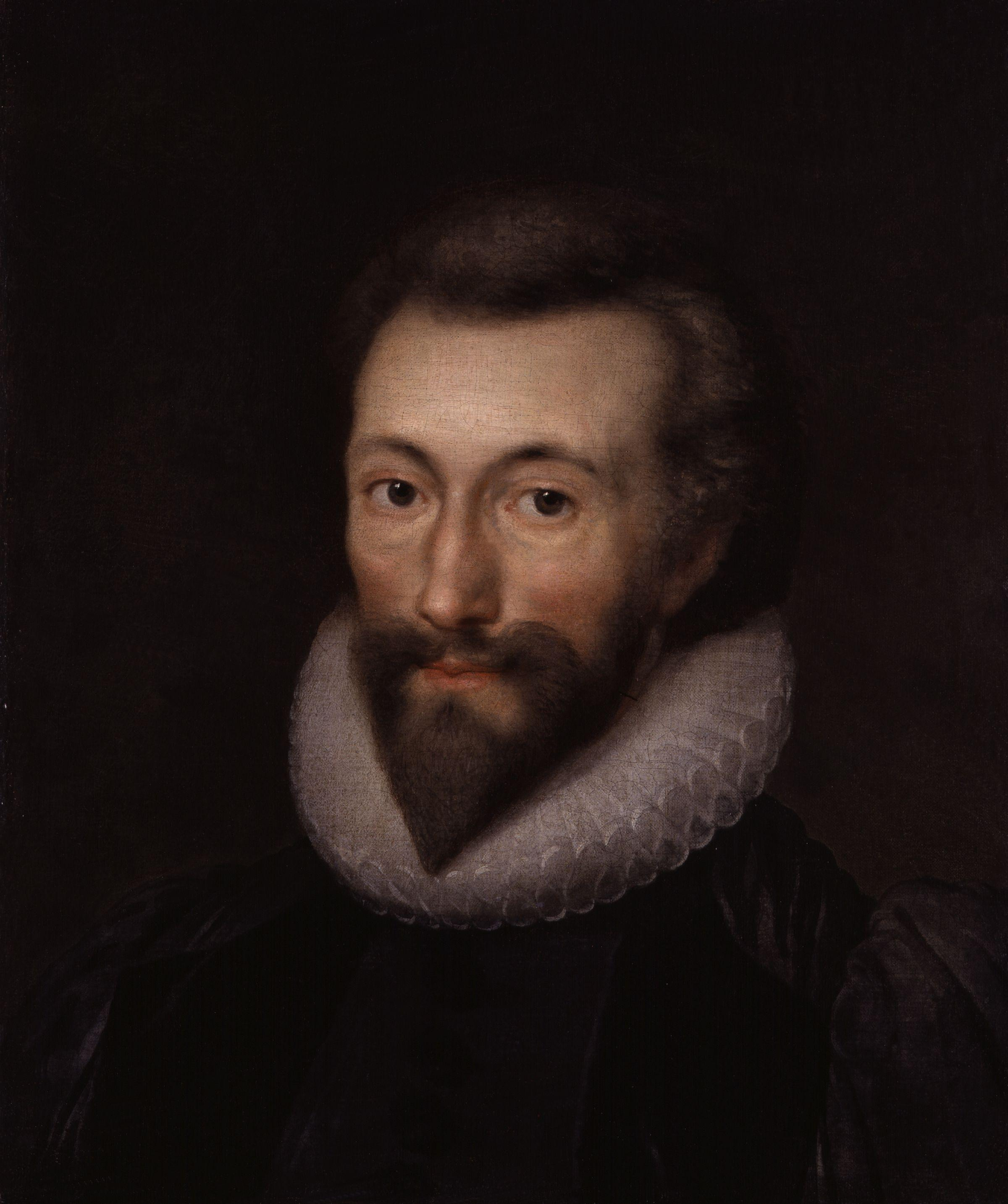
John Donne

V 1. polovině 17. století se v anglické literatuře začal jako výraz krize renesančního myšlení prosazovat manýrismus, přechodová fáze mezi vrcholnou renesancí a barokem. Kromě sklonu k vyumělkovanosti a strojenosti (euphuismus podle Lylyho románu Euphues) a důrazu na tajemnost a rafinovanost se umělci také soustřeďovali na své vnitřní zážitky a prožitky a hledali spojitostí mezi vzájemně zdánlivě nesouvisejícími jevy. Představitelem této tzv. metafyzické poezie, plné emocí, smyslu pro paradox, originálního spojení básnických obrazů a intelektuálního důvtipu, byl především anglikánský kněz John Donne (1571–1631) a po něm Richard Crashaw (1613–1649) nebo Abraham Cowley (1618–1667)
K dalším předním básníkům tohoto období patřili tzv. „básníci kavalíři“ podporující krále Karla I. v jeho boji s anglickým parlamentem – Thomas Carew (1595–1640), sir John Suckling (1609–1642) a Robert Herrick (1591–1674).

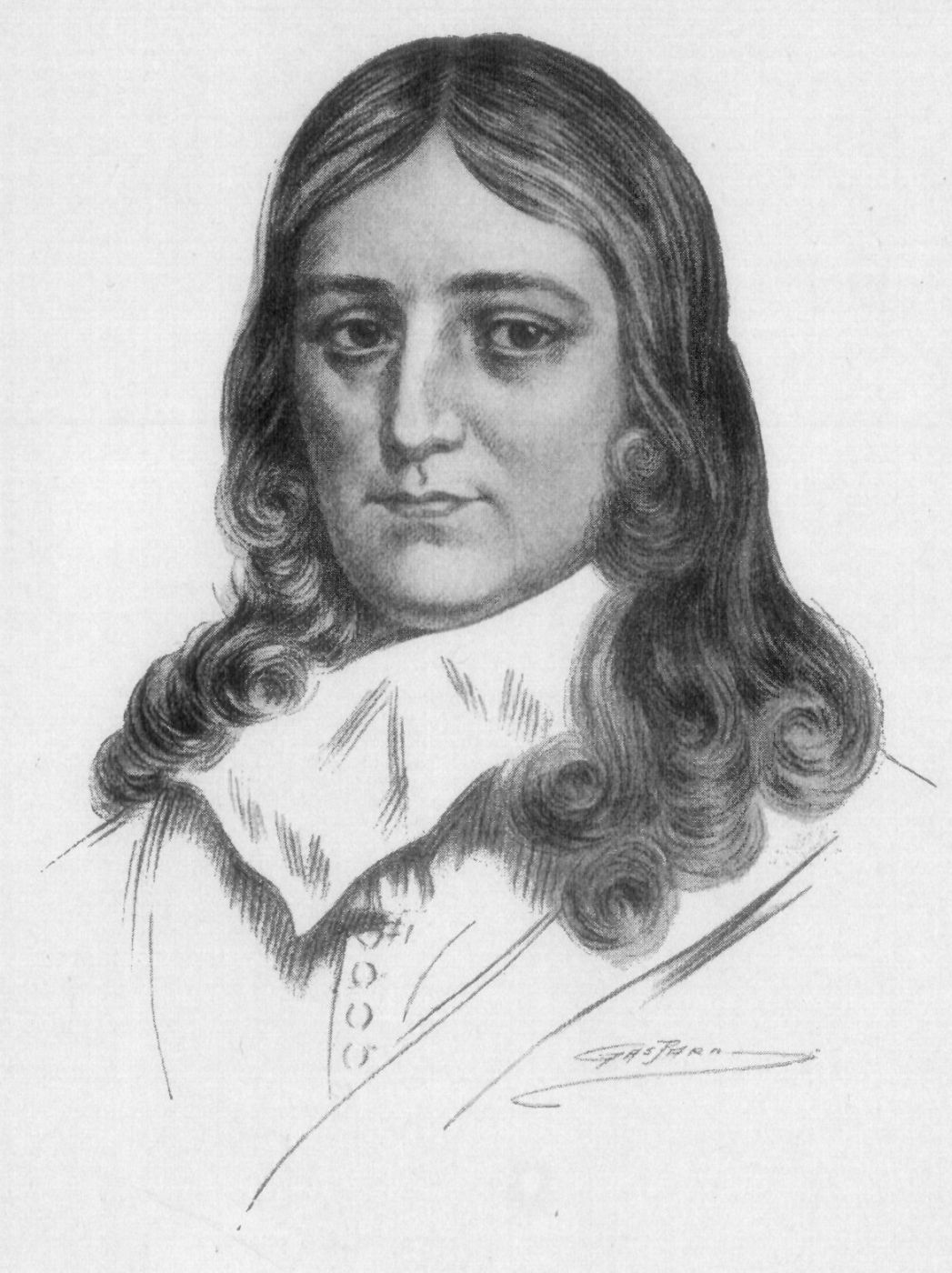
John Milton

Dvorská okázalost se začala projevovat i na divadle, především v tzv. maskách, což byly krátké, zpravidla veršované, divadelní hry zahrnující hudbu, zpěv, tanec a bohatou výpravu s kostýmy.
Z pocitu nenaplnění optimistických představ renesance vzniklo baroko silně ovlivněné náboženským mysticismem. V Anglii dosáhlo svého vrcholu až po restauraci Stuartovců (1660) v duchovním eposu Johna Miltona (1608–1674) Ztracený ráj (1667–1674, Paradise Lost), jehož děj je převzat ze začátku první biblické knihy Genesis (vypráví o svržení padlých andělů a jejich vzpouře, o stvoření světa a Satanově pouti po ráji, kde v převtělení za hada svede Evu k prvotnímu hříchu, který vede k vyhnání Adama a Evy z ráje). Roku 1671 Milton doplnil epos kratší epickou skladbou Ráj znovu nabytý (Paradise Regained), pojednávající o pokušení Krista Satanem.
Principy renesanční, manýristické (metafyzické) i barokní poezie a prvky nastupujícího klasicismu se pak spojily v díle Miltonova přítele Andrewa Marvella (1621–1678).

### Klasicismus a osvícenství
Když Karel II. nastoupil roku 1660 na anglický trůn, přivezl se svým dvorem z francouzského exilu do Anglie zálibu v literárním klasicismu, který se jako reakce na citové, vášnivé a nábožensky orientované baroko inspiroval hlavně starověkými vzory a zdůrazňoval střízlivý rozum, uměřenost a jasný, pravidelný řád. S klasicismem se překrývá myšlenkové hnutí nazývané osvícenství, které proti barokní religiozitě staví racionalismus, logiku a humanismus.

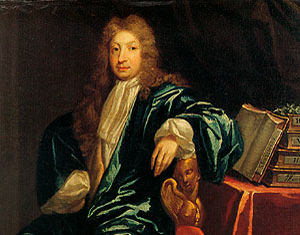
John Dryden

Mezi raně klasicistické básníky tohoto období patří lyrik Edmund Waller (1606–1687), převážně epický sir John Denham (1615–1669) a satirik Samuel Butler (1613–1680), autor směšnohrdinského eposu Hudibras (tři části: 1663, 1664 a 1678), ve kterém se posmíval puritánům.
Vůdčím představitelem raného klasicismu byl však básník, dramatik, překladatel a literární kritik John Dryden (1631–1700), který psal úspěšné satiry, náboženské básně, epigramy, bajky, divadelní hry, uvedl do anglické literatury alexandrín a trojverší, ustanovil hrdinské dvojverší jako standardní literární formu a zasloužil se o vznik tzv. hrdinského dramatu. Psal také komedie, například Svatba podle módy (1673, Marriage à la mode), ale v těch vynikli zejména sir William Wycherley (1640–1715) a William Congreve (1670–1729).

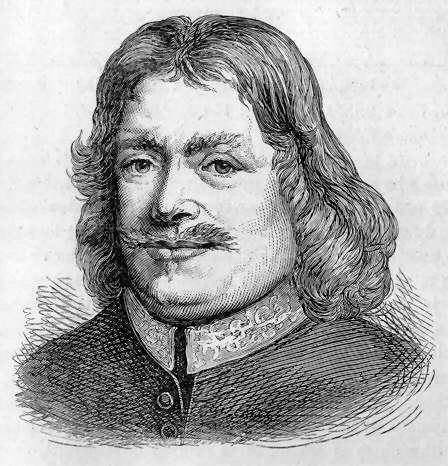
John Bunyan

Pokračováním barokní religiozity jsou do určité míry práce baptistického kazatele Johna Bunyana (1628–1688), který je autorem jednoho z nejslavnějších křesťanských literárních děl vůbec, alegorického románu Poutníkova cesta z tohoto světa do světa budoucího (dvě části: 1678 a 1684, The Pilgrim's Progress from This World to That Which Is to Come). Dílo je určeno především pro lidové vrstvy a vypráví se v něm o cestě ctnostného člověka jménem Christian z Města zkázy do Nebeského města.

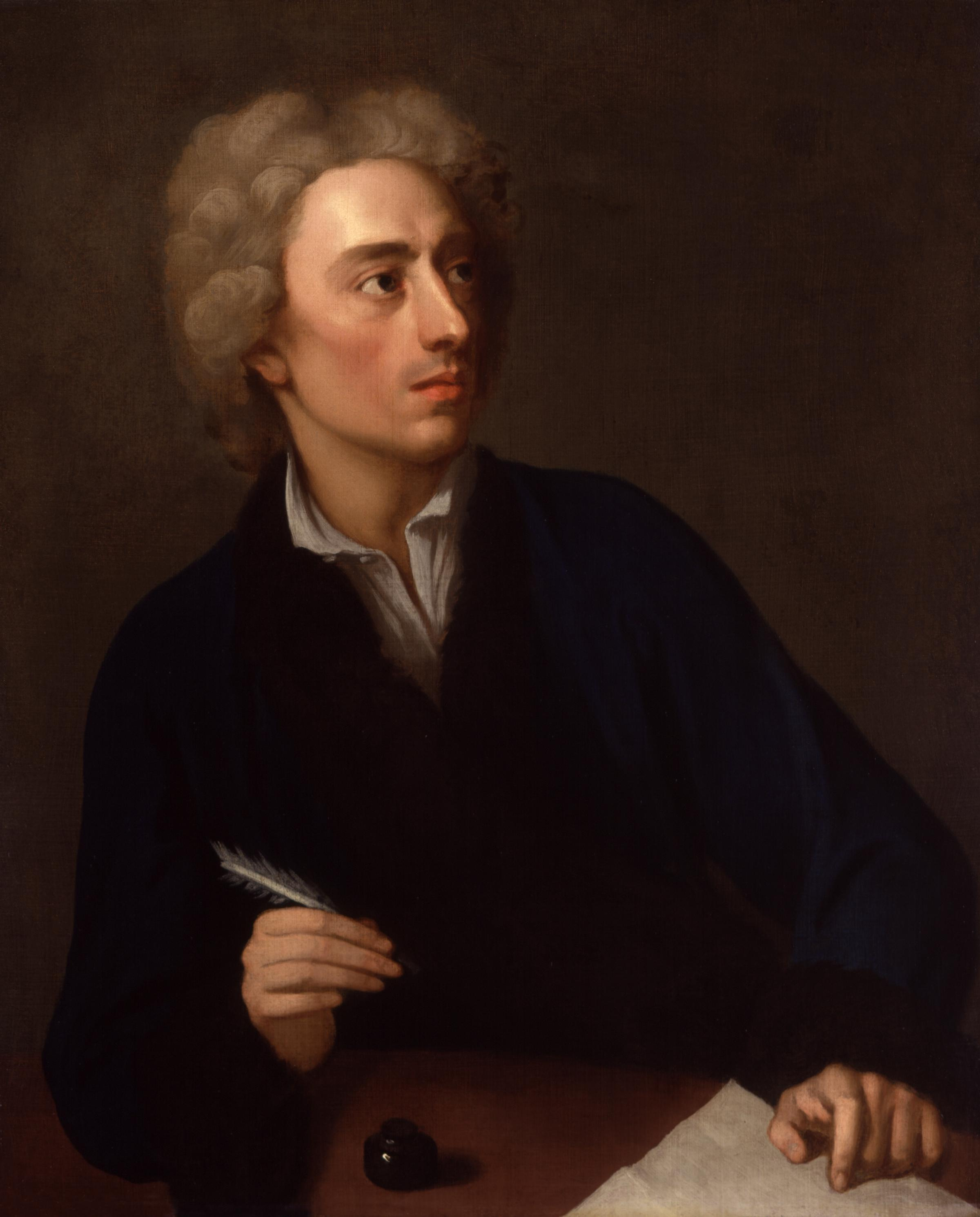
Alexander Pope

Klasicistická poezie vyvrcholila v díle Alexandra Popea (1688–1744), mistra hrdinského dvojverší, který získal slávu svým směšnohrdinským eposem Uloupená kadeř (1712–1715, The Rape of the Lock).

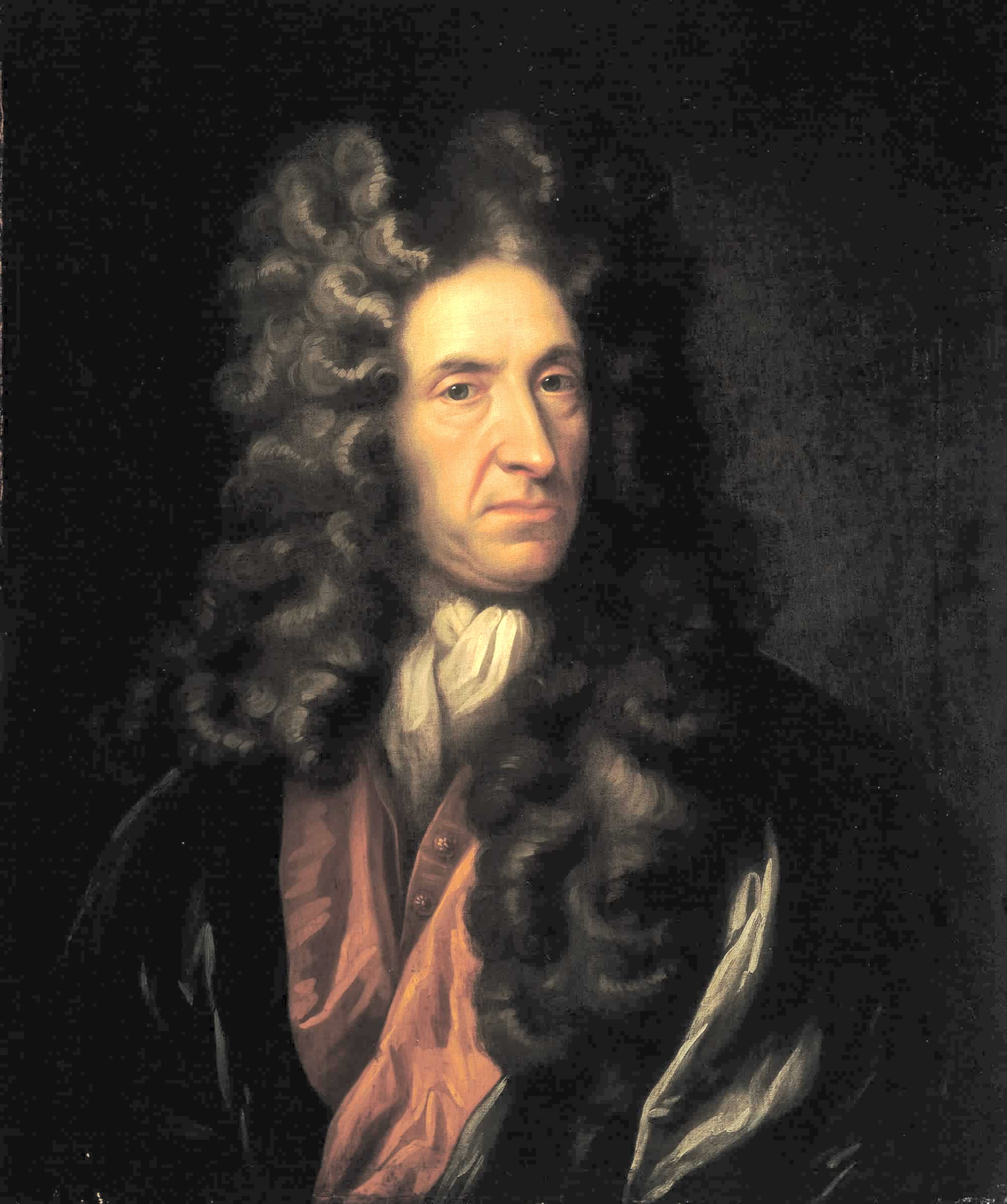
Daniel Defoe

V 18. století se anglická literatura stala proslulou po celém světě především díky svým prozaickým dílům. Nebývalý ohlas měl především román Daniela Defoa (1660–1731) Život a zvláštní podivná dobrodružství Robinsona Crusoa, námořníka z Yorku, zkráceně Robinson Crusoe (1719, The Life and Strange Surprising Adventures of Robinson Crusoe, of York), o námořníkovi, který přežil ztroskotání lodě, a následně musel zápasit o holý život na neobydleném ostrově. Další jeho román Dobrodružný život kapitána Singletona (1720, The Life, Adventures and Piracies of the Famous Captain Singleton) vypráví o životě anglického dobrodruha, který byl v mládí prodán do otroctví, uprchl, stal se pirátem a nakonec se vrátil domů jako bohatý muž. Román Moll Flandersová (1722, The Fortunes and Misfortunes of the Famous Moll Flanders), líčí dobrodružný životní příběh mravně narušené ženy, kterou drtivý osud žene z náruče jednoho muže do druhé a která se ve stáří stává úspěšnou zlodějkou a podvodnicí. Defoe byl i úspěšným novinářem, o čemž svědčí i jeho Deník morového roku (1722, A Journal of the Plague Year), fiktivní románová kronika moru v Londýně v letech 1665–1666, ve které autor formou autentické reportáže přibližuje neštěstí i hrdinství londýnského lidu, za zakladatele moderní žurnalistiky jsou však všeobecně považováni sir Richard Steele (1672–1729) a jeho přítel Joseph Addison (1672–1719).

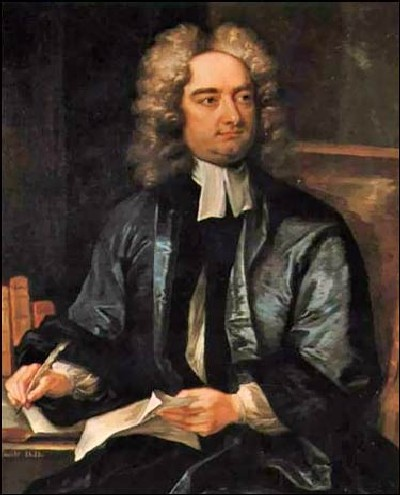
Jonathan Swift

Defoeovu optimistickou víru v sílu člověka a pokrok společnosti nesdílel jeden z nejvýznamnějších evropských osvícenců anglikánský kněz, satirik, pamfletista a básník Jonathan Swift (1667–1745). Ve svém fantastickém cestopise Gulliverovy cesty (1726, rozšířeno 1735, Gulliver's Travels) napsaném jako syntéza parodie na dobrodružné příběhy z cest a satiry na lidskou společnost, která přerůstá v antiutopii, zpochybnil moderní racionalitu, civilizaci i představy o nutném pokroku a nadřazeném postavení lidstva v přírodě. Swift vynikal též jako pamfletista. Za jeho vrcholné dílo v tomto oboru je považován Skromný návrh, jak předejíti, aby děti irských chuďasů nebyly břemenem svým rodičům i zemi, a jak je udělat prospěšnými pro veřejnost (1729, A Modest Proposal: For Preventing the Children of Poor People in Ireland from Being a Burden to Their Parents or Country, and for Making Them Beneficial to the Public), ve kterém navrhuje, aby děti chudých sloužily jako lahodná potrava pro bohaté. Metafora kanibalismu je zde sarkasmem pranýřujícím bezmezné vykořisťování Irska Angličany.

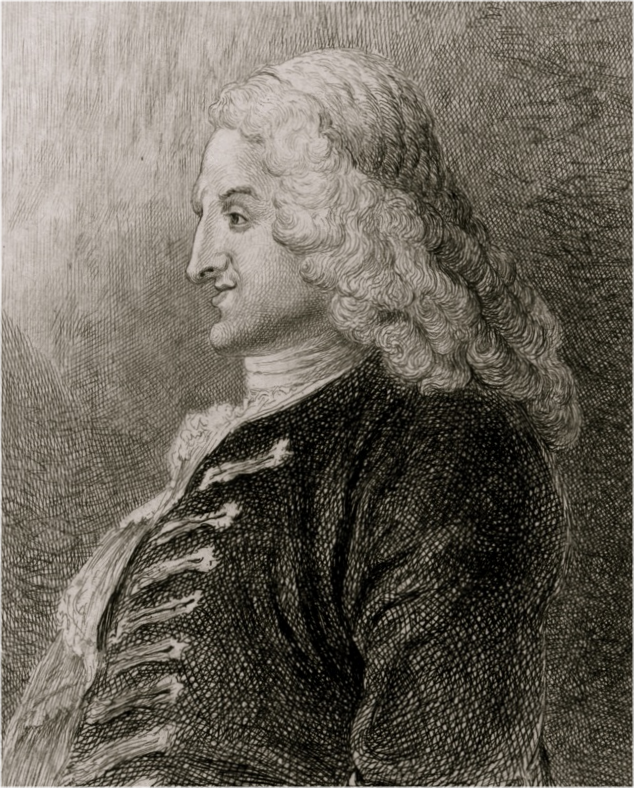
Henry Fielding

Silnými realistickými prvky se vyznačuje dílo Tobiase Smolletta (1721–1771) a Henryho Fieldinga (1707–1754). Smollett je autorem pikareskního románu Dobrodružství Rodericka Randoma (1748, The Adventures of Roderick Random), v němž využil svých zkušeností ze služby u námořnictva (dílo je považováno za nejlepší ve svém žánru v anglické literatuře). Fielding pak ve svém pikareskním humoristickém románu Tom Jones (1749) vytvořil široké panoráma anglického života v první polovině 18. století. K dalším významným Fieldingovým dílům patří romány Joseph Andrews (1742, The History of the Adventures of Joseph Andrews and of his Friend Mr. Abraham Adams), Jonathan Wild (1743, The Life and Death of Jonathan Wild, the Great) a Amelie (1751, Amelia), všechny opět se satirickým pohledem na současnou společnost.
U zrodu anglické dětské literatury stál tiskař a knihkupec John Newbery (1713–1767), který se jako první specializoval na vydávání knih pro děti s pěknými ilustracemi a kvalitní grafickou úrovní.
Vývoj anglického divadla v období klasicismu zmrazil cenzurní zákon z roku 1737, podle kterého mohla být každá nová hra uvedena až po souhlasu cenzora (nejvíce to postihlo výše zmíněného Henryho Fieldinga, který přerušil svou dramatickou činnost). Ještě před tím však sklidil po celé Británii obrovské úspěchy John Gay (1685–1732) se svou parodií na italskou hrdinskou operu. V díle nazvaném Žebrácká opera (1728, The Beggar’s Opera) přivedl na scénu žebráky, lupiče a lehké ženy, přičemž děj proložil rýmovanými popěvky.
Vůdčím duchem pozdního anglického klasicismu a osvícenství byl literární kritik, básník, dramatik, esejista a lexikograf Samuel Johnson (1709–1784), který svým výkladovým Slovníkem anglického jazyka (1755, A Dictionary of the English Language) položil základy moderní spisovné angličtiny.

## Moderní anglická literatura

### Preromantismus (sentimentalismus)

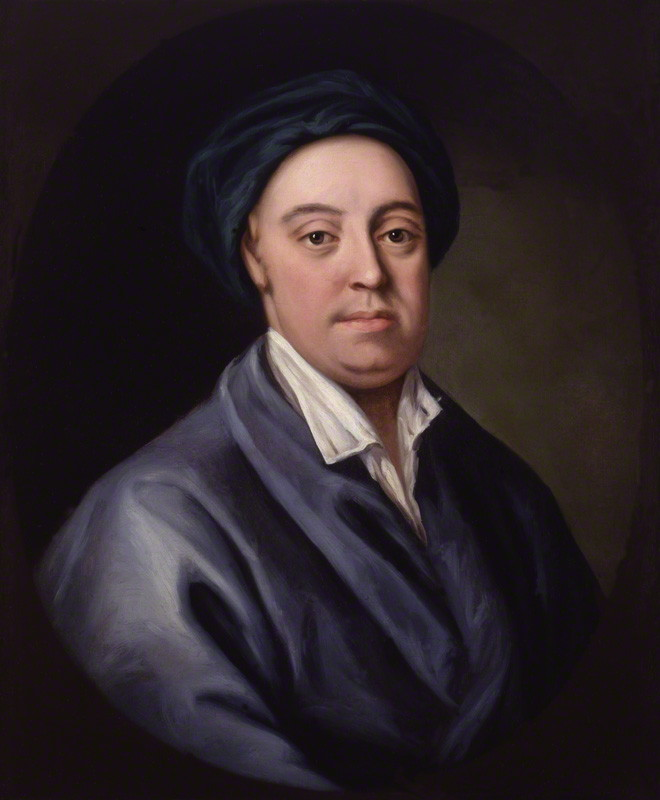
James Thomson

Zhruba v polovině 18. století převládl v Anglii jako reakce na racionalismus a rozumovost klasicismu a osvícenství nový umělecký proud, který ohlašoval blížící se romantismus – odtud jeho název preromantismus. Protože se tento proud orientoval na posílení emocionální působivosti uměleckých děl, bývá často nazýván sentimentalismem. Počátky preromantismu je ovšem možno najít již na počátku 18. století za klasicismu, se kterým se tak částečně překrývá.
Zatímco v tvorbě Jamese Thomsona (1700–1748), mimo jiné autora ódy Vládni, Británie! (1740, Rule, Britannia!), která se stala britskou vlasteneckou písní, se ještě objevují idylická citově zabarvená líčení přírody, poezie dalších básníků, patřících především do tzv. hřbitovní školy (Graveyard Poets), se vyznačuje iracionální melancholickou i tajuplnou a pochmurnou náladou.

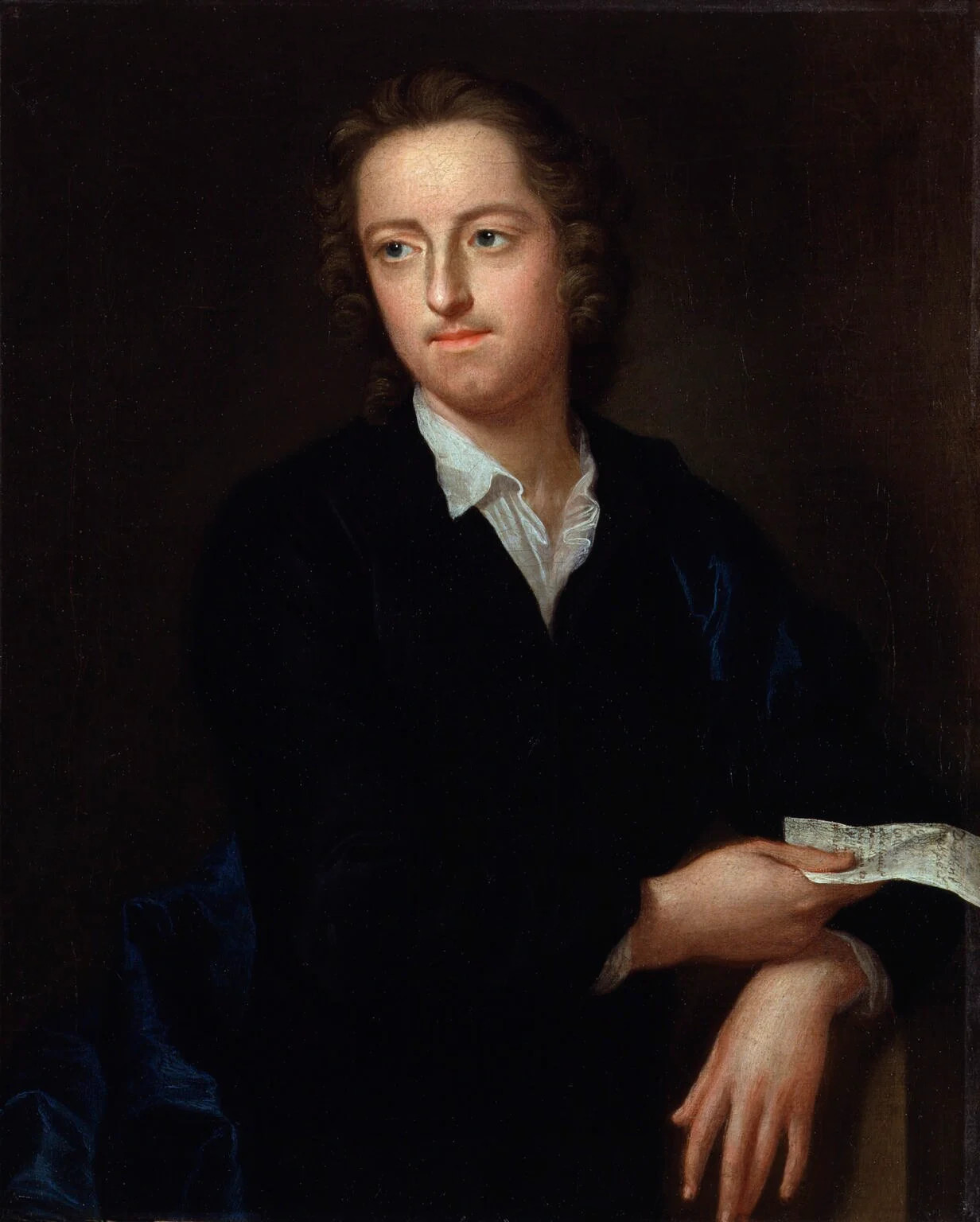
Thomas Gray

Hlavním tématem hřbitovní školy byly pochmurné meditace o smrtelnosti často v prostředí hřbitova. Za jejího zakladatel je považován Thomas Parnell (1679–1718) díky své básni Noční dílko o Smrti (A Night-Piece on Death), vydané po jeho smrti až roku 1721.
Základním dílem hřbitovní školy se stala báseň Nářek aneb Noční rozjímání o životě, smrti a nesmrtelnosti (1742–1745, The Complaint, or Night Thoughts on Life, Death, and Immortality) Edwarda Younga (1681–1765). Za preromantický manifest je pak označována Youngova prozaická práce Úvahy o původní tvorbě (1759, Conjectures On Original Composition) zdůrazňující potřebu intuitivní tvůrčí síly, jež by nahradila přílišnou rozumovost osvícenství
K dalším básníkům hřbitovní školy patřil Robert Blair (1699–1746) se svou básní Hrob (1743, The Grave), Thomas Gray (1716–1771), autor slavné Elegie psané na hřbitově vesnickém (1751, Elegy Written in a Country Churchyard) nebo Thomas Percy (1729–1811), který vydal roku 1765 první sbírku starých anglických balad Památky staré anglické poezie (Reliques of Ancient English Poetry).

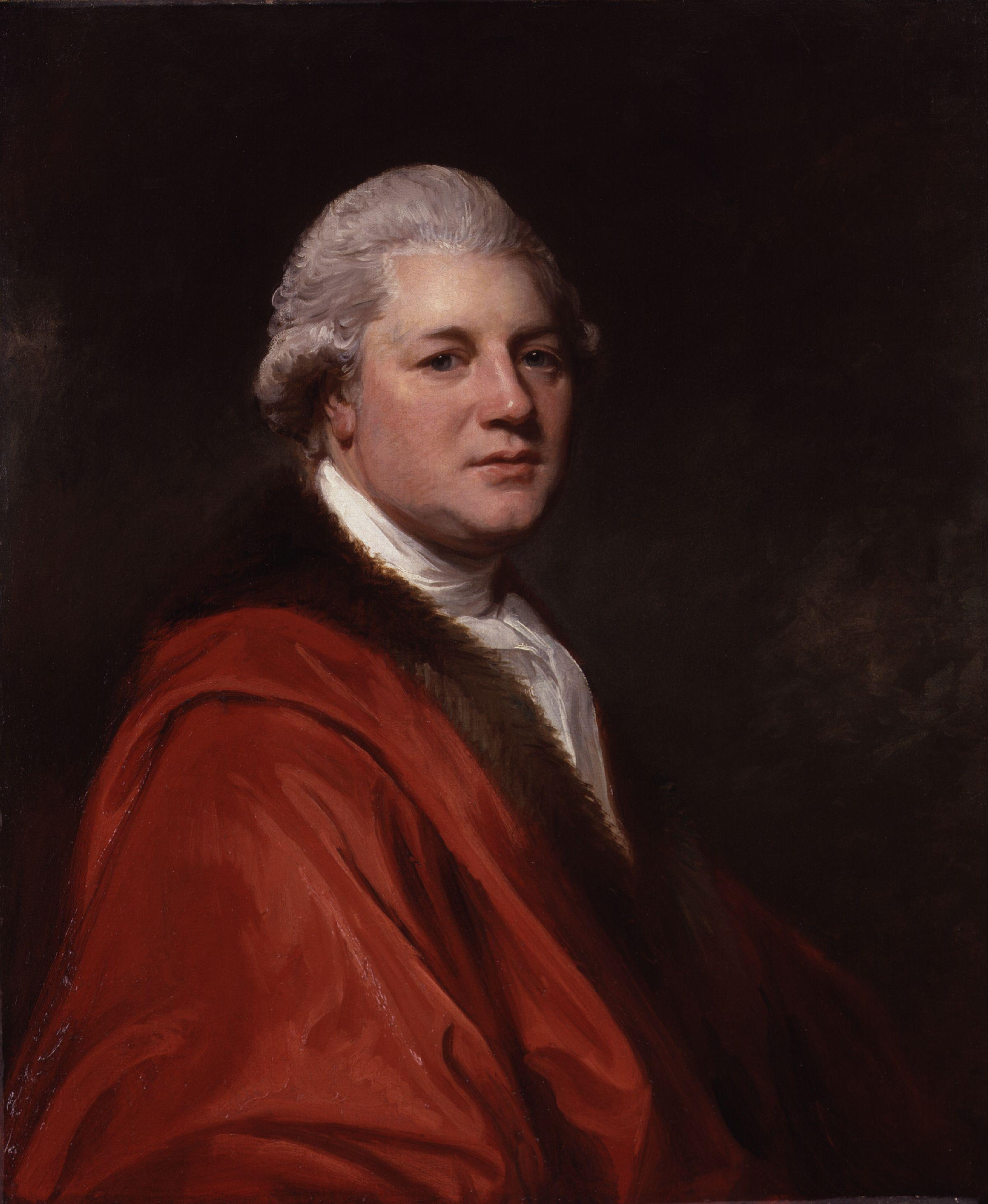
James Macpherson

Vznikaly rovněž literárním podvrhy, které měly nahradit neexistující starobylé rukopisy. Tak byly „nalezeny“ Ossianovy zpěvy (1761–1765, The Works of Ossian), které mladý skotský učitel James Macpherson (1736–1796) vydával za překlady básní gaelského barda ze 3. století. Další falza středověké literatury zveřejňoval Thomas Chatterton (1752–1770 pod jménem Thomase Rowleyho, fiktivního mnicha z 15. století.

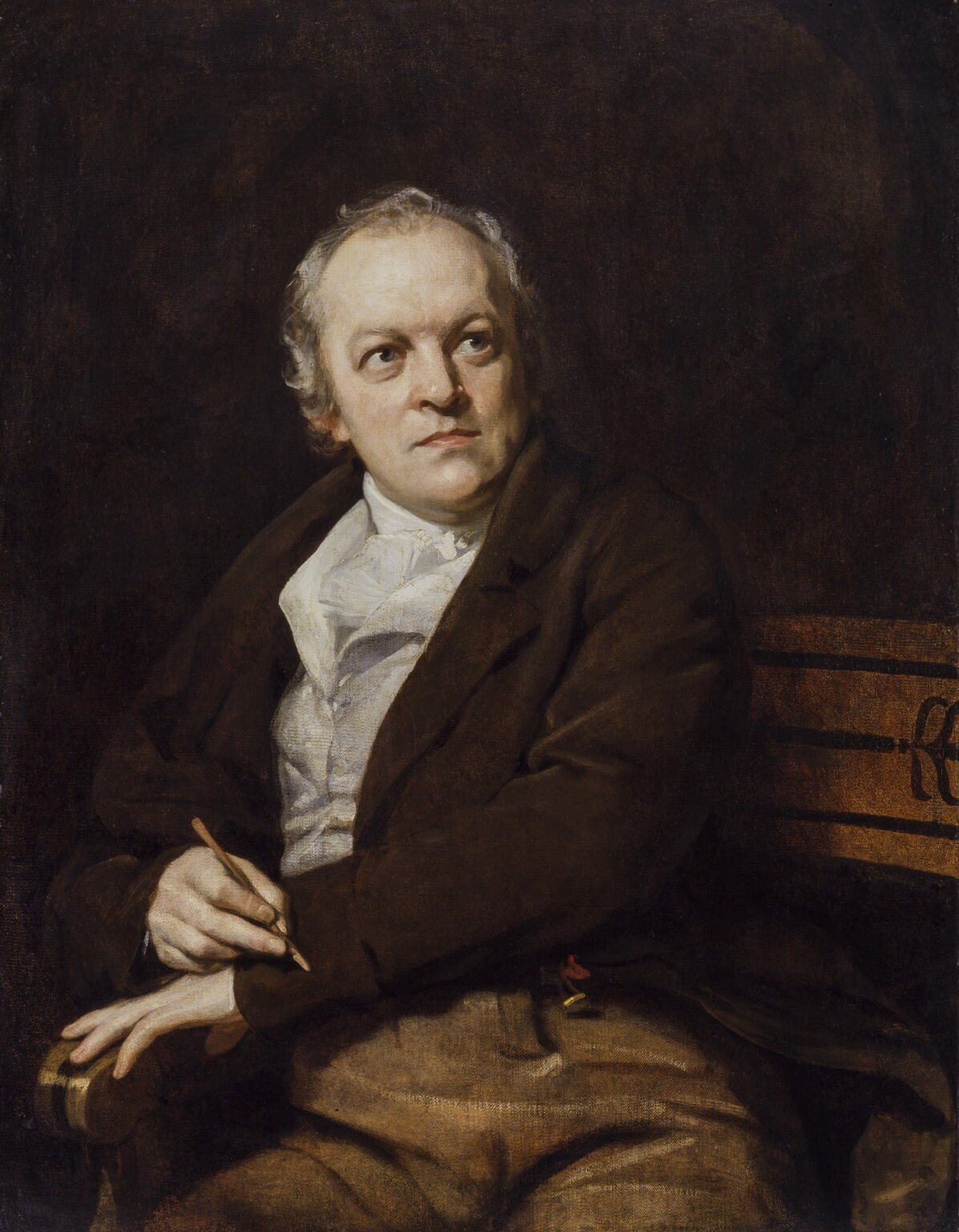
William Blake

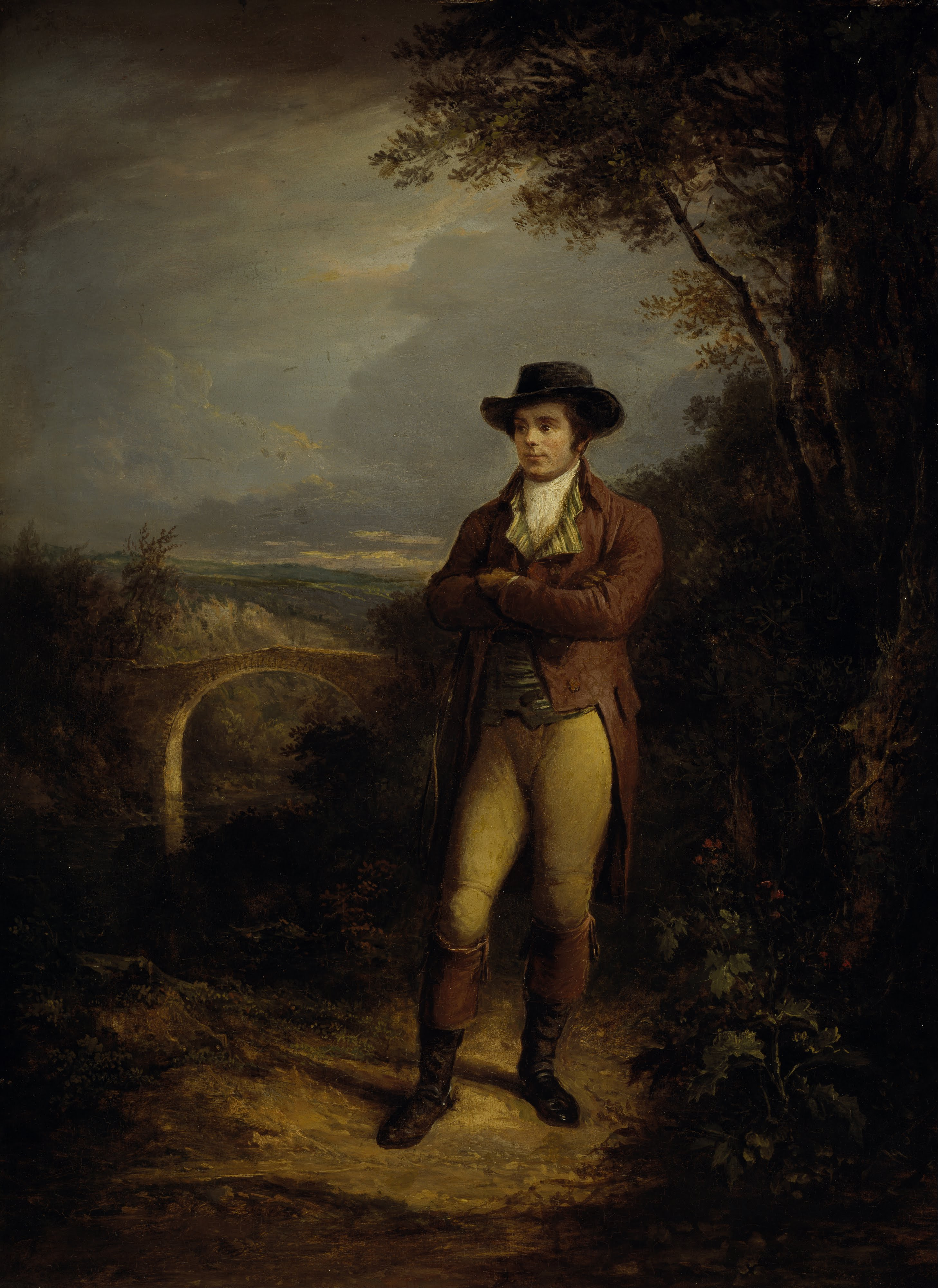
Robert Burns

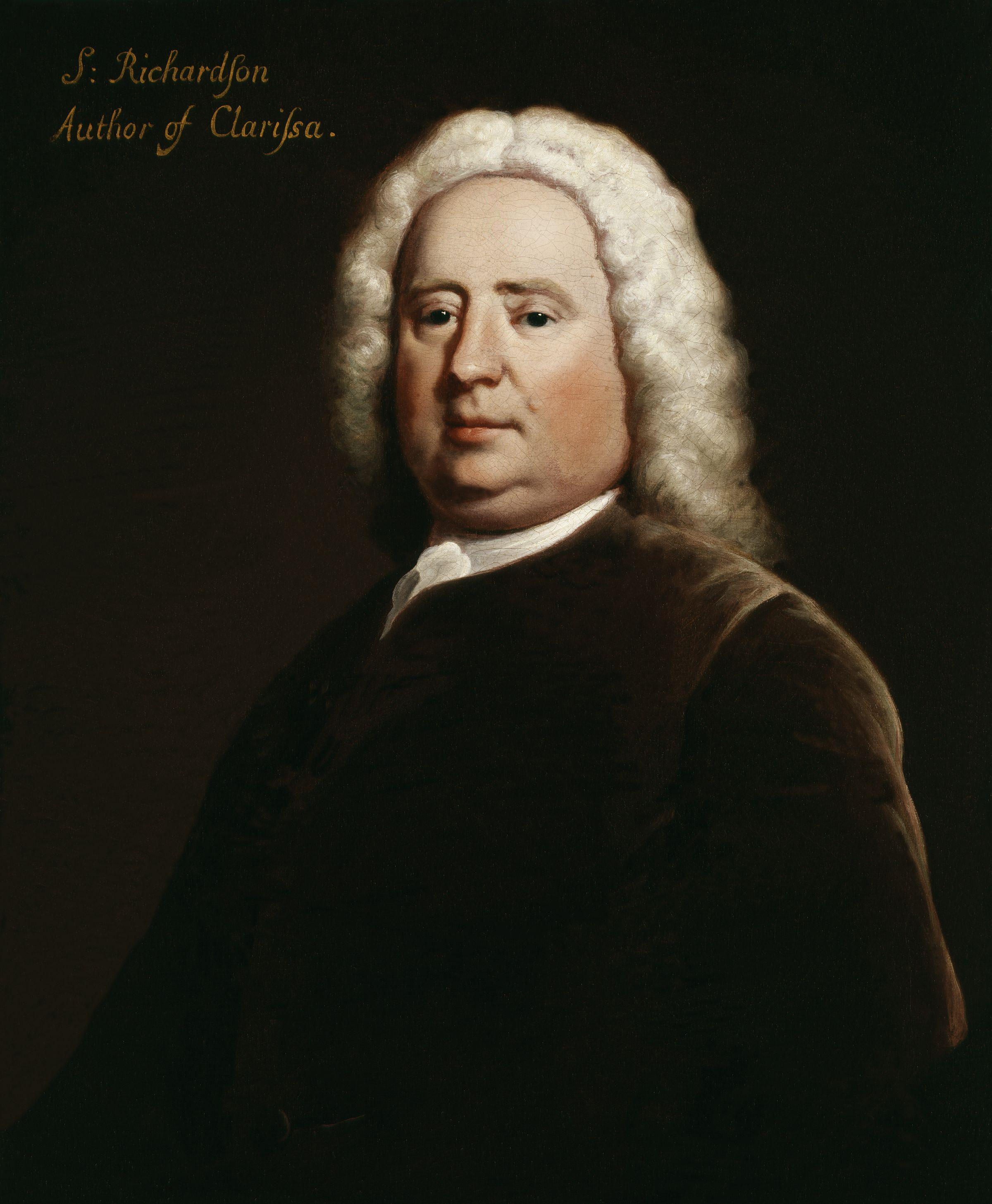
Samuel Richardson

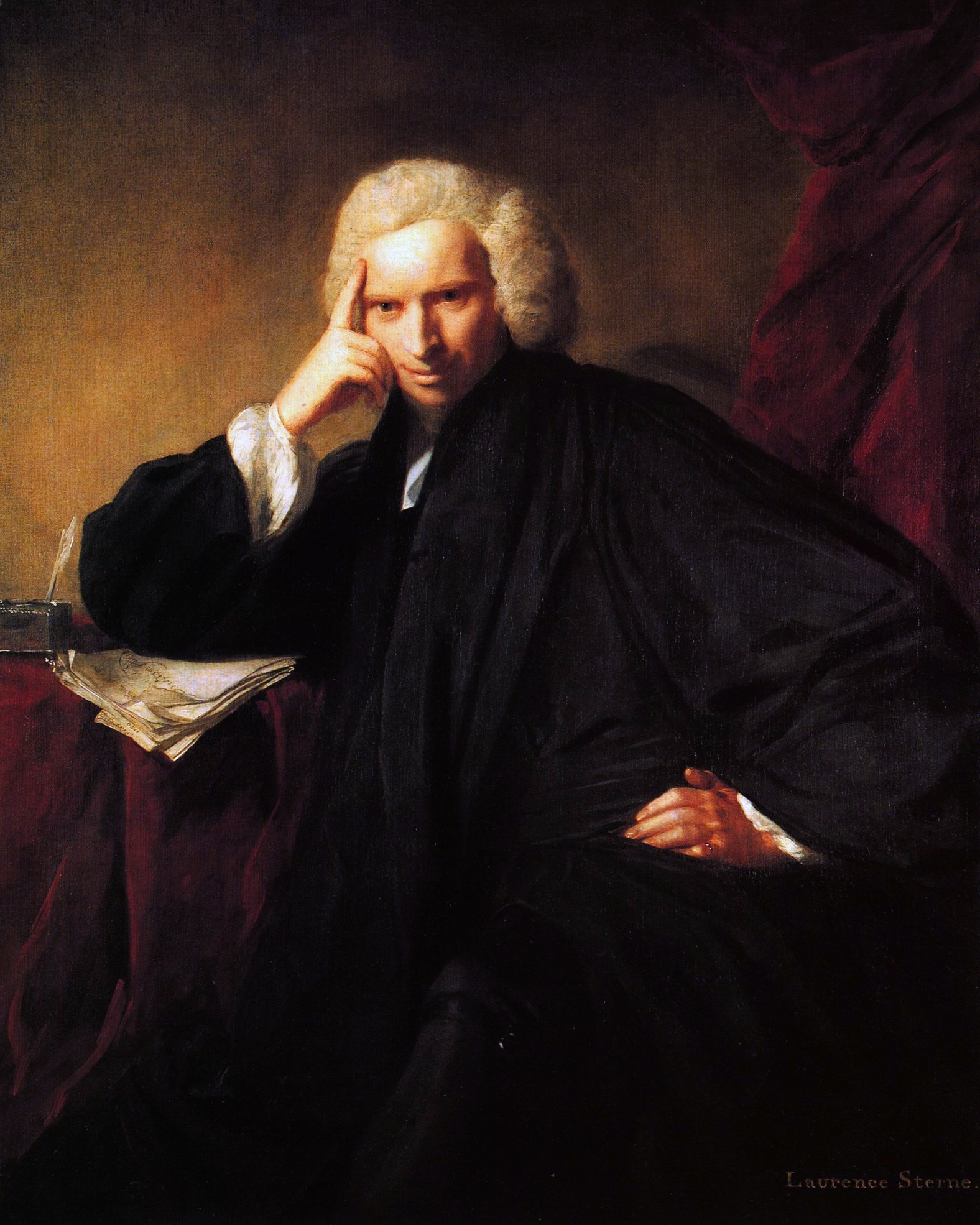
Laurence Sterne

Vrcholem preromantické poezie je dílo Williama Blakea (1757–1827), ve své době nedoceněného básníka, malíře, mystika a symbolického vizionáře, a skotského národního básníka Roberta Burnse (1759–1796), který psal také ve skotštině.
Anglické divadlo po vydání cenzurního zákona čekalo celých čtyřicet let na důstojné dílo. Roku 1777 se však z pera Richarda Sheridana (1751–1816) zrodila nejlepší anglická hra celého 18. století, Škola pomluv (The School for Scandal). Sheridan pokračoval v tradici tzv. komedie mravů, kterou rozšířil o sentimentální senzibilitu. Hlavním cílem jeho satirického výsměchu byla tehdejší vyšší společnost a její přízemní zájmy, pomluvy a pokrytecká morálka.
Mezi hlavní představitele preromantické prózy patří Samuel Richardson (1689–1761), který se svými romány Pamela aneb Odměněná ctnost (1740. Pamela, or Virtue Rewarded) nebo Clarissa aneb Příběh mladé dámy (1748, Clarissa: Or the History of a Young Lady), stal zakladatelem románu v dopisech, a Oliver Goldsmith (1730–1774), autor románu Farář wakefieldský (1766, The Vicar of Wakefield), příběhu chudého anglikánského duchovního, prostého poctivce z nižších vrstev.
Autorem prvního anglického „antirománu“ je Laurence Sterne (1713–1768). Svým humoristickým dílem Život a názory blahorodého pana Tristrama Shandyho (1759–1767, The Life and Opinions of Tristram Shandy, Gentleman) vytvořil krajně subjektivní a formálně experimentální prózu. Svou snahou zachytit volnou asociaci myšlenek a subjektivní vnímání času v mysli svých hrdinů se stal průkopníkem tzv. proudu vědomí, předchůdcem modernistů a absurdního dramatu. Jeho nekonvenční cestopis Sentimentální cesta po Francii a Itálii (1768, A Sentimental Journey Through France and Italy) významně přispěl k rozšíření pojmu sentimentalismus, který kromě přecitlivělosti začal mít také filosofický nádech.
Záliba v pochmurných motivech se projevila v tzv. gotickém románu, jehož autoři se inspirovali ve středověkých legendách a pověstech se snahou vyvolat ve čtenáři líčením strašidelného příběhu strach. V gotických románech se objevují tajuplné středověké hrady a zříceniny, podzemní labyrinty, opuštěná jezera, zlosynové, nevinné dívky, mniši posedlí ďáblem i příšery a duchové. K jeho představitelům patřili Horace Walpole (1717–1797), který napsal první gotický román Otrantský zámek (1764, The Castle of Otranto), Clara Reevová (1729–1807) se svým Starým anglickým baronem (1777, The Old English Baron), William Godwin (1756–1836), autor románu Caleb Williams (1794), William Thomas Beckford (1760–1844), v jehož díle Vathek (1786) ožívá exotický Orient, Ann Radcliffová (1764–1823) s již spíše romantickými prózami Sicilský román (1790, A Sicilian Romance) a Záhady Udolfa (1794, The Mysteries of Udolpho) a konečně Matthew Gregory Lewis (1775–1818) přinášející svým Mnichem (1796, The Monk) do gotického románu novou problematiku tragédie duše.
V období preromantismu se také zrodil první manifest ženské emancipace, který roku 1792 pod názvem Obrana práv žen (A Vindication of the Rights of Woman) sepsala pozdější manželka Williama Godwina Mary Wollstonecraftová (1759–1797).

### Romantismus

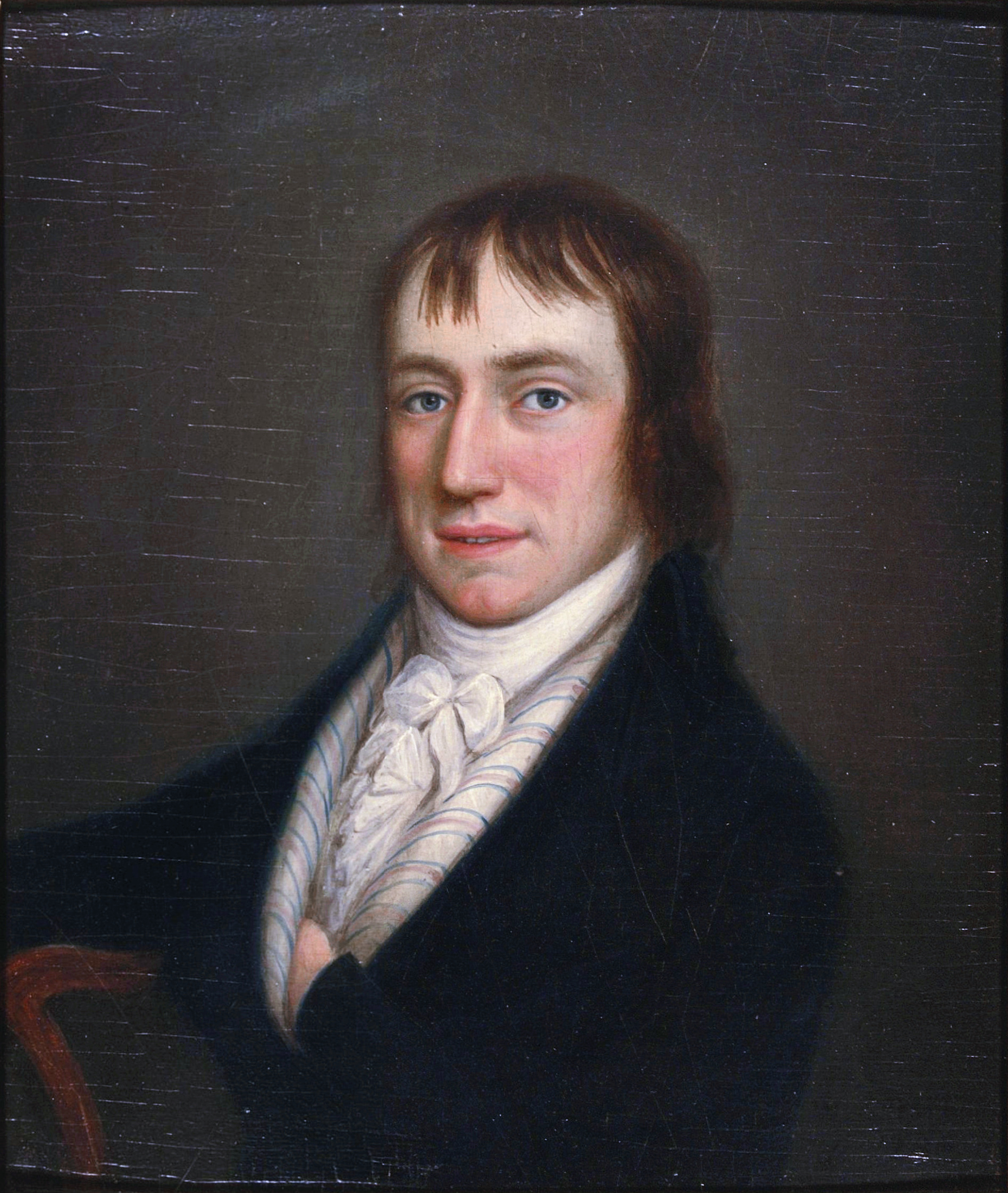
William Wordsworth

Počátek 19. století je v anglické literatuře zcela ve znamení romantismu, ve kterém obraznost a citovost převládala nad rozumovostí a který vznikl jako reakce na hluboký rozpor mezi realitou a humanistickými ideály, které proklamovala Velká francouzská revoluce.

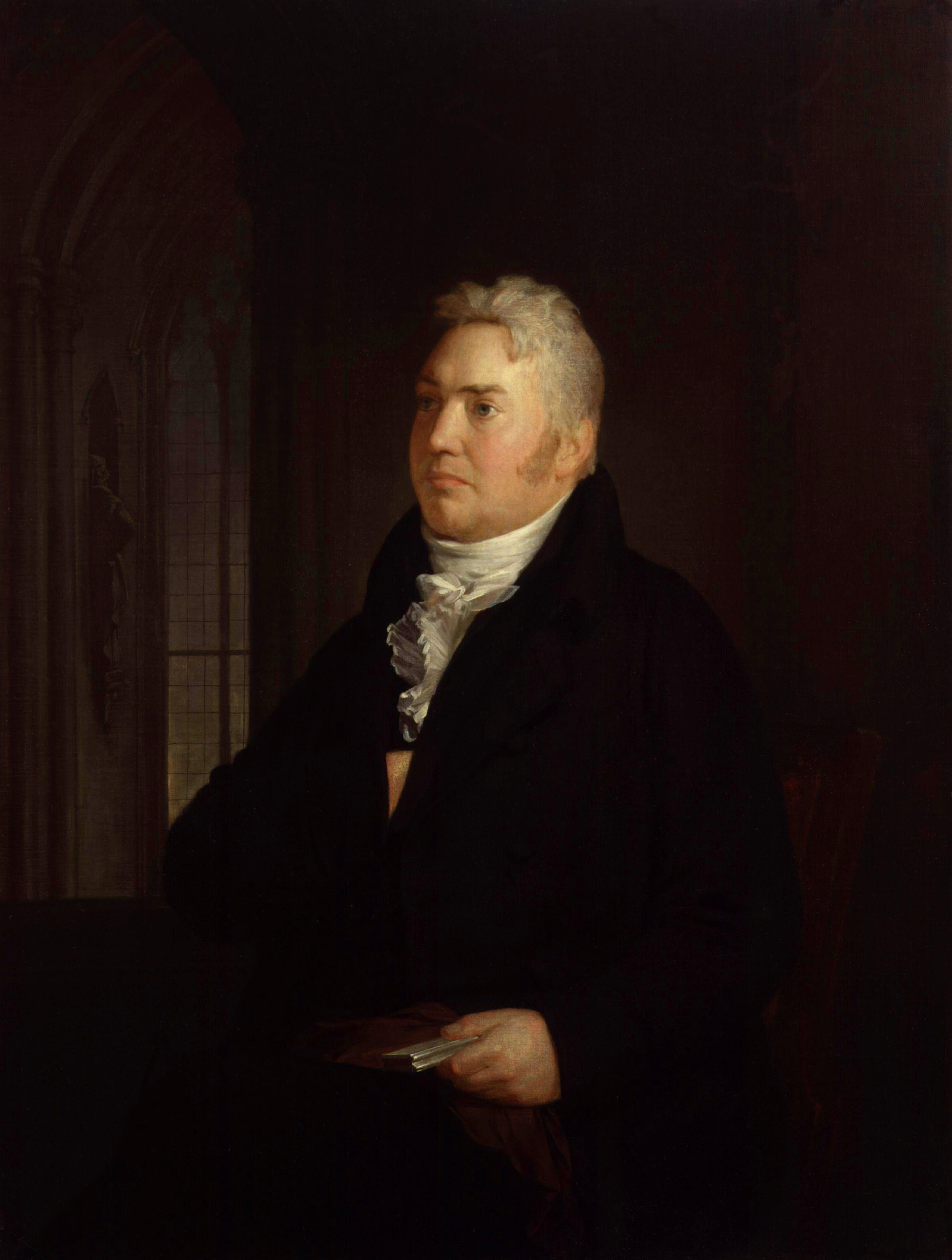
Samuel Taylor Coleridge

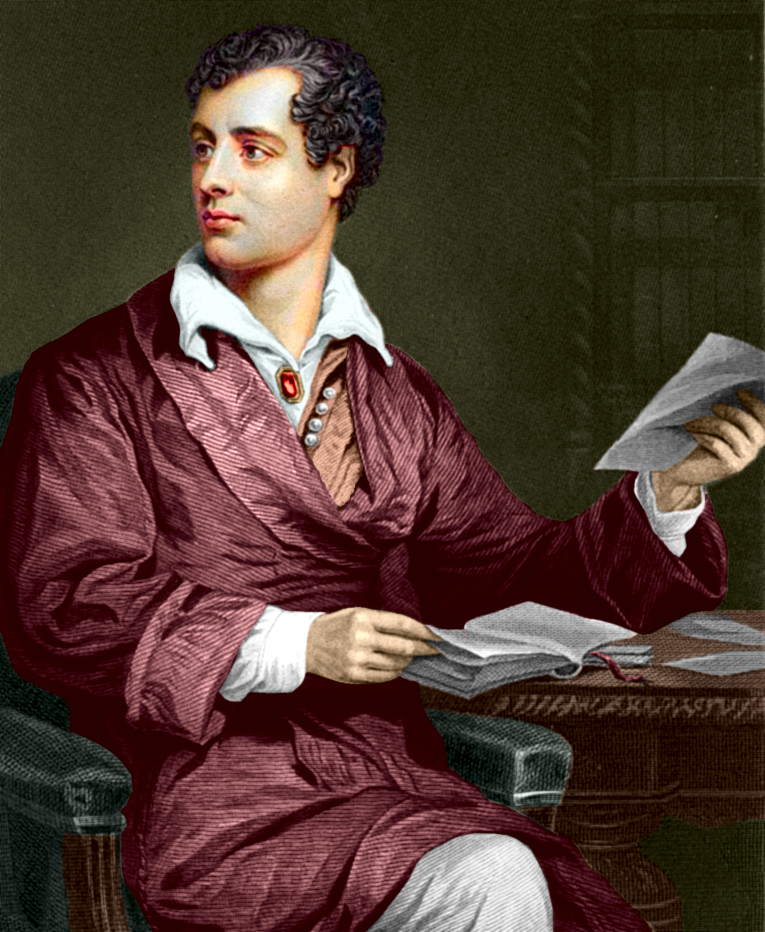
Lord George Gordon Byron

Za kolébku literárního romantismu je považována právě Anglie, kde první generace anglických romantiků bezprostředně navázala na předcházející preromantické autory. Jedná se především o tzv. jezerní básníky, skupinu umělců, které spojoval život uprostřed nádherné přírody v Jezerním okrsku na severozápadu Anglie. K nejvýznamnějším z nich patřili William Wordsworth (1770–1850), Samuel Taylor Coleridge a Robert Southey (1774–1843). Wordsworth a Coleridge vydali roku 1798 společně básnickou sbírku Lyrické balady (Lyrical Ballads), považovanou za první romantické dílo anglické literatury. Ve sbírce je mimo jiné obsažena slavná Coleridgova balada Píseň o starém námořníkovi (The Rime of the Ancient Mariner), jejíž hrdina se proviní tím, že na moři zabije bezdůvodně albatrosa a je za to potrestán tajemnými přírodními silami.
Ještě významnější je druhá generace anglických romantiků, kterou reprezentují básníci lord George Gordon Byron (1788–1824), Percy Bysshe Shelley (1792–1822) a John Keats (1795–1821).
Pro dílo lorda Byrona, jednoho z největších evropských básníků vůbec, je charakteristický osamocený boj za svobodu proti tyranům (tzv. byronismus) a revolta proti řádu, bohům a osudu (tzv. titanismus). Byron je také považován za tvůrce dramatické básně a dvou nových lyricko-epických žánrů: moderního eposu (spojení epického vyprávění s proudem lyriky) a poemy, tj. básnické nebo také byronské povídky. Z jeho poem vyniká zejména Džaur (1813, Giaour), Korzár (1814, The Corsair), Lara (1814) a Vězeň chillonský (1816, The Prisoner Of Chillon). Za moderní epos lze označit Childe Haroldovu pouť (1812–1818, Childe Harold's Pilgrimage) nebo Dona Juana (1819–1824). Ve svých dramatických básních, jako je například Manfréd (1817) nebo Kain (1821, Cain). namířil romantickou vzpouru proti nejvyšší morální autoritě – proti Bohu.

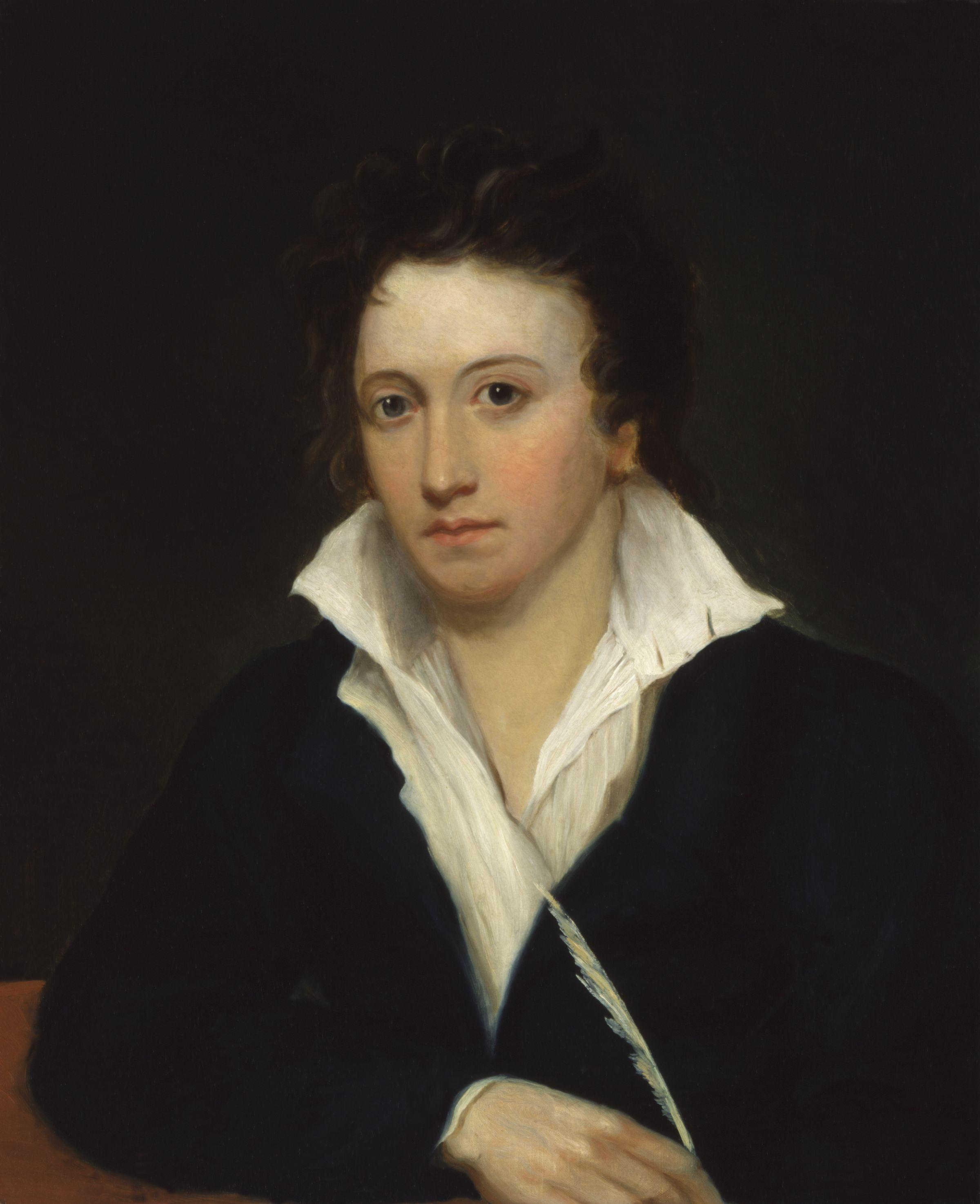
Percy Bysshe Shelley

John Keats

Percy Bysshe Shelley je považován za autora nejlepších lyrických básní napsaných v anglickém jazyce. Známá je také jeho protidespotická tragédie z italské historie Cenci (1819), která byla v Anglii dlouho zakázána. Nejvíce se však proslavil titánským filozofickým dramatem Odpoutaný Prométheus (1820, Prometheus Unbound), ve kterém jeho hrdina vítězně vzdoruje Jovovi ztělesňujícím symbol tyranie a nesvobody.
John Keats (1795–1821) se proslavil zejména lyrickými ódami Óda na slavíka (1819, Ode to a Nightingale), Óda na řeckou vázu (1819 nebo Óda na melancholii (1819, Ode on Melancholy), ve kterých usiloval o sloučení antické mytologie s anglickou přírodou. Dále je autorem poemy Endymion (1818), nedokončeného eposu Hyperion (1820), balady La Belle Dame sans Merci (1819) a básně Podzimu (1819, To Autumn).

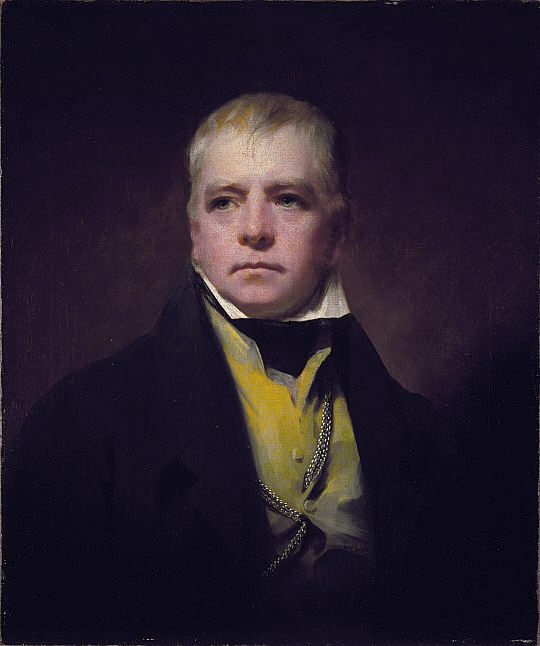
Sir Walter Scott

Mary Shelleyová

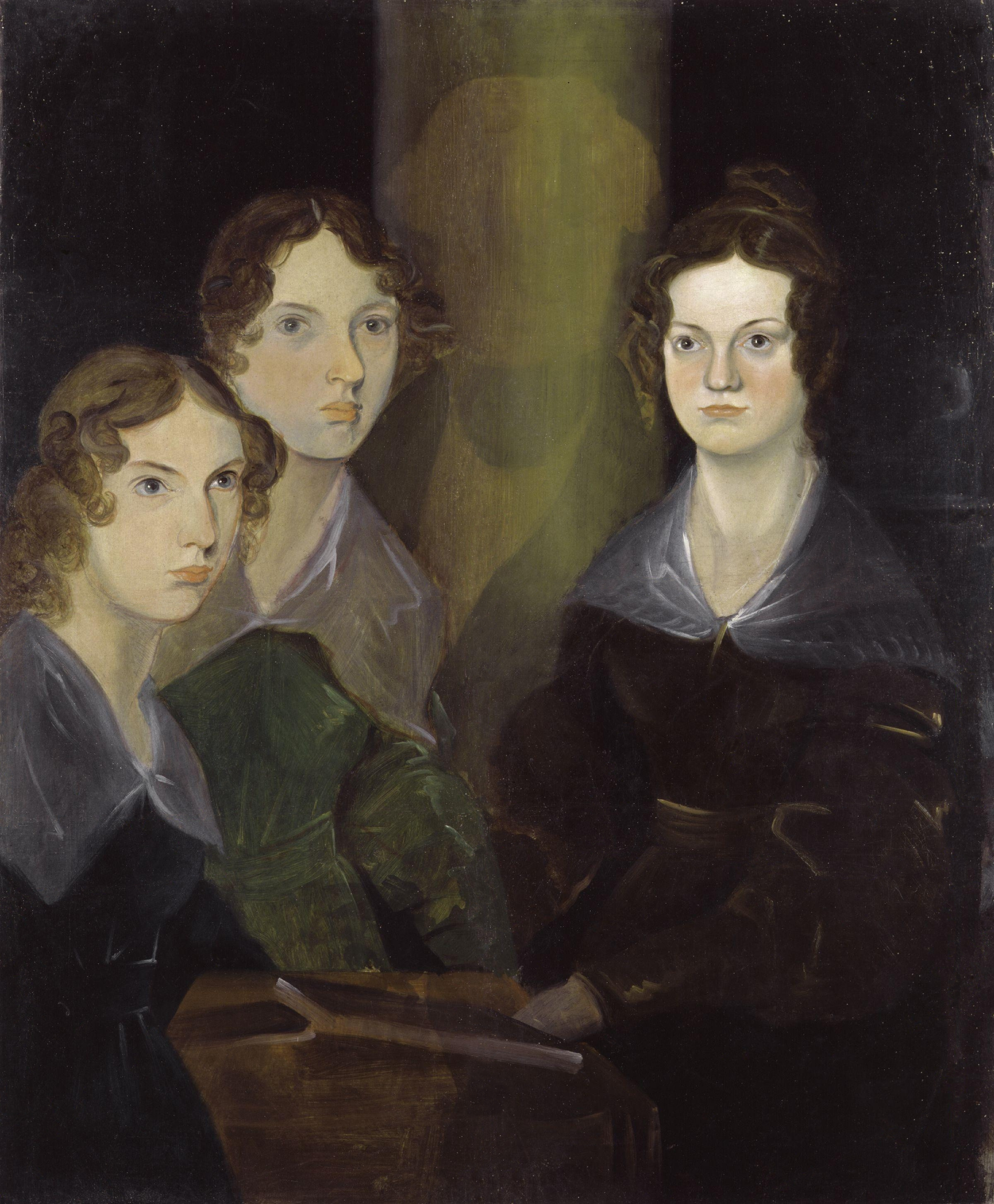
Sestry Brontëový, zleva Anne, Emily a Charlotte.

Generačním druhem první generace anglických romantiků byl skotský básník a prozaik sir Walter Scott (1771–1832), zakladatel historického románu. Z jeho básnického díla je nejvýznamnější sbírka skotských lidových balad Lidové zpěvy skotského pohraničí (1802–1803, Minstrelsy of the Scottish Border) a báseň Jezerní panna (1810, The Lady of the Lake), z románů Waverley (1814), Rob Roy (1817), Srdce Edinburghu (1818, The Heart of Midlothian), Ivanhoe (1819), Nevěsta z Lammermooru (1819, The Bride of Lammermoor), Pověst o Montrosovi (1819, A legend of Montrose), Kenilworth (1821), Quentin Durward (1823), Talisman (1825, The Talisman), Krasavice z Perthu (1828, The Fair Maid of Perth) a další.
Dalším vývojem prošel gotický román. Dílo Frankenstein aneb Moderní Prométheus (1818, Frankenstein or, The Modern Prometheus) manželky básníka Shelleyho, Mary Shelleyové (1797–1851) je do jisté míry varováním před důsledky vědeckých experimentů a je v něm nastolena otázka odpovědnosti tvůrce za to, co vytvořil. John Polidori (1795–1821), autor dalšího gotického románu Upír (1819, The Vampyre: A Tale) jako první vytvořil prototyp klasického upíra. V románu Poutník Melmoth (1820, Melmoth the Wanderer) Charlese Roberta Maturina (1782–1824) je hlavním hrdinou muž, který za prodloužený život upsal svou duši ďáblu a postupně se stává svědkem hrůz, ve kterých se odráží negativní jevy tehdejší společnosti.
K dalším anglickým romantickým prozaikům patří Jane Austenová (1775–1817), představitelka tzv. rodinného románu (Domestic Novel), například Pýcha a předsudek (1813, Pride and Prejudice), Thomas de Quincey (1785–1859), filozof, esejista, básník a literární kritik, který ve svém autobiografickém díle Zpověď anglického poživače opia (1822, Confessions of an English Opium Eater) popisuje, jak mu opium, na nějž si navykl již v mládí, otevřelo "bránu rajských rozkoší", svět úchvatných vizí, snů a fantastických smyslových vjemů, jen aby ho vzápětí uvrhlo do propastného utrpení fyzického i duševního, a konečně Frederick Marryat (1792–1847), autor dobrodružných příběhů s námořní a pirátskou tematikou, například Kormidelník Vlnovský (1841, Masterman Ready, or the Wreck in the Pacific).
Spojnicí mezi druhou generací anglických romantiků a představiteli pozdního anglického romantismu tvoří dílo sester Brontëových. Nejstarší z nich Charlotte Brontëová (1816–1855) se celosvětově proslavila románem Jana Eyrová (1847, Jane Eyre) líčícím dramatické vztahy neurozené hrdinky k byronovsky hrdému a tajemnému šlechtici. Prostřední Emily Brontëová (1818–1848) je autorkou originálního románu Vichrné návrší (1847, Wuthering Heights), ve kterém se symbolické pojetí severoanglické přírody slučuje s baladickým, „goticky“ tajuplným a mnohdy až surrealisticky snovým příběhem. Nejmladší z nich, Anne Brontëová (1820–1849), se zaměřila na zobrazování strastiplných osudů žen, ale uměleckých kvalit svých sester nedosáhla.

### Viktoriánská próza, poezie a drama
Protože se vývoj anglické literatury od 30. let 19. století do začátku první světové války zhruba překrývá s obdobím vlády královny Viktorie (1837–1901), bývá zvykem označovat tuto dobu jako viktoriánskou. Na počátku této doby se v anglické literatuře začal prosazovat směr, který na rozdíl od romantických hrdinů, kteří jsou se svým okolím v rozporu, zobrazoval život člověka ve společenských souvislostech. Protože jsou názory většiny autorů na tehdejší společnost kritické, hovoří se o tzv. kritickém realismu.

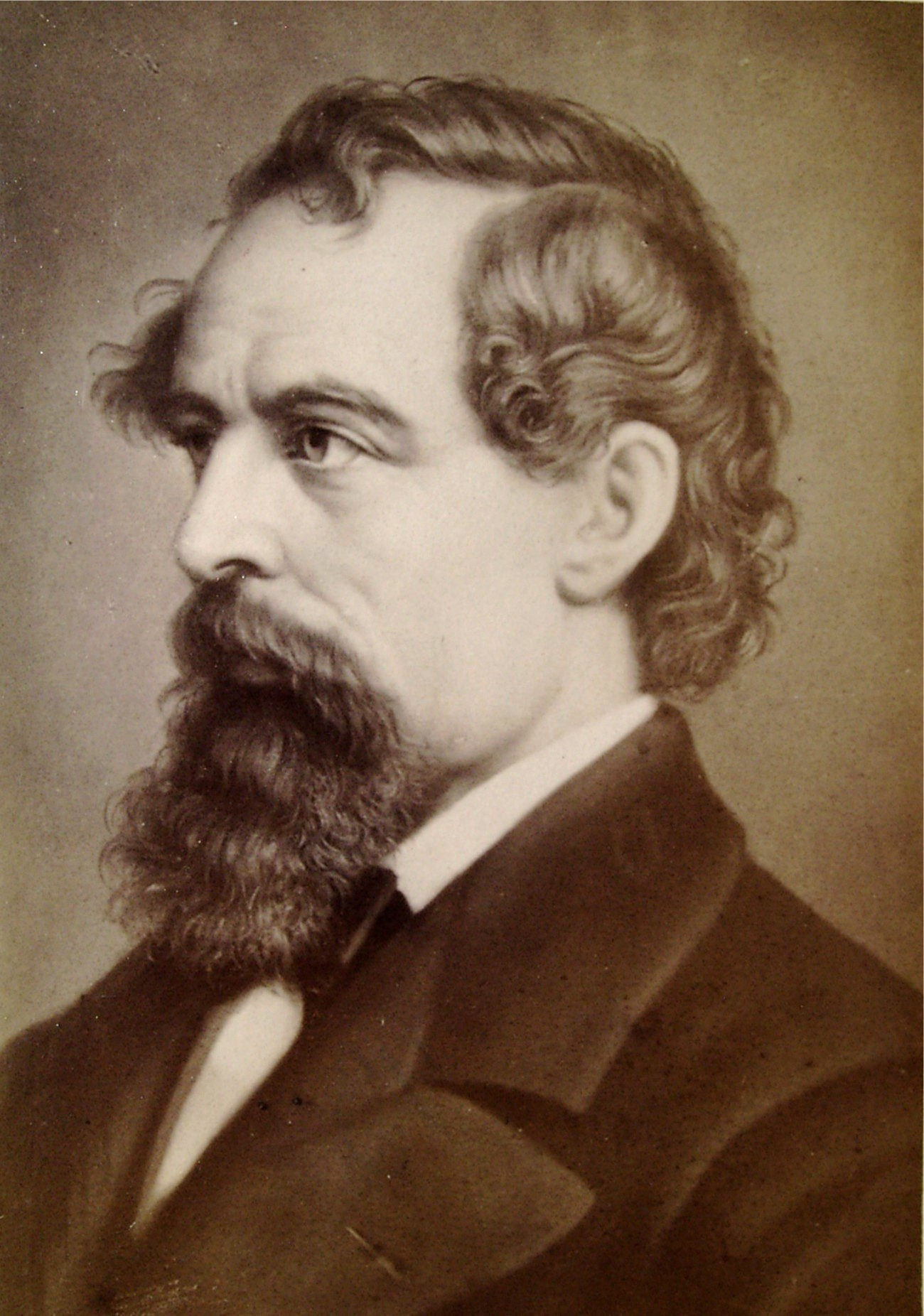
Charles Dickens

Kritický realismus je spjat především s románem. Sugestivní popis prostředí, přerůstající v symboliku negativních společenských jevů, zobrazovaných s hřejivým či satirickým humorem, je charakteristický pro dílo Charlese Dickense (1812–1870). Od humoristického románu Kronika Pickwickova klubu (1836–1837, The Posthumous Papers of the Pickwick Club) přešel Dickens v dílech Oliver Twist (1837–1839, The Adventures of Oliver Twist), Mikuláš Nickleby (1838–1839, The Life and Adventures of Nicholas Nickleby), Starožitníkův krám (1841, The Old Curiosity Shop), Život a dobrodružství Martina Chuzzlewita (1843–1844, Life And Adventures Of Martin Chuzzlewit), Dombey a syn (1848, Dombey and Son), David Copperfield (1849) nebo Zlé časy (1854, Hard Times) k silné sociální kritice, kterou stále silněji spojoval s psychologickým ponorem do podvědomých poloh svých hrdinů připomínající Franze Kafku. K těmto románům patří Ponurý dům (1853, Bleak House), Malá Dorritka (1855–1857, Little Dorrit) nebo Nadějné vyhlídky (1861, Great Expectations). Dickens je rovněž autorem historických románů Barnabáš Rudge (1841, Barnaby Rudge) a Příběh dvou měst (1859, The Tale of Two Cities), tzv. vánočních povídek Vánoční koleda (1843, A Christmas Carol) nebo Zvony novoroční (1845, The Chimes), dále románu plného spletitých tajemství, úkladů, pletich, zrady, lásky, hamižnosti a nečekaných rozuzlení Náš společný přítel (1865, Our Mutual Friend) a nedokončeného detektivního románu Záhada Edwina Drooda (1870, The Mystery of Edwin Drood).

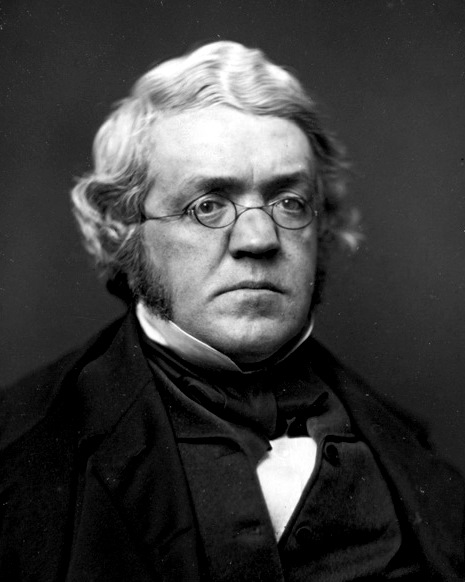
William Makepeace Thackeray

Dickensův současník William Makepeace Thackeray (1811–1863) se zaměřoval především na život vyšších společenských vrstev plný snobismu, kariérismu, chamtivosti a požitkářství. Jeho pikareskní román Paměti urozeného pana Barry Lyndona (1844, The Memoirs Of Barry Lyndon, Esquire) vypráví příběh bezvýznamného irského hochštaplera, kterému se podaří vyšplhat vysoko ve společenském žebříčku, aby poté zažil tvrdý pád dolů. Ve svém vrcholném díle Jarmark marnosti (1847–1848, Vanity Fair) vytvořil široký satirický pohled na anglickou společnost na sklonku napoleonských válek, kterou zobrazoval s propracovanou ironií a sarkasmem. Kniha o snobech (1847, The Book of Snobs) obsahuje řadu satirických črt zesměšňujících pocit společenské nadřazenosti. V románu Henry Esmond (1852, The History Of Henry Esmond, Esquire) popisuje ve své době velmi smělou zápletkou lásky starší ženy k mladšímu muži. Kastovnicky uzavřený život nejvyšších vrstev anglické aristokracie a zámožného měšťáctva s jeho nelítostnými zákony zobrazil v románu Newcomové (1853–1855, The Newcomes). Známá je i jeho pohádka Růže a prsten (1855, The Rose And The Ring).
Uznávaným klasikem literatury pro děti a mládež je Charles Kingsley (1819–1875). Známý je jeho historický román Vzhůru přes oceán (1855, Westward Ho!) odehrávající se za vlády královny Alžběty a pohádkový příběh Vodňátka (1863, The Water Babies), který je současně satirou na viktoriánskou společnost. V psaní dobrodružných příběhů po vzoru Fredricka Marryata pokračoval Robert Michael Ballantyne (1825–1894), z jehož rozsáhlého díla je nejznámější román Korálový ostrov (1858, The Coral Island) líčící osudy tří chlapců, kteří ztroskotali na opuštěném ostrově.
Autorkou sentimentálních a naivně moralistních příběhů je anglo-americká spisovatelka Frances Hodgson Burnettová (1849–1924). Z jejího rozsáhlého díla je dones živý román Malý lord Fauntleroy (1896, Little Lord Fauntleroy), příběh malého chlapce, jehož otec je příslušník anglického šlechtického rodu a matka chudá Američanka. Po smrti svého otce žije chlapec jako dědic šlechtického titulu se svou matkou u despotického konzervativního dědečka v Anglii, který se pod jeho vlivem změní v laskavého muže a usmíří se i se svou snachou.

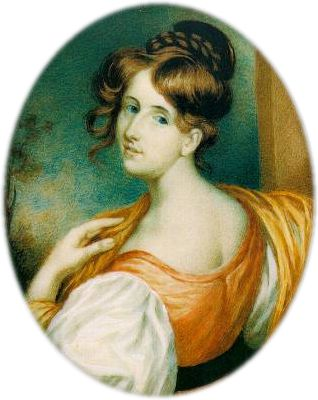
Elizabeth Gaskellová

Jedním z prvních děl, které se zabývaly otázkami postavení dělníků v Anglii, je román Mary Bartonová (1848, Mary Barton) Elizabeth Gaskellové (1810–1865), který šokoval zejména nic nezakrývající otevřeností o krutých životních podmínkách dělníků v Manchesteru. Sociální problematice se věnovala i v románech Ruth (1853) a Sever a Jih (1855, North and South). Ostré sociální střety v románech zobrazené ovšem řeší v duchu své výchovy křesťanským smírem. Nejznámějším jejím dílem je však Cranford (1853), soubor obrázků z maloměstského života líčící s jemnou ironií každodenní běžné radosti a starosti obyvatel fiktivního městečka.

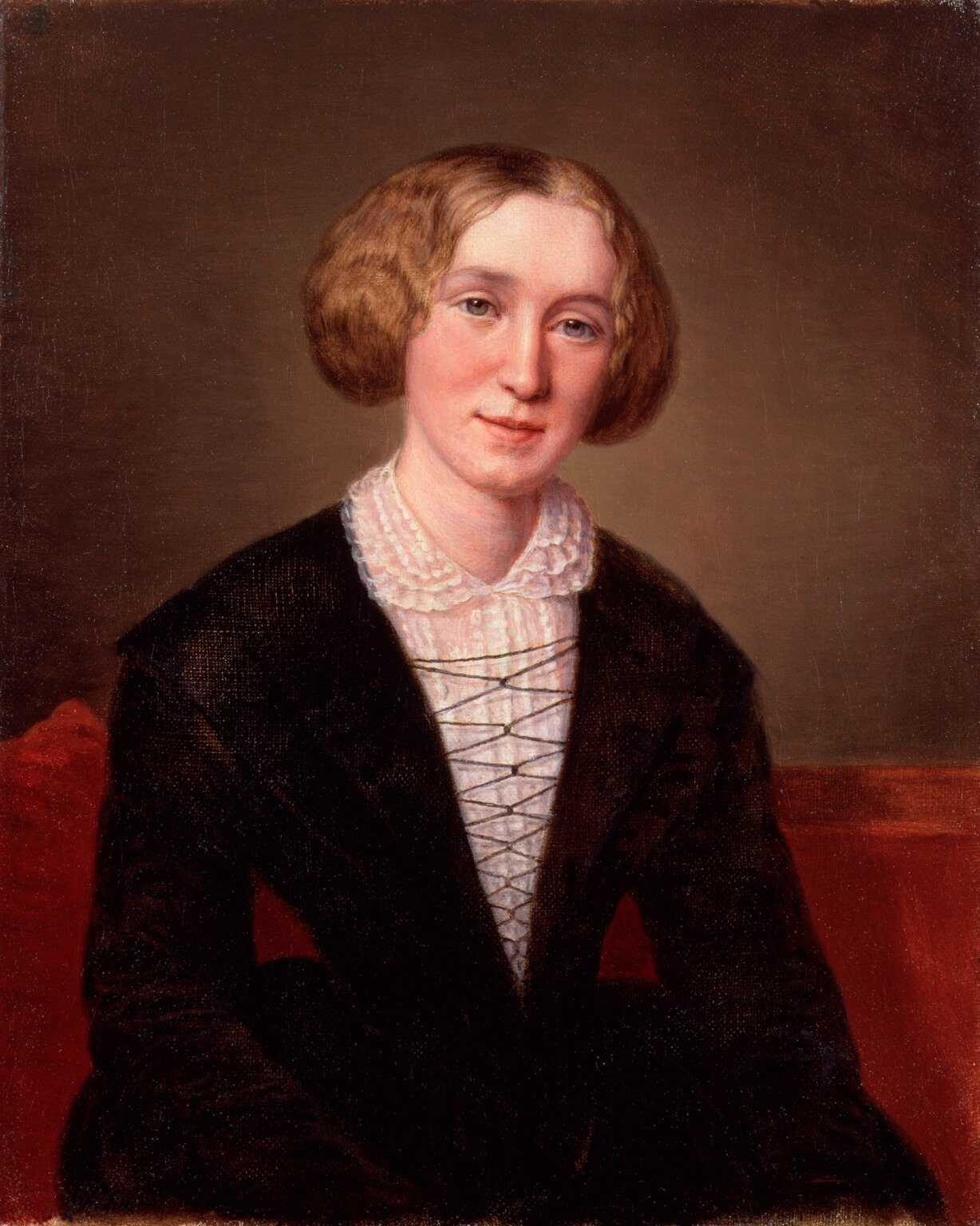
George Eliot (Mary Ann Evansová)

Další představitelkou viktoriánské prózy je Mary Ann Evansová (1819–1880) známá pod mužským pseudonymem George Eliot, která ve svých dílech často spojovala realistické vypravování s mytologickými a folklórními motivy – například v románu Silas Marner: Tkadlec z Raveloe (1861, Silas Marner: The Weaver of Raveloe (1861), ve kterém působivě vylíčila morální konflikt světa chudého venkovského tkalce a světa vesnické šlechty. Její vrcholné dílo, Middlemarch (1871–1872), je zařazováno mezi první moderní romány anglické literatury. Autorka v něm vypráví příběhy několika starousedlíků v jednom anglickém městečku jehož tradiční život začínají ovlivňovat důsledky industrializace i politické změny.

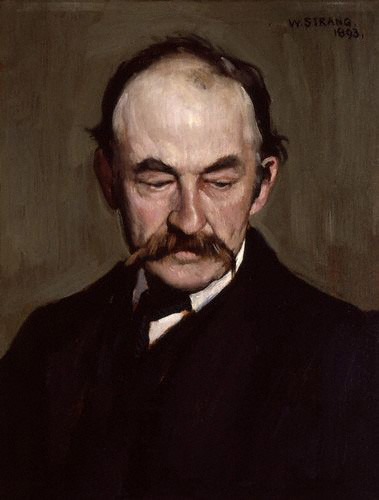
Thomas Hardy

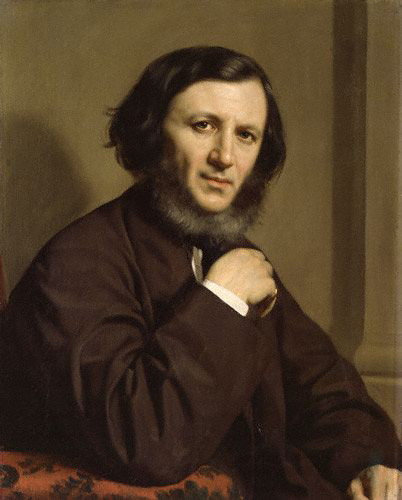
Robert Browning

K viktoriánským prozaikům dále patří Anthony Trollope (1815–1882), autor šestidílného cyklu Barsetské kroniky (1855–1867, The Chronicles of Barsetshire), ve kterém zachytil život nejrůznějších vrstev a profesních skupin tehdejší společnosti, dále George Meredith (1828–1909), který ve svých vrcholných románech Sobec (1879, The Egoist) a Diana z Rozcestí (1885, Diana of the Crossways) vystupuje jako ostrý kritik pokrytecké morálky své doby a zastánce rovnoprávného postavení žen, Samuel Butler (1835–1902), autor antiutopického (dystopického) románu Edkin (1872, Erehwon), jehož název je anagramem slova nowhere (nikde), a konečně Thomas Hardy (1840–1928), jenž v románech Daleko od hlučícího davu (1874, Far From the Madding Crowd), Starosta casterbridgeský (1886, The Mayor of Casterbridge), Tess z d’Urbervillů (1891, Tess of the d'Urbervilles) nebo Neblahý Juda (1895, Jude the Obscure) došel na základě myšlenek sociálního darwinismu k naturalistickému zobrazení člověka, jehož osud je předurčen vlivem dědičnosti a prostředí.
Oproti próze zůstávala anglická poezie téměř po celé 19. století vůči realismu v podstatě odolná. Z toho důvodu lze tvorbu viktoriánských básníků označit jako pozdně romantickou čili novoromantickou.

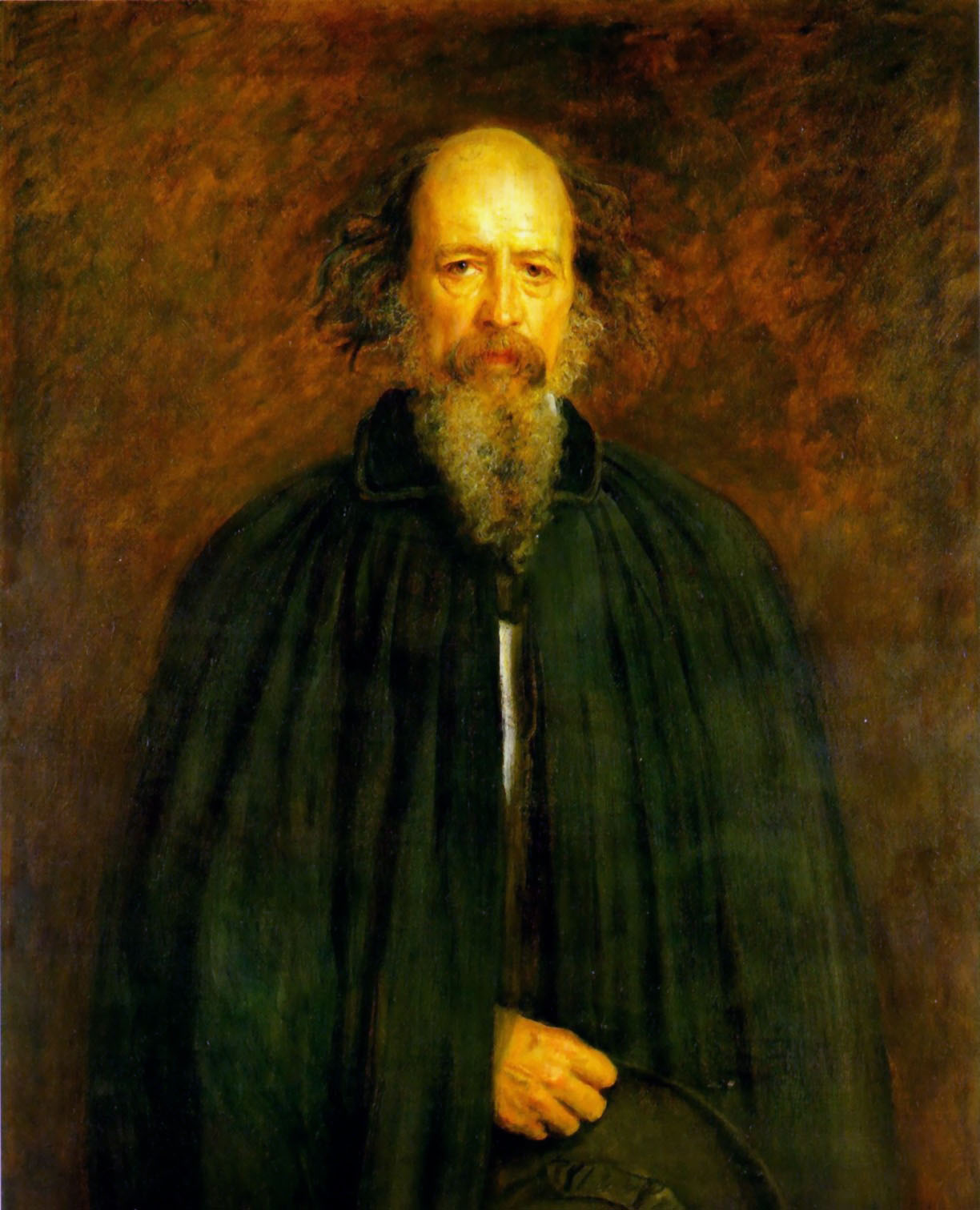
lord Alfred Tennyson

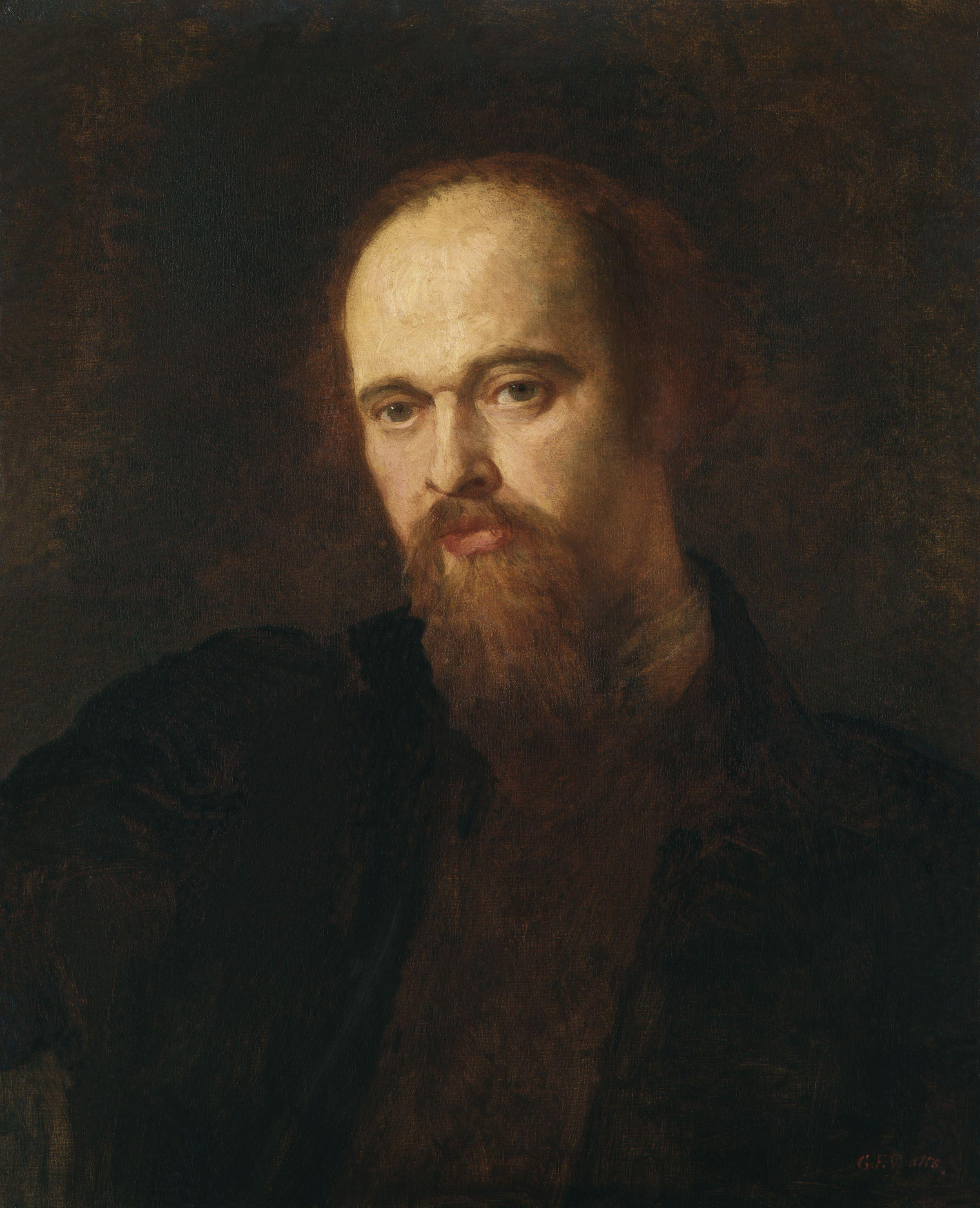
Dante Gabriel Rossetti

Tak například lord Alfred Tennyson (1809–1892) okouzloval melodičností svých vznešených veršů přecházející až do magie slov a ve své baladě Paní ze Shalott (1842, The Lady of Shalott) a v postupně vydávaném epickém cyklu Idyly královské (1859–1885, Idylls of the King) oživil postavy ze starých artušovských pověstí. Robert Browning (1812–1889) razil svými dramatickými monology cestu vnitřnímu monologu moderní poezie a prózy. Jeho manželka Elizabeth Barrettová-Browningová (1806–1861) je autorkou sbírek intenzivní osobní lyriky, z nichž nejznámější jsou Portugalské sonety (1850, Sonnets from the Portuguese).
Především ranou renesancí 15. století a uměním středověku se inspirovala skupina malířů a básníků označujících se za prerafaelity podle toho, že jejich vzorem bylo umění z doby před tvorbou italského malíře Raffaela, jehož styl a myšlenky ovlivňovaly malířství již po několik století. V literatuře se toto hnutí projevilo zejména v tvorbě malíře a básníka Danteho Gabriela Rosettiho (1828–1882), který ve svých básních romantizoval středověk, a textilního výtvarníka, architekta, malíře, básníka a Marxovým myšlenkám blízkého socialisty Williama Morrise (1834–1896), považovaného za zakladatele hrdinské fantasy.

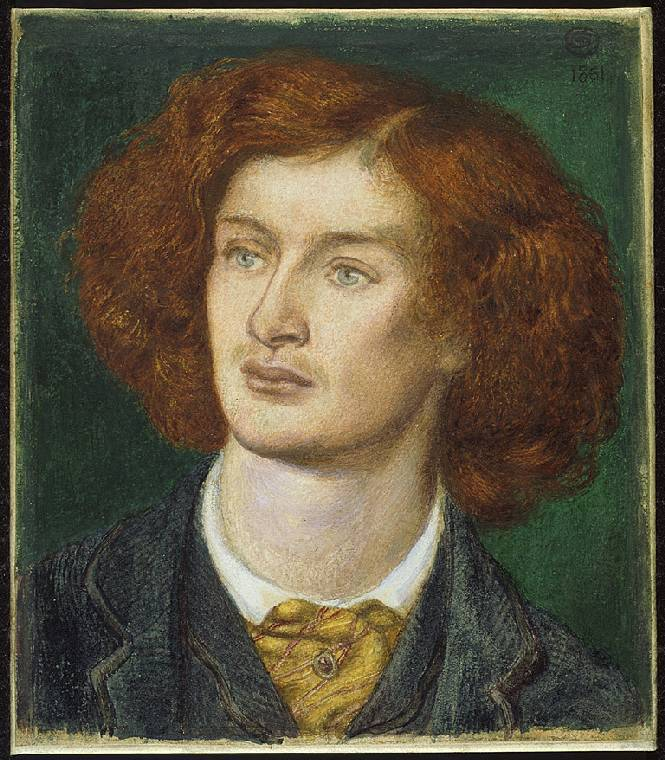
Algernon Charles Swinburne

Obdivovatelem prerafaelitů byl také umělecký kritik, historik umění a velký příznivec socialismu John Ruskin (1819–1900), který se zasloužil o to, že byli otevřeně přijímáni veřejností. On sám povýšil imaginaci na základní tvůrčí metodu, jak ukázal ve svém pohádkovém příběhu Král zlaté řeky (1841, King of the Golden River).
Prerafaelity byl rovněž v mládí ovlivněn Algernon Charles Swinburne (1837–1909), který šokoval soudobou konvencemi svázanou společnost svou sbírkou Básně a balady (1866, Poems and Ballads), ve které útočí především vášnivou milostnou lyrikou a otevřenou erotičností na základy viktoriánských předsudků. V další své sbírce Písně před rozbřeskem (1871, Songs before Sunrise) prodchnuté Shelleovým romantismem a myšlenkami z eseje O svobodě (1859, On Liberty) filosofa Johna Stuarta Milla (1806–1873) podpořil boj Italů za nezávislost a sjednocení země.
Teprve ve 20. století došlo k ocenění básnické tvorby katolického konvertity a jezuitského kněze Gerarda Manleyho Hopkinse (1844–1889). Významným básníkem byl také již zmíněný Thomas Hardy, autor intimní lyriky a děl zobrazujících pochmurný lidský úděl, například třídílného veršovaného dramatu Vladaři (1904, 1906, 1908, The Dynasts), ve kterém zobrazil posledních deset let napoleonských válek.

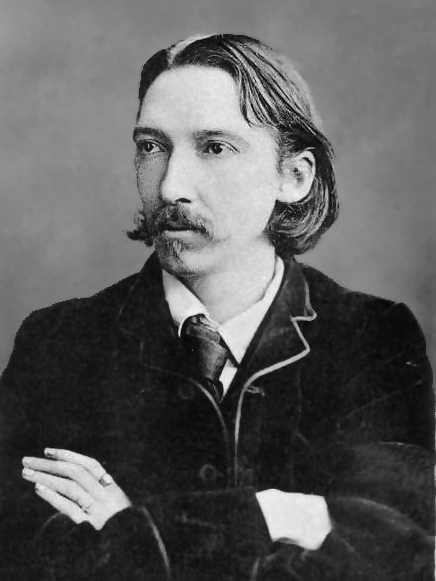
Robert Louis Stevenson

K novoromantikům je nutno dále přiřadit skotského prozaika a básníka Roberta Louise Stevensona (1850–1894), který dosáhl světového ohlasu dobrodružným románem s pirátskou tematikou Ostrov pokladů (1883, Treasure Island) a psychologickým zobrazením konfliktu mezi dobrem a zlem v lidském nitru v hororové novele Podivný případ Dr. Jekylla a pana Hyda (1886, Strange Case of Dr. Jekyll and Mr. Hyde), a také dalšího Skota sira Jamese Matthewa Barrieho (1860–1937), literárního otce postavy nestárnoucího chlapce Petra Pana (1904, Peter Pan), který zažívá různá fantastická dobrodružství v magické fiktivní Zemi Nezemi.
K dalším zakladatelům hororu a také detektivního žánru patří Joseph Sheridan Le Fanu (1814–1873), autor povídek a románů se záhadnými a hrůzostrašnými motivy, z nichž nejznámější je sbírka povídek V temném zrcadle (1872, In a Glass Darkly), dále Bram Stoker (1847–1912), jehož román Drákula (1897, Dracula) je vyvrcholením klasického gotického románu a základním dílem knih s tematikou vampyrismu, a také Montague Rhodes James (1862–1936), který svou povídkovou sbírkou Strašidelné příběhy sběratele starožitností (1904, Ghost Stories of an Antiquary) založil tradici anglických duchařských příběhů.

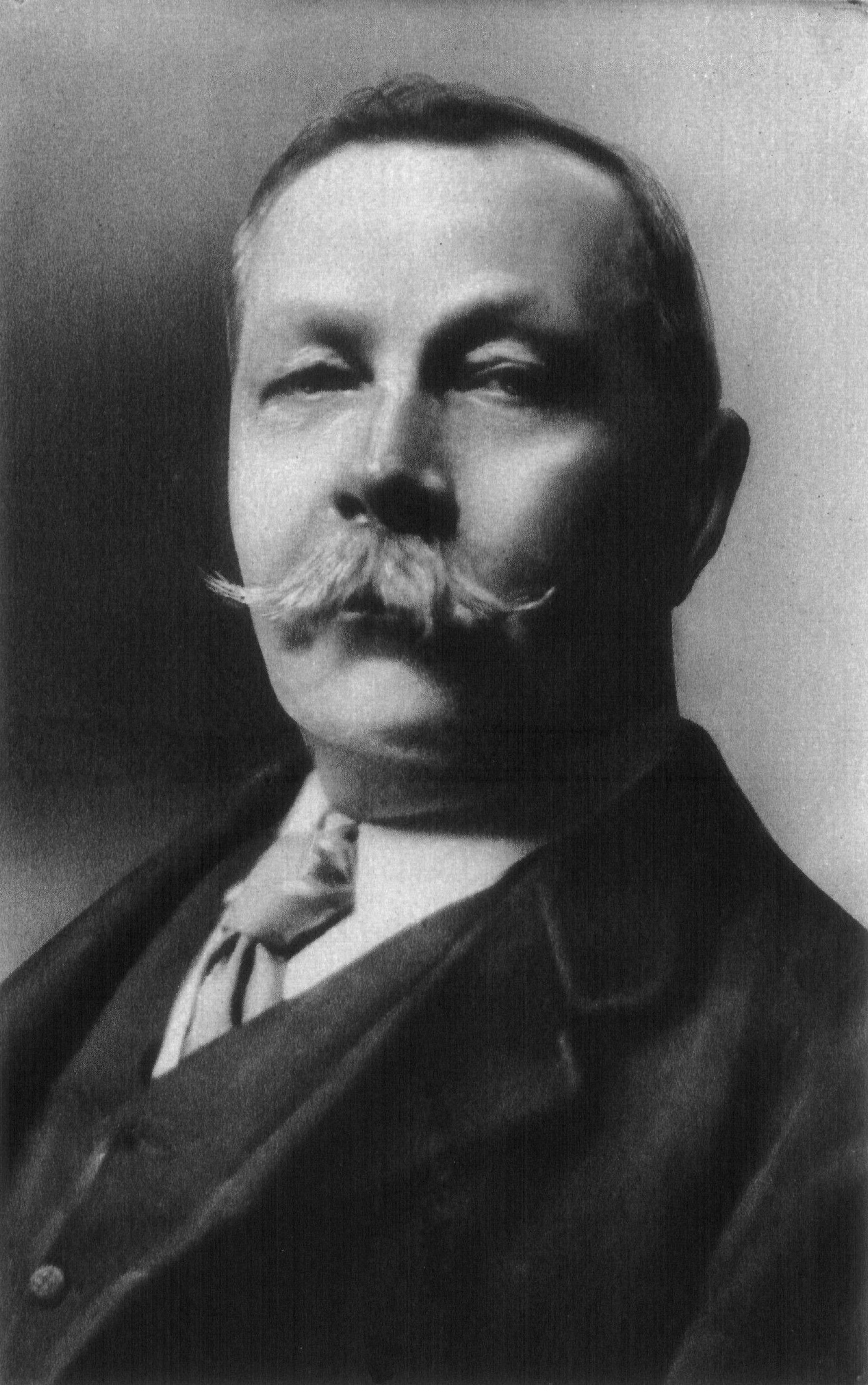
sir Arthur Conan Doyle

Podobu detektivní literatury pak zásadně ovlivnil sir Arthur Conan Doyle 1859–1930) se svou sérií detektivních povídek a románů, jejichž hrdinou je soukromý detektiv Sherlock Holmes z nichž nejznámější jsou romány Studie v šarlatové (1887, A Study in Scarlet), Podpis čtyř (1890, The Sign of Four), Pes baskervillský (1902, The Hound of the Baskervilles) a Údolí strachu (1915, The Valley of Fear) a sbírky povídek Dobrodružství Sherlocka Holmese (1892, The Adventures of Sherlock Holmes), Vzpomínky na Sherlocka Holmese (1894, The Memoirs of Sherlock Holmes), Návrat Sherlocka Holmese (1905, The Return of Sherlock Holmes) a Poslední poklona Sherlocka Holmese (1917, His Last Bow). Doyle je také autorem dobrodružných historických příběhů o francouzském husarovi brigadýrovi Gerardovi z období napoleonských válek
Hrdinské činy brigadýra Gerarda (1896, The Exploits of Brigadier Gerard) nebo Gerardova dobrodružství (1903, Adventures of Gerard) a také série fantastických příběhů o profesorovi Challengerovi obsahující romány Ztracený svět (1912, The Lost World), Jedovatý pás (1913, The Poison Belt) nebo Země mlhy (1926, The Land of Mist).

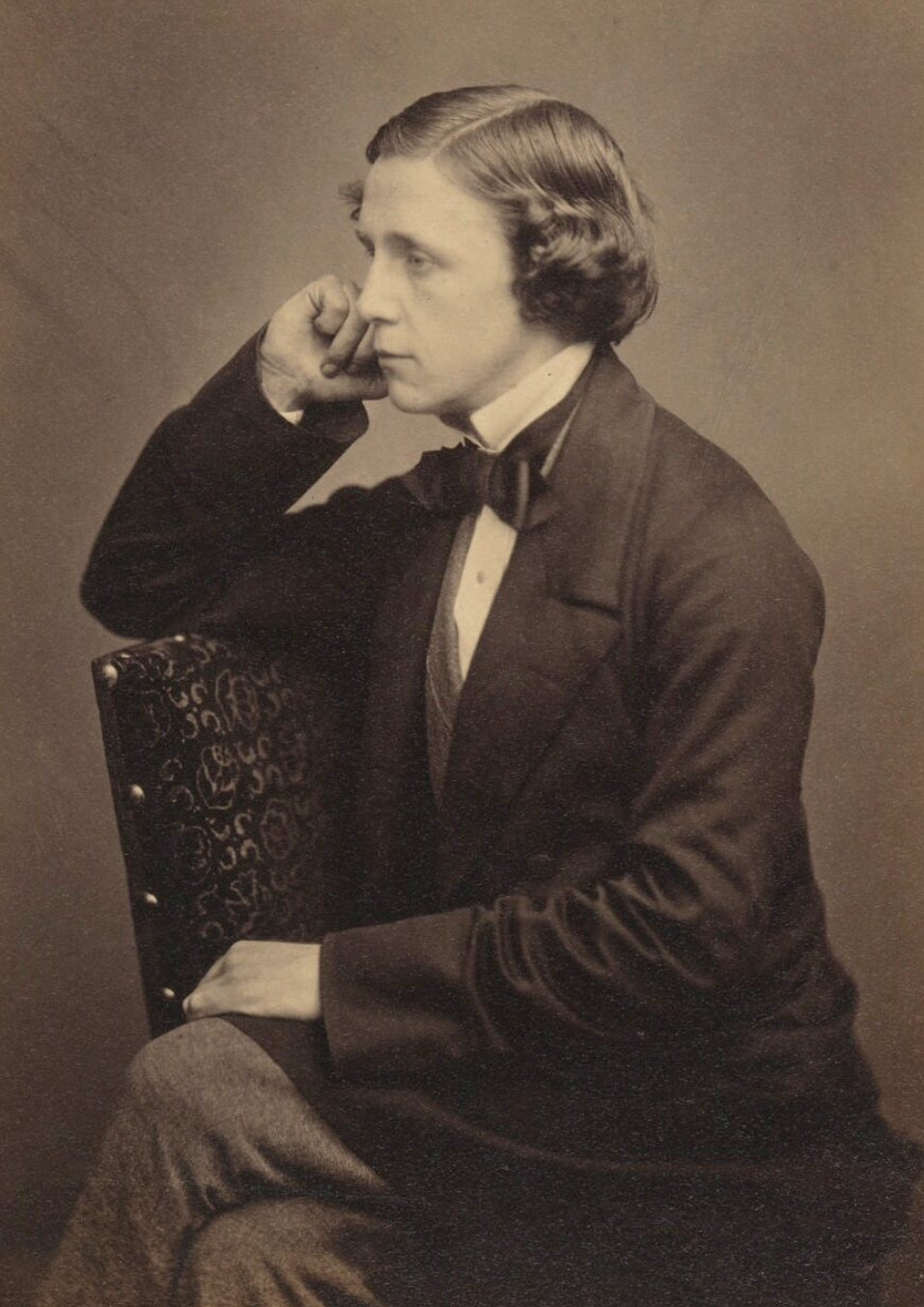
Lewis Carroll

Návrat fantazie do dětské literatury poznamenané viktoriánským moralizováním znamenaly knihy matematika a logika Lewise Carrolla, především Alenka v říši divů (1865, Alice's Adventures in Wonderland) s pokračováním Za zrcadlem a co tam Alenka našla (1871, Through the Looking Glass and What Alice Found There). Obě pohádkové knihy se díky prolínání snové představivosti s vypravěčskou a jazykovou invencí staly rovněž klasikou v anglické básnické nonsensové tradici. V té pokračoval básník Edward Lear (1812–1888), který proslul svou sbírkou nonsensových básní, tzv. limeriků, Velká kniha nesmyslů (1846, A Book of Nonsense).
Jako autorka dětských knih se proslavila spisovatelka, ilustrátorka, přírodovědkyně a ochránkyně anglického venkova. Beatrix Potterová (1866–1943), známá svou pohádkovou knihou Dobrodružství králíčka Petra (1902, The Tale of Peter Rabbit) a vánočním příběhem Krejčík z Gloucesteru (1902, The Tailor of Gloucester).
Kenneth Grahame (1859–1932) je dodnes známý díky svému slavnému dětskému románu Vítr ve vrbách aneb Žabákova dobrodružství (1908, The Wind in the Willows), ve kterém spojil bajku s prvky dobrodružného románu a s moudrostí a jemným humorem vylíčil řadu příběhů zvířecích hrdinů žijících na břehu řeky.

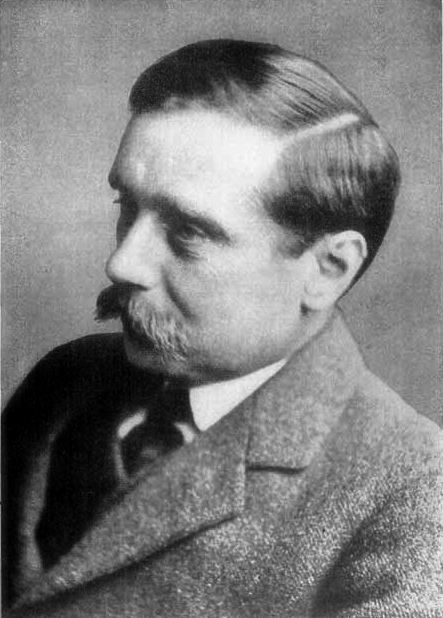
Herbert George Wells

U zrodu žánru vědeckofantastické literatury stál Herbert George Wells (1866–1946), který je společně s francouzským spisovatelem Julesem Vernem nazýván "otec science fiction". Do jeho knih se však také výrazně promítly jeho socialistické názory, takže mnohá jeho díla lze považovat za sociálně vědecké utopie. K nejznámějším jeho dílům patří romány Stroj času (1895, The Time Machine), Ostrov doktora Moreaua (1896, The Island of Dr. Moreau), Neviditelný (1897, The Invisible Man]), Válka světů (1898, The War of the Worlds), První lidé na Měsíci (1901, The First Men on the Moon) a Lidé jako bozi (1923, Men Like Gods). Kromě vědeckofantastických děl psal Wells také společensko-kritické romány, jako je například Tono-Bungay (1909), nebo filosofická pojednání, z nichž je nejznámější Moderní utopie (1905, A Modern Utopia), Rusko v mlze (1920, Russia in Shadow) a Rozum v koncích (1945, Mind at the End of its Tether).

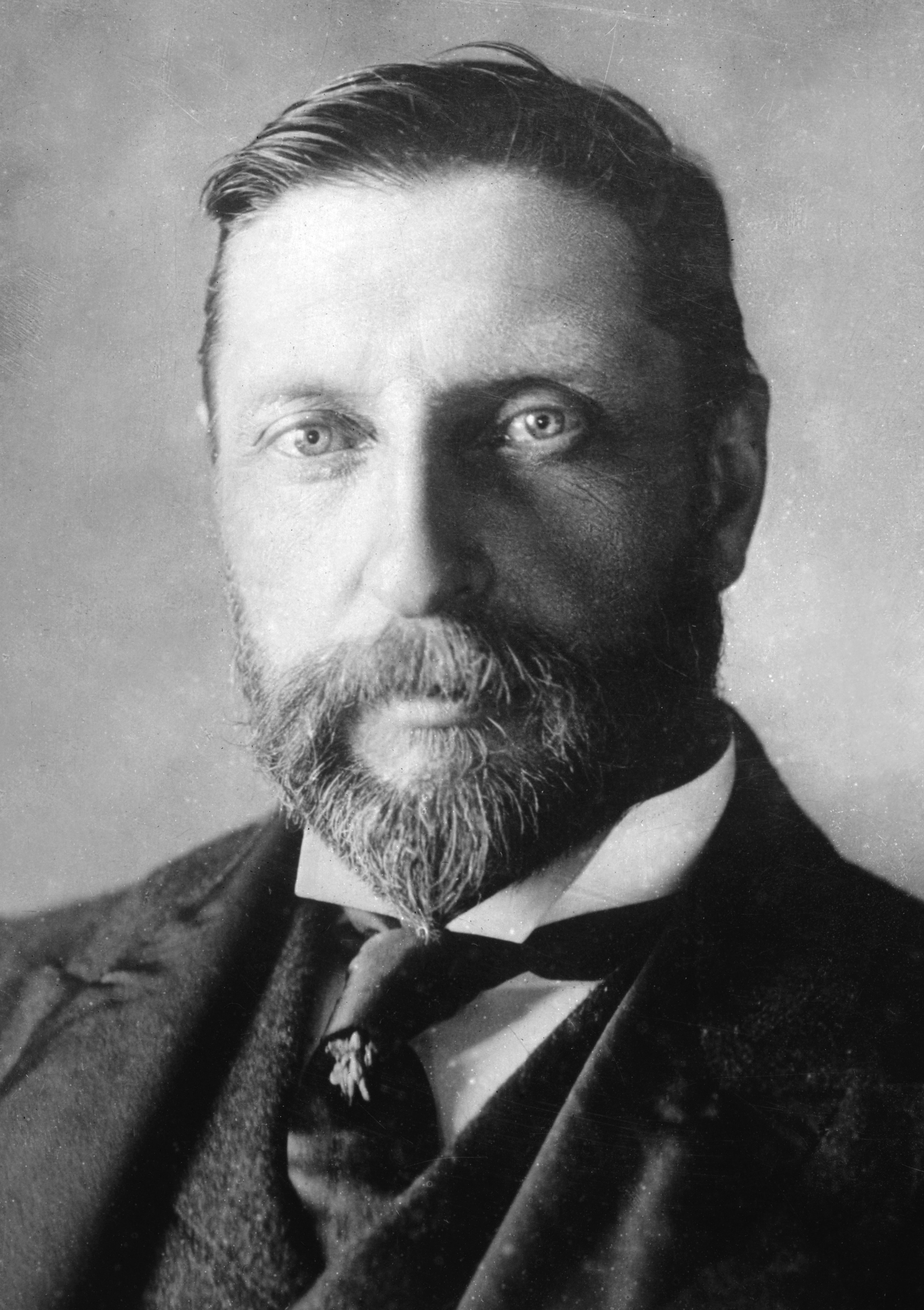
sir Henry Rider Haggard

Dalším představitelem fantastické literatury byl sir Henry Rider Haggard (1856–1925), který je považován za spoluzakladatele žánru fantasy, zejména subžánru „ztracené říše“, protože se jeho romány, z nichž nejznámější jsou Doly krále Šalamouna (1885, King Solomon's Mines) a Ona (1887, She), často odehrávají v územích úplně oddělených od civilizace, kde žijí tajemné, dávno zapomenuté národy.
Nadpřirozené jevy, okultismus, mystika a ohlasy různých mytologických příběhů jsou obsaženy v mistrných povídkách Arthura Machena (1863–1947), například Velký Bůh Pan (1894, The Great God Pan), Vnitřní světlo (1894, The Inmost Light) nebo Zářící pyramida (1895, The Shining Pyramid).

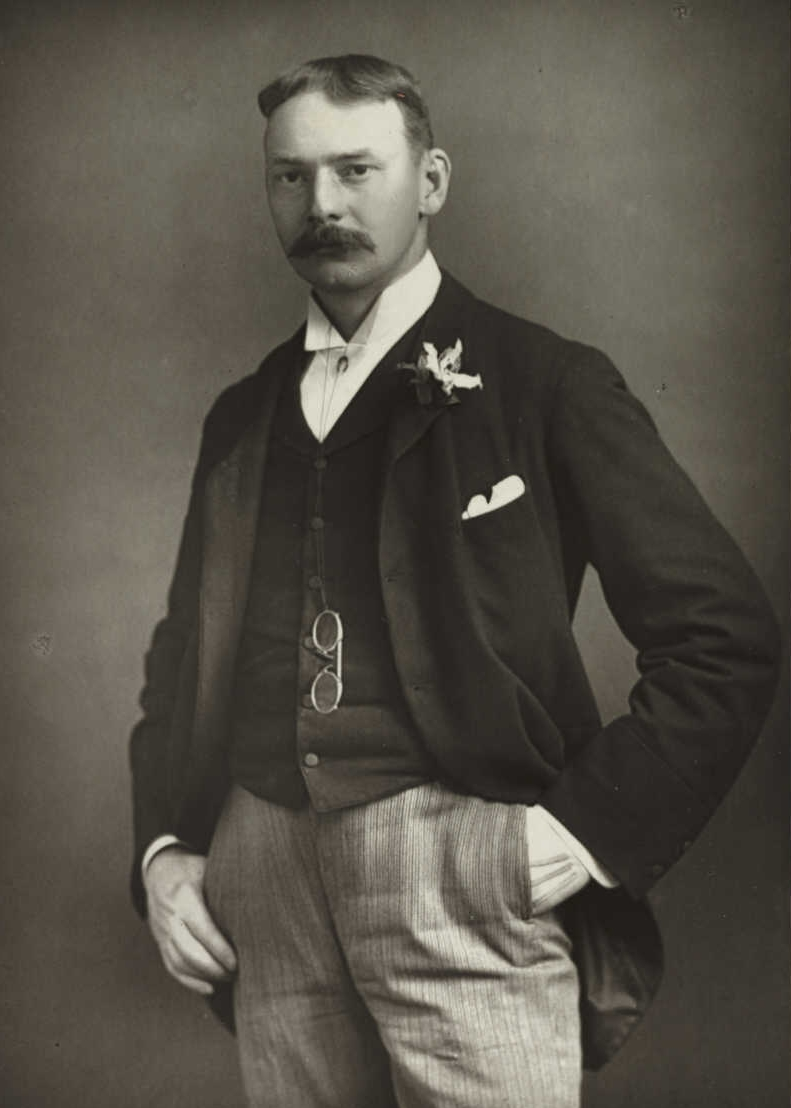
Jerome Klapka Jerome

Proslulým humoristou se stal Jerome Klapka Jerome (1859–1927) díky své knize Tři muži ve člunu (o psu nemluvě) (1889, Three Men in a Boat to Say Nothing of the Dog), která parodicky líčí výlet tří přátel po Temži. Po deseti letech vydal pokračování Tři muži na toulkách (1900, Three Men on the Bummel) o cyklistickém výletu do Schwarzwaldu. Obě knihy obsahují brilantní situační a jazykovou komiku a vyznačují se sebeironickým stylem.
Nevšední důvtip a groteskní až fantastické motivy jsou charakteristické pro humoristické povídky Hectora Hugha Munra (1870–1916) píšícího pod pseudonymem Saki – například Reginald (1904) nebo Bestie a nadbestie (1914, Beast and Superbeasts)

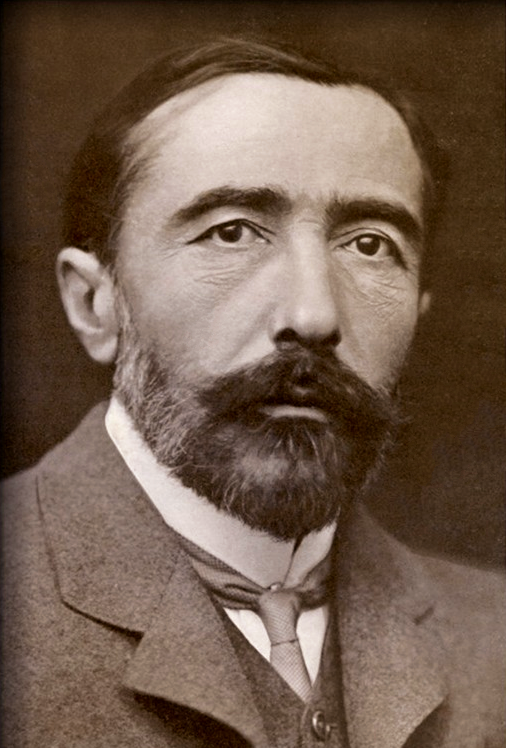
Joseph Conrad

Z novoromantismu vyšel i zakladatel modernismu Joseph Conrad (1857–1924). Byl polského původu a povoláním námořní kapitán. Ve svých knihách, které mají většinou charakter exotických dobrodružství, se snažil ukázat život člověka jako sled neustálých vnitřních bojů, v nichž jediná chvilka slabosti, mající za následek zakolísání v odpovědnosti vůči druhým, vede často k neodčinitelné pohromě. Pro pochopení i těch nejmenších detailů v motivaci svých hrdinů a pro nastínění nových ještě hlubších souvislostí a významů, podává své příběhy z několika úhlů pohledu, objektivní zobrazení doplňuje subjektivními hodnoceními různých vypravěčů téhož děje a narušuje jeho chronologickou linii častými návraty k různým detailům vyprávění. Nejznámější je jeho novela Srdce temnoty (1899, The Heart of Darkness), která je symbolicky pojatou cestou do nitra temných zlých sil, které se zmocňují člověka, pokud jim dá volnost, dále román Lord Jim (1900), tragický příběh mladého námořního důstojníka, který je štván pocitem, že ztratil svou čest, když ve zdánlivě beznadějné situaci opustil potápějící se loď bez ohledu na ohrožené cestující, román Tajný agent (1907, The Secret Agent) zabývající se politickými otázkami současného světa, román Náhoda (1913, Chance), příběh zrady, zbabělosti a osudové životní samoty, a konečně novela Hranice stínu (1917, The Shadow-Line) líčící zrání mladého kapitána v muže během nebezpečné námořní plavby..

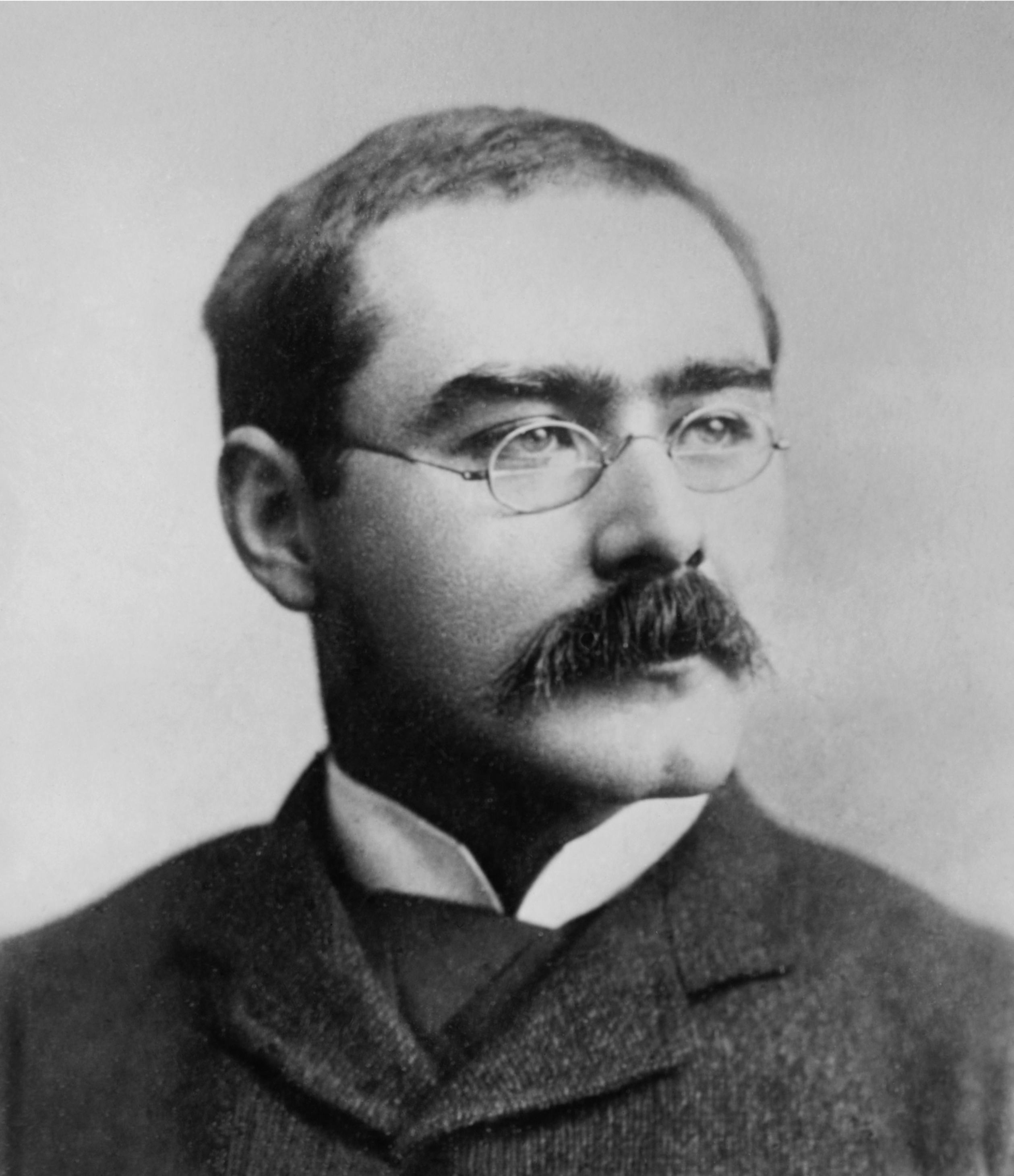
Rudyard Kipling

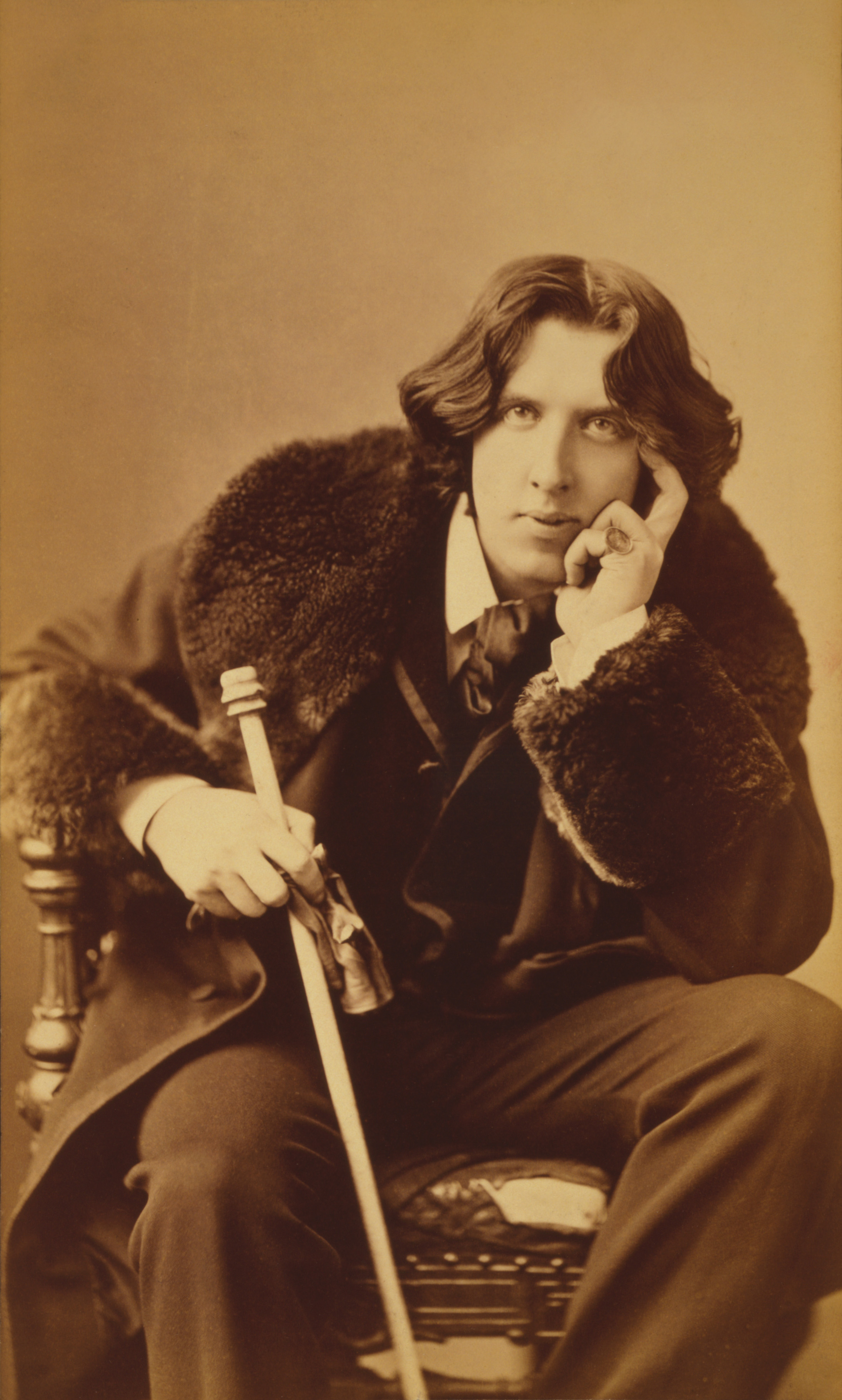
Oscar Wilde

Konec 19. století pak sebou přinesl dva zcela protichůdné literární směry. Šlo jednak o tzv. literaturu činu, reprezentovanou Ruydardem Kiplngem, jednak dekadentní „umění pro umění“, čerpající podněty z francouzského l'art pour l'artismu, z jehož stoupenců vynikl zejména Oscar Wilde.
Rudyard Kipling (1865–1936), první britský nositel Nobelovy ceny za literaturu za rok 1907, psal verše i prózy plné činorodé aktivity. Proslavil se mistrnými povídkami z indického prostředí, jakými jsou například sbírky Prosté povídky z hor (1888, Plain Tales From the Hills), Fantom nosítek (1888, The Phantom Rickshaw) nebo Obrázky z Indie 1890, Indian Tales). Román Světlo, které zhaslo (1890, The Light That Failed) obsahuje autobiografické prvky. Nejznámějším jeho dílem dodnes zůstávají dvě Knihy džunglí (1894–1895), sbírka dobrodružných povídek, z nichž více než polovina se týká malého indického chlapce Mauglího (anglicky Mowgli), kterého unesl z vesnice lidožravý tygr a zachránila jej vlčí smečka. Kipling je také autorem dobrodružných románů Stateční kapitáni (1896, Captains Courageous) a Kim (1901), což je jeden z prvních románů britské špionážní literatury. Pro děti napsal Kipling Bajky i nebajky, česky též jako Příběhy jen tak (1902, Just So Stories for Little Children), knížku veselých, hravých a vynalézavých krátkých exotických příběhů plných slovních hříček, které doprovodil vlastními ilustracemi, svědčícími o jeho pozoruhodném výtvarném talentu.
Oscar Wilde (1854–1900), představitel „umění pro umění“, napsal humornou povídku Strašidlo cantervillské (1887, The Canterville Ghost), vytvořil dvě knihy rafinovaně prostých pohádek Šťastný princ a jiné pohádky (1888, The Happy Prince and Other Stories) a Dům granátových jablek (1891) House of Pomegranates), dále sugestivní symbolický román Obraz Doriana Graye (1891, The Picture of Dorian Gray) a také otřesnou Baladu o žaláři v Readingu (1898, The Ballad of Reading Gaol), inspirovanou vlastním uvězněním. Největšího úspěchu však dosáhl svými konverzačními komediemi z vyšší společnosti plnými vypointovaných slovních hříček a jiskřivých aforismů a paradoxů – například Vějíř lady Windermerové (1892, Lady Windermere's Fan), Ideální manžel (1895, An Ideal Husband) nebo Jak je důležité míti Filipa (1895, The Importance of Being Earnest).

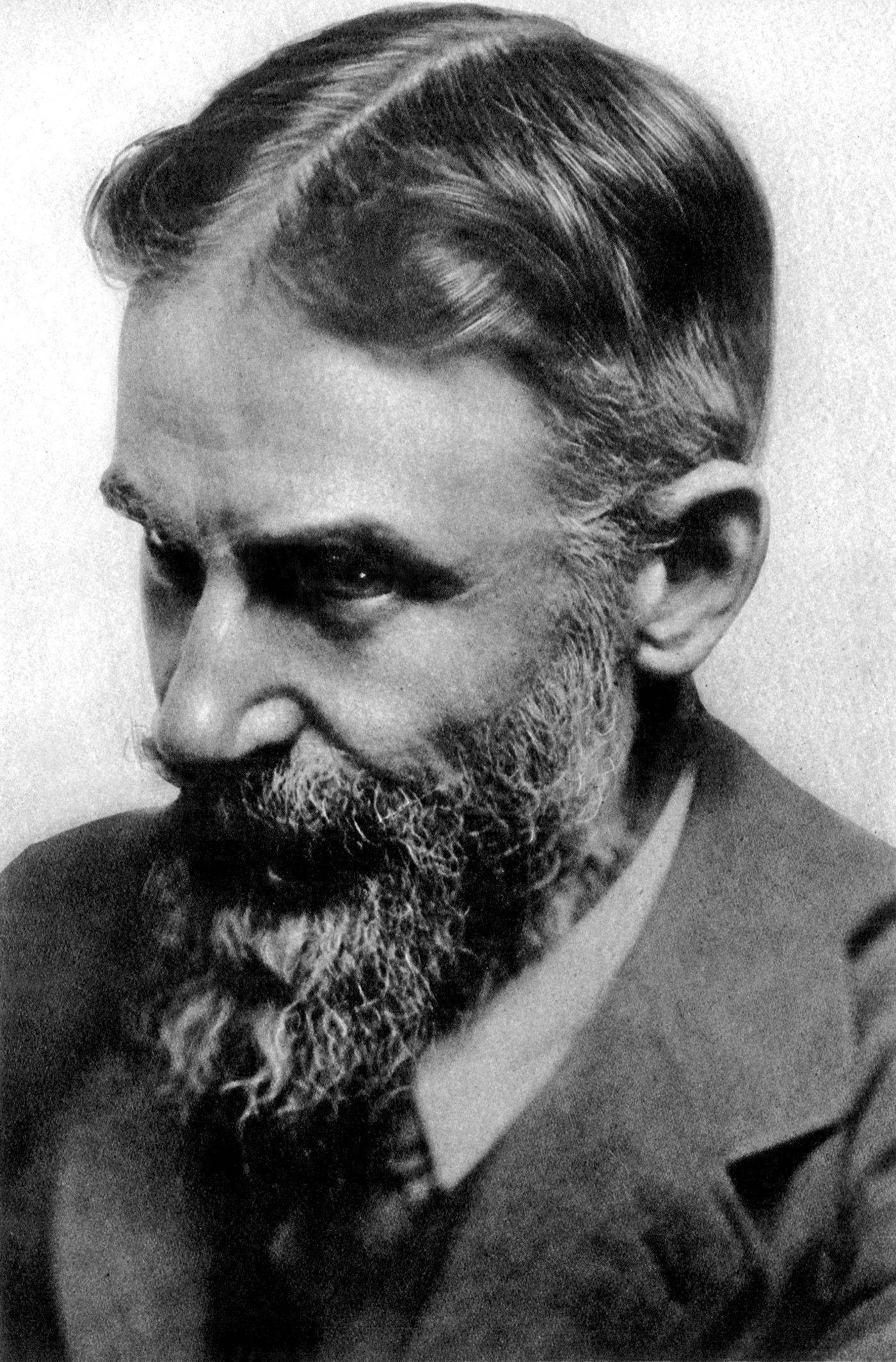
George Bernard Shaw

K oživení anglického divadla pak přispěl především nositel Nobelovy ceny za literaturu za rok 1925 George Bernard Shaw (1856–1950), považovaný za druhého nejvýznamnějšího anglického dramatika po Williamu Shakespearovi. Debutoval roku 1892 hrou Domy pana Sartoria (Widower's House), po níž následovala řada vtipných, většinou satiricky přiostřených dramat s různými náměty. Šlo jednak o hry čerpající z autorovy současnosti, jako je Živnost paní Warrenové (1893, Mrs. Warren's Profession) pojednávající dosti otevřeně o kuplířství, Candida (1895), která je karikaturu na romantické pojetí lásky, a Dům zlomených srdcí (1917 Heartbreak House), odrážející Shawovy skeptické názory na historii a celé lidstvo vzniklé pod dojmem první světové války, jednak o historické komedie, například Pekelník (1897, Devil's Disciple) z americké války za nezávislost či Caesar a Kleopatra (1898, Caesar and Cleopatra), parodie Shakespearovy tragédie Antonius a Kleopatra. Za vrchol autorovy divadelní tvorby je považována historická hra Svatá Jana (1923, Saint Joan), ve které je francouzská národní hrdinka Johanka z Arku představitelkou zdravého rozumu rebelujícího proti násilí, dogmatismu a autoritářství. Nejznámější Shawovou hrou je však jeho komedie Pygmalion (1912), která s úsměvným až sardonickým pohledem reaguje na aktuální otázky ženské emancipace a na viktoriánské představy společenských tříd.
Posledním významným dramatikem přelomu 19. a 20. století byl Ir John Millington Synge (1871–1909), z jehož díla je nejvýznamnější drama Hrdina západu (1909, The Playboy of the Western World), příběh mladíka, který se stane hrdinou západu, tedy irské vesnice na západním pobřeží, protože se vychloubá, že zabil svého otce.

### Literatura mezi dvěma světovými válkami

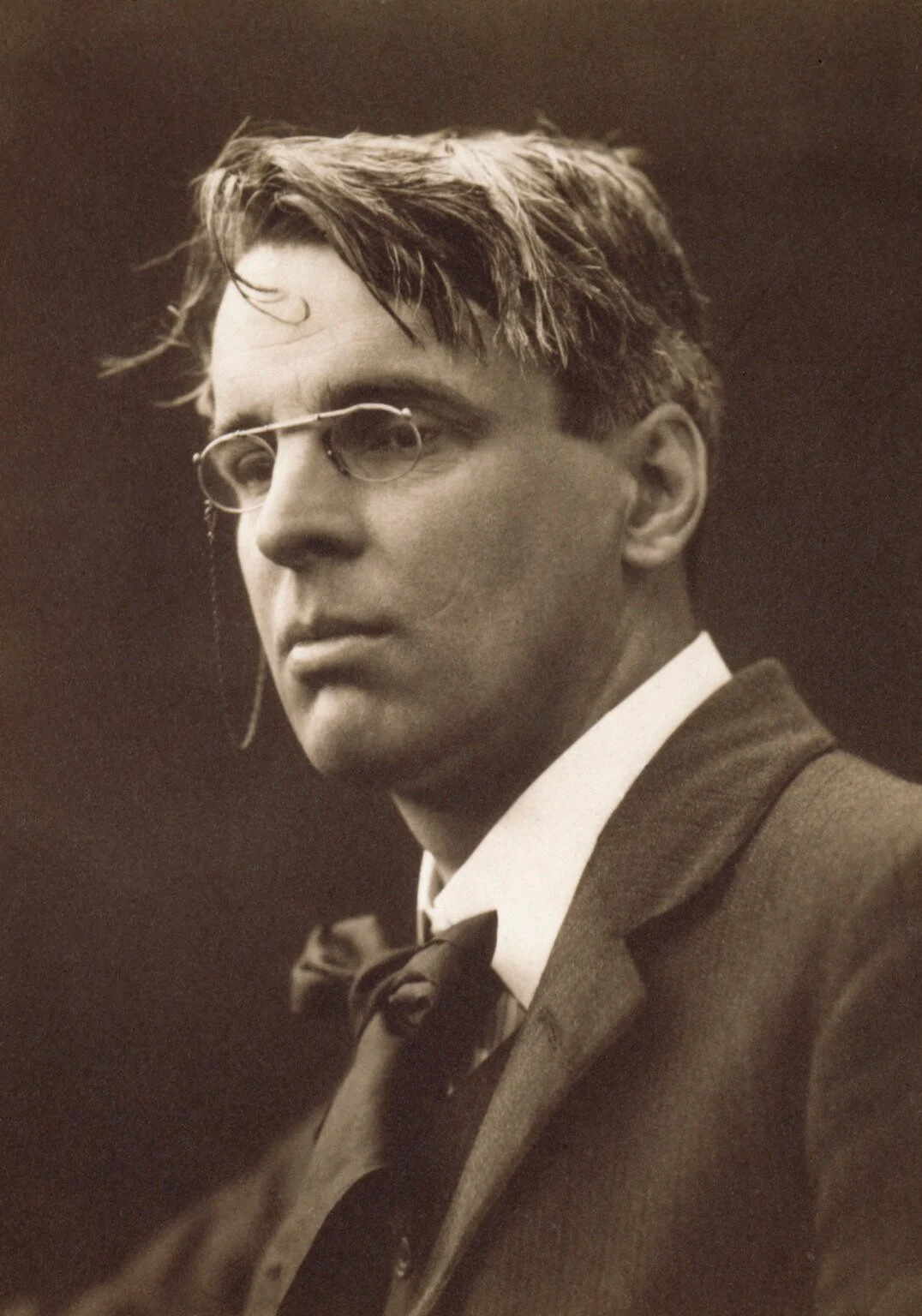
William Butler Yeats

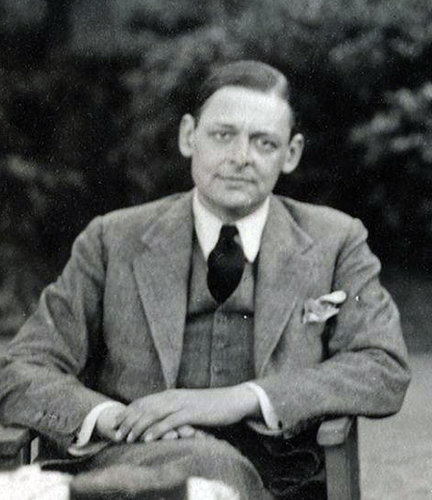
Thomas Stearns Eliot

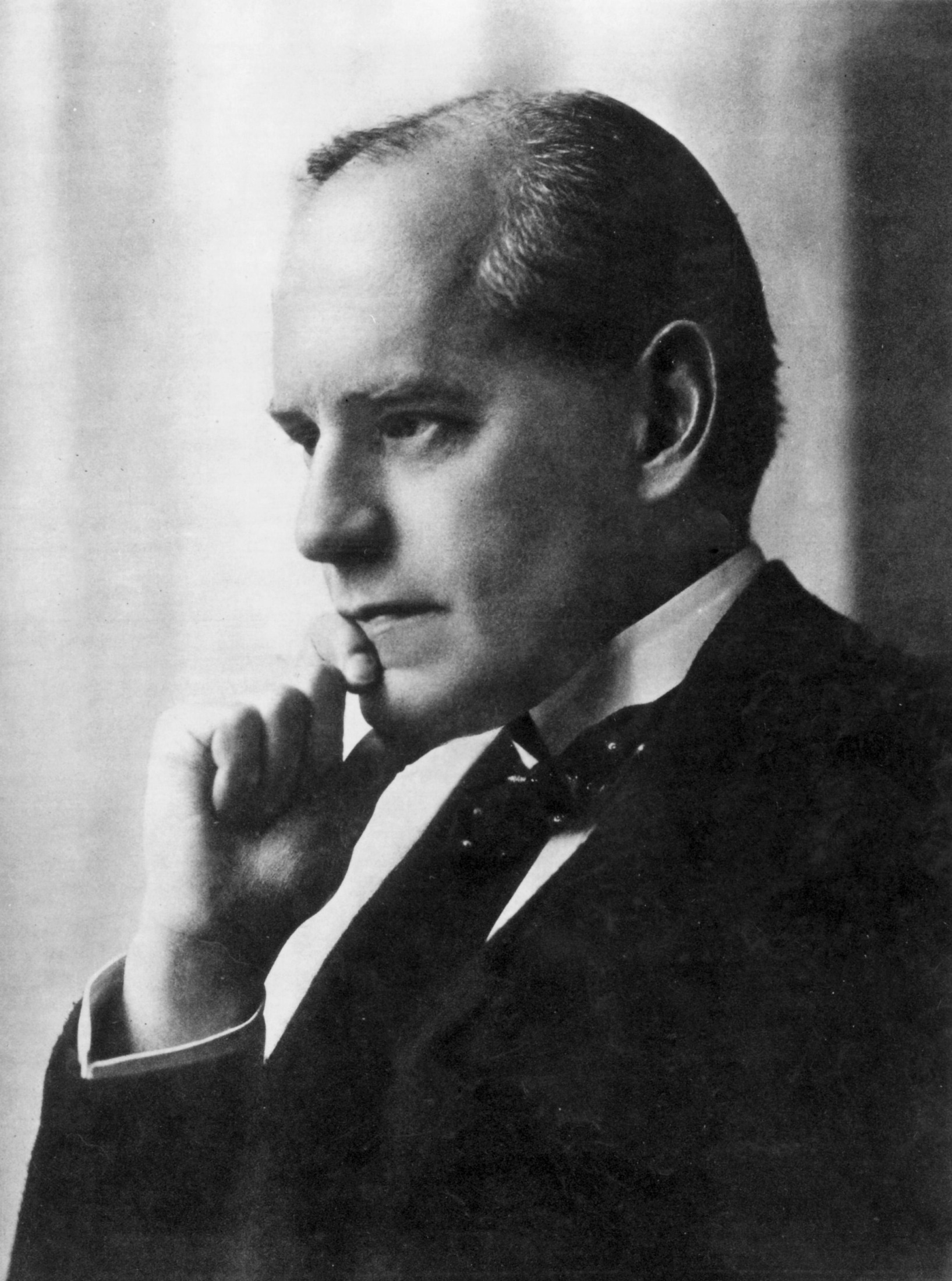
John Galsworthy

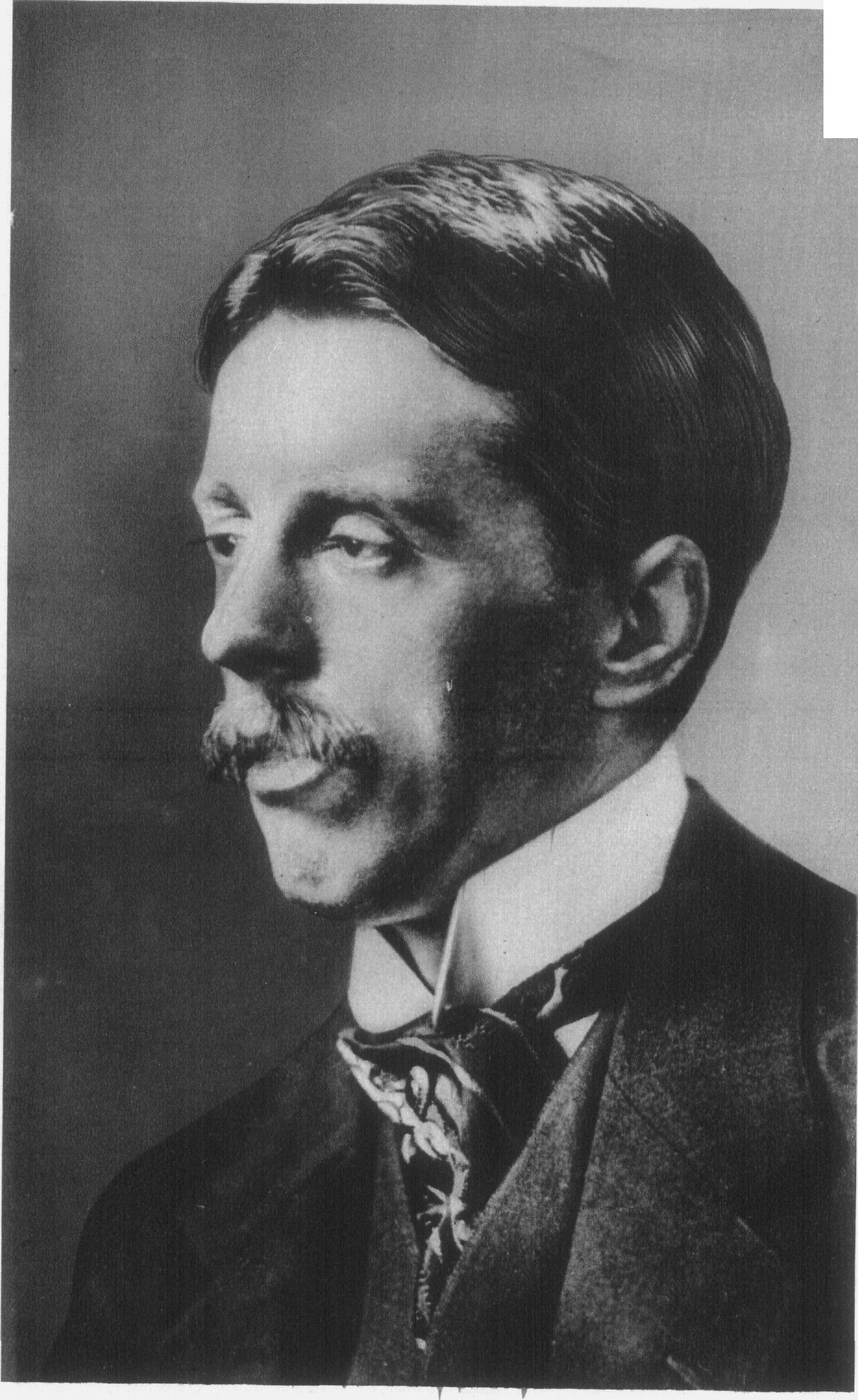
Arnold Bennett

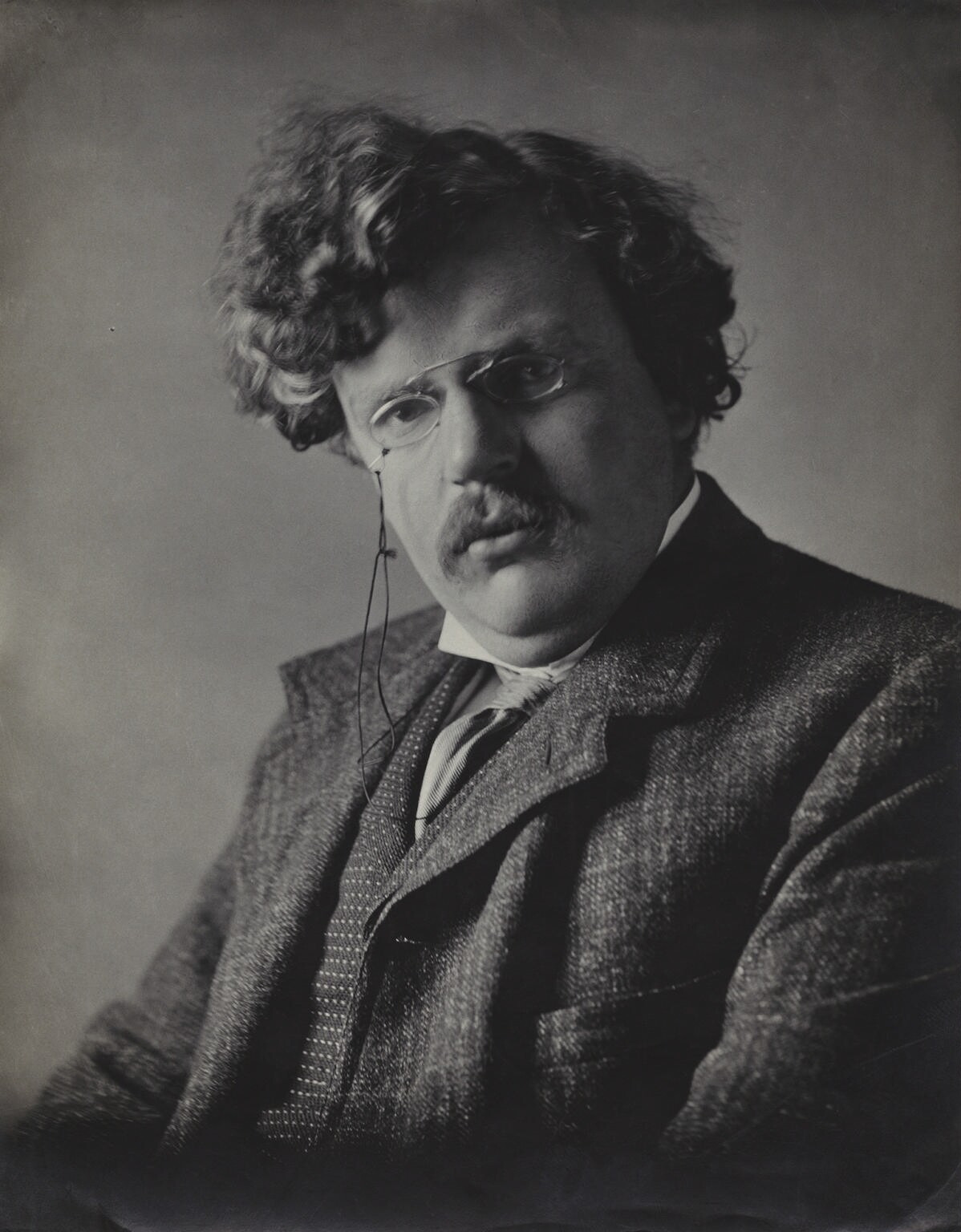
Gilbert Keith Chesterton

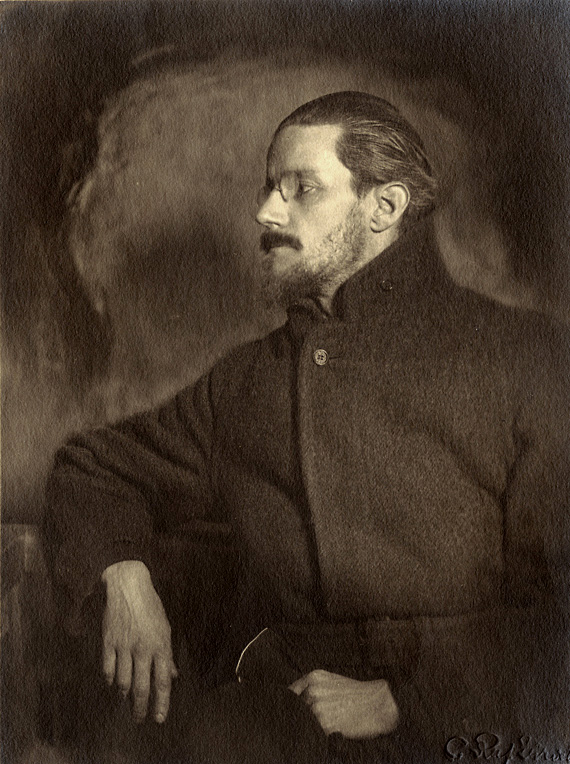
James Joyce

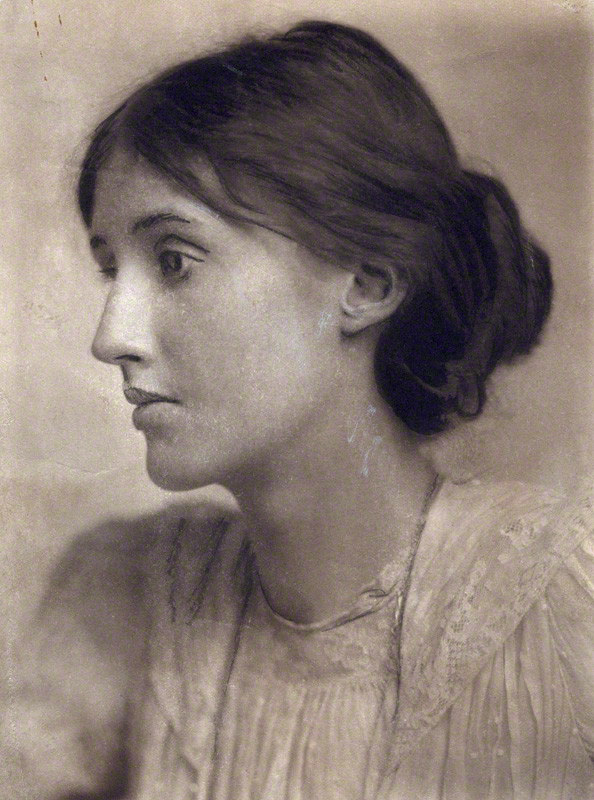
Virginia Woolfová

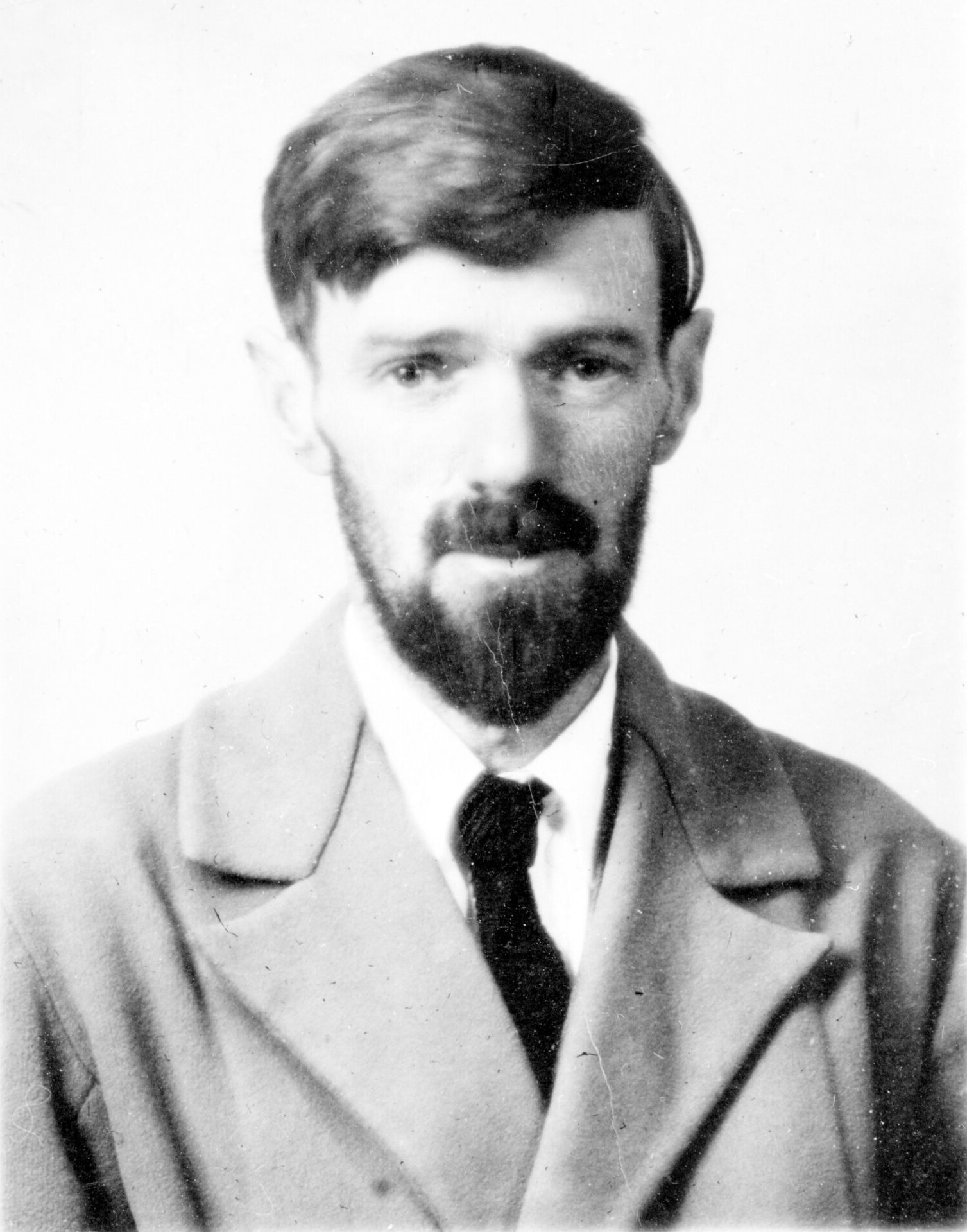
David Herbert Lawrence

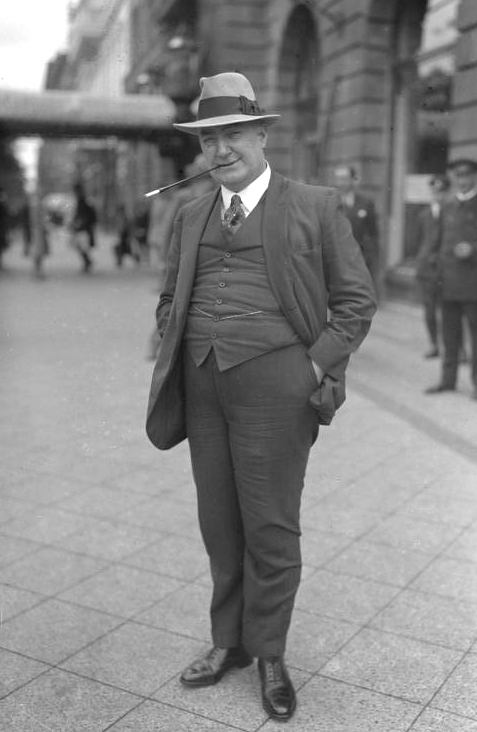
Edgar Wallace

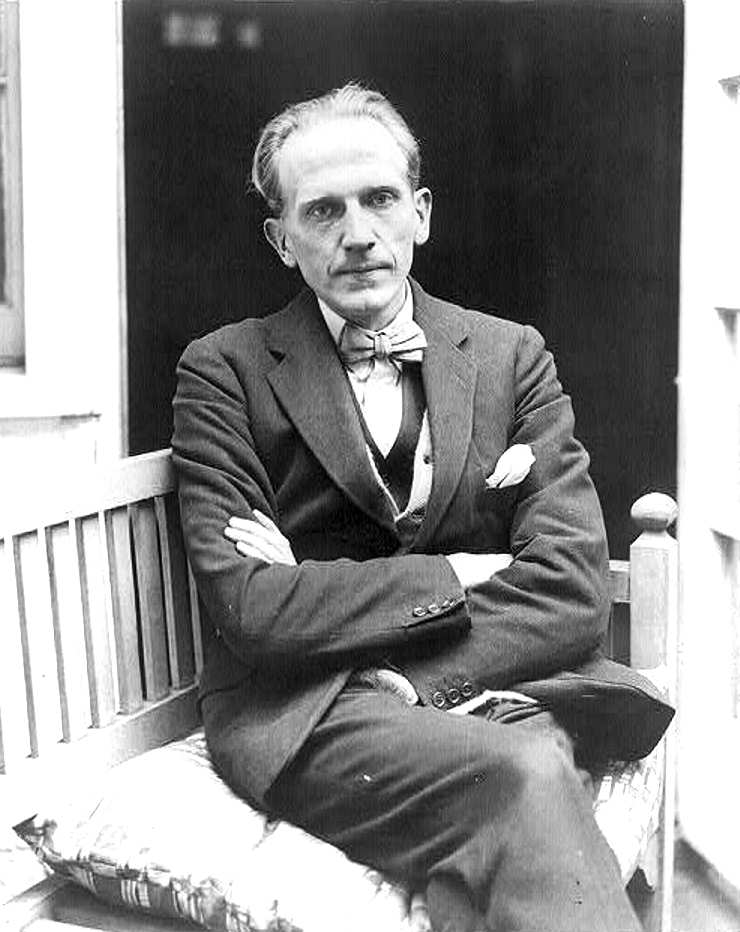
Alan Alexander Milne

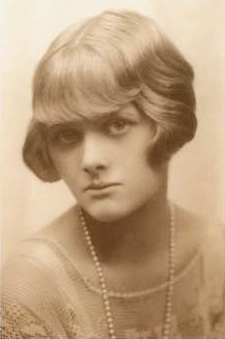
Daphne du Maurier

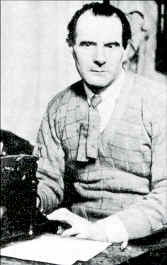
Sean O´Casey

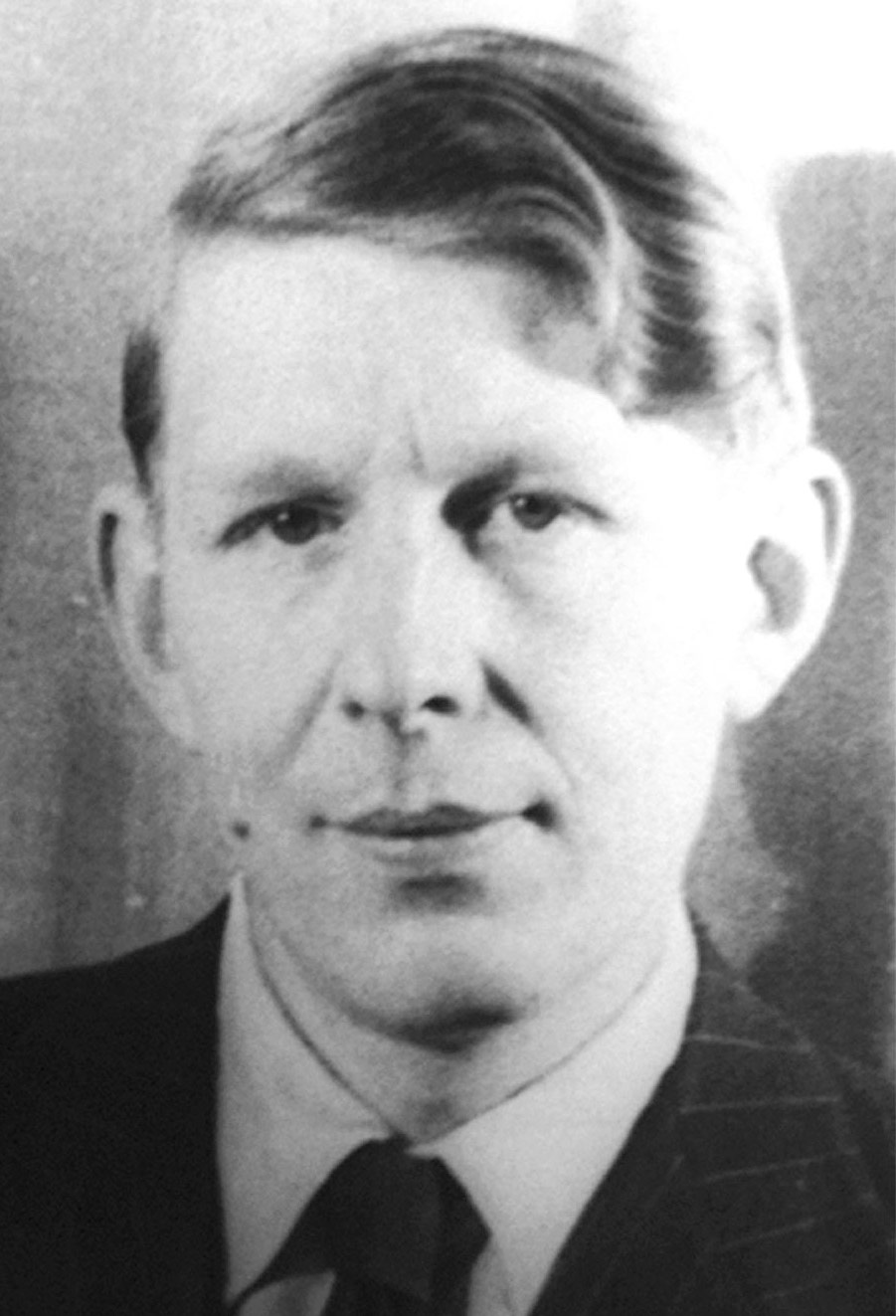
Wystan Hugh Auden

#### Próza, poezie a drama po roce 1945

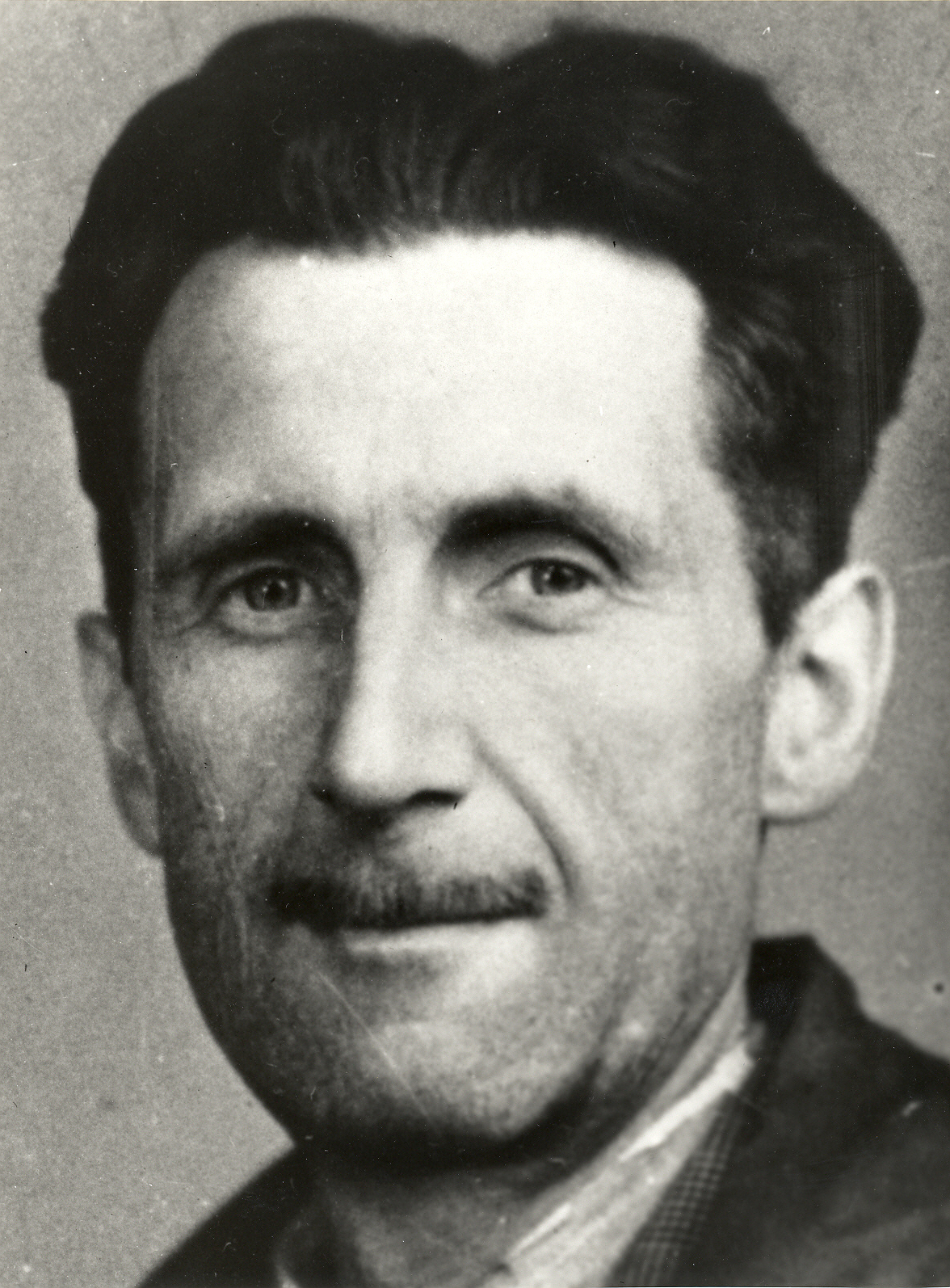
George Orwell

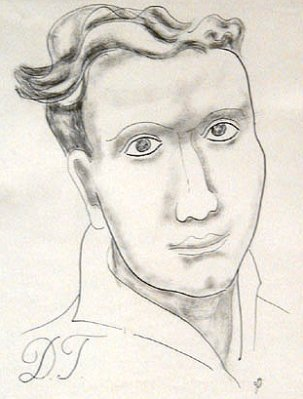
Dylan Thomas

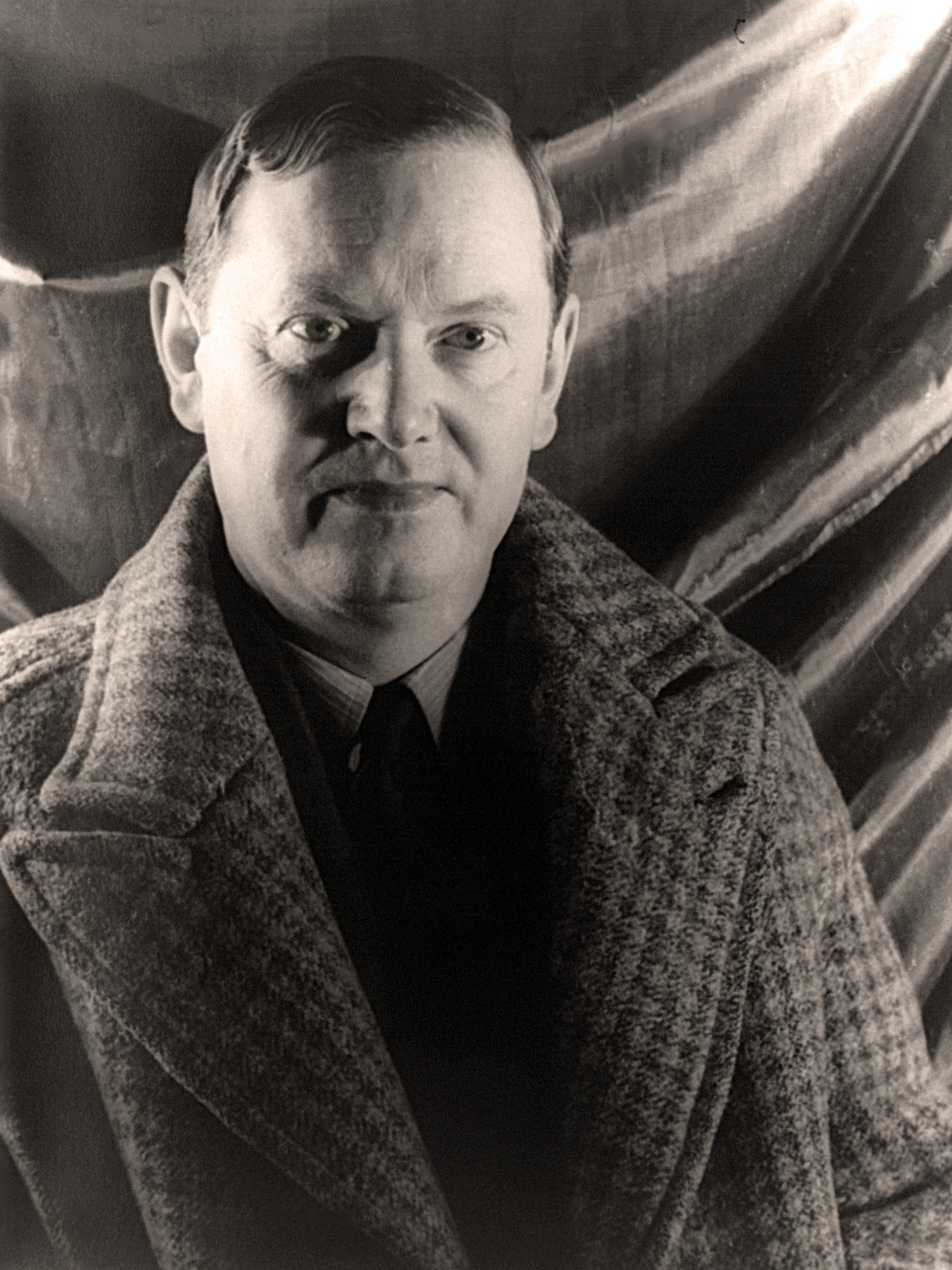
Evelyn Waugh

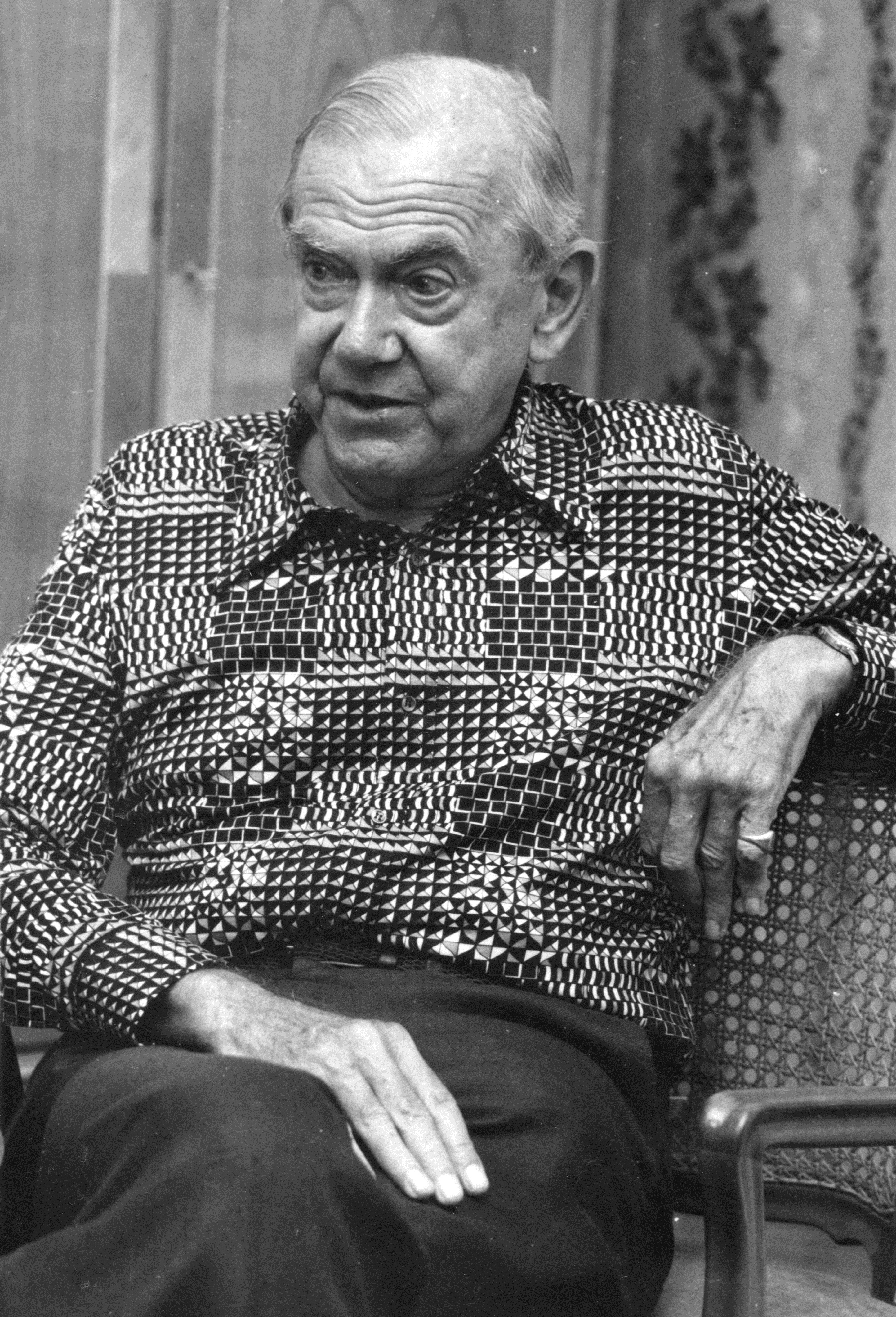
Graham Greene

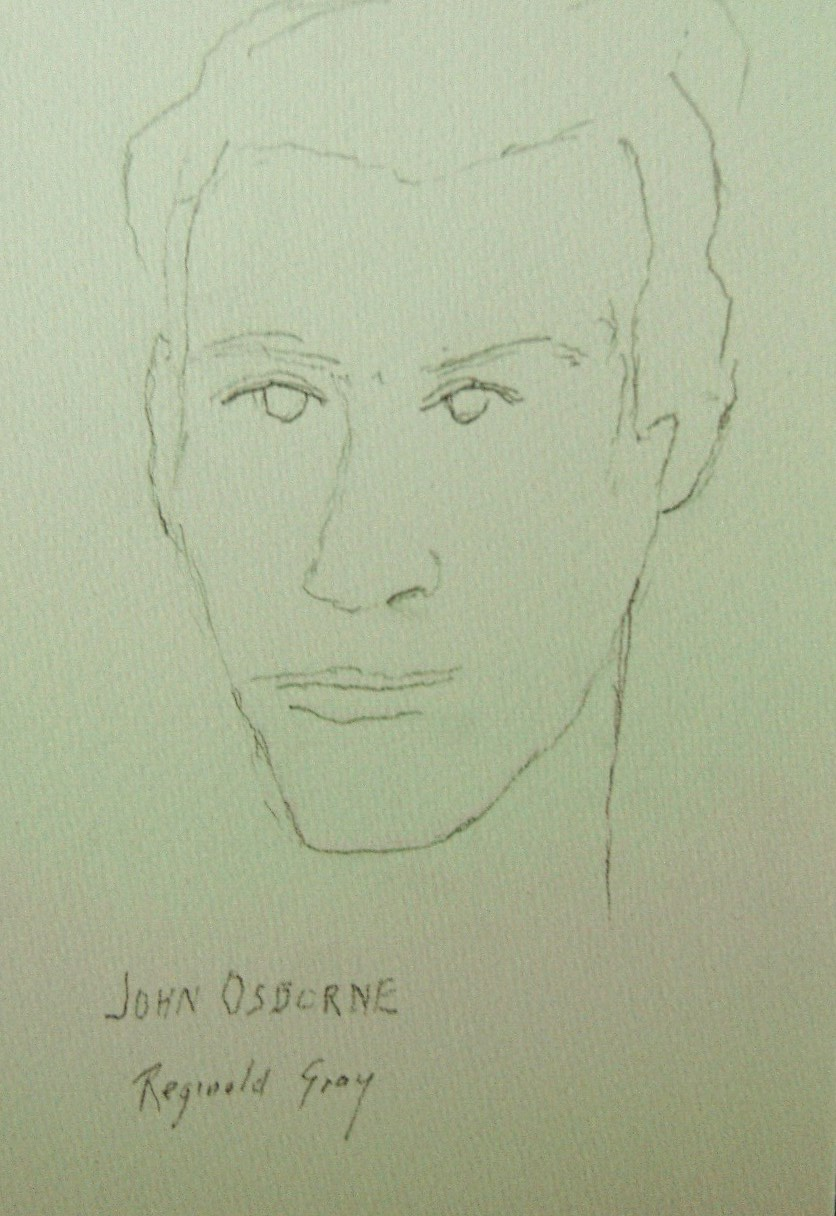
John Osborne

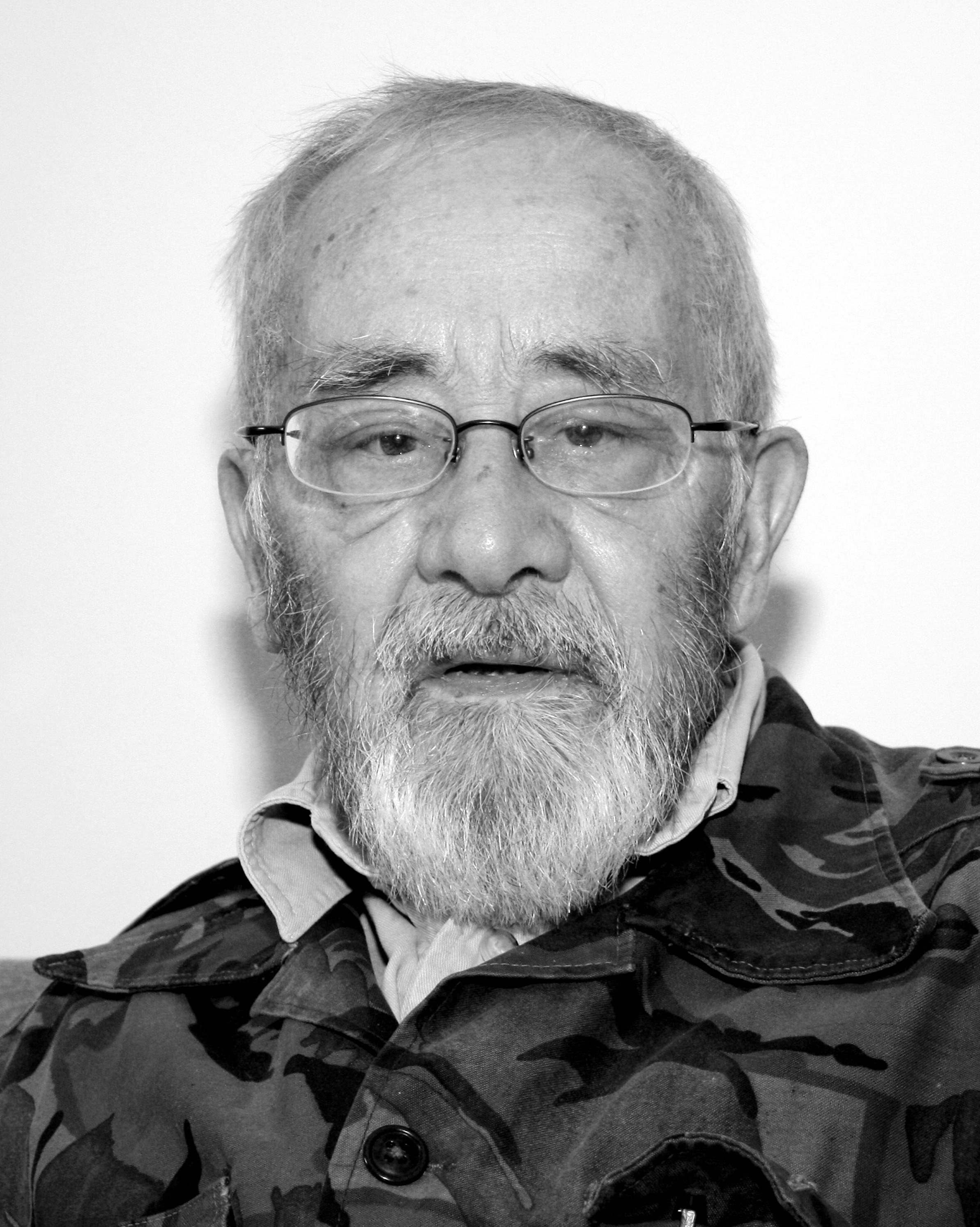
Alan Sillitoe

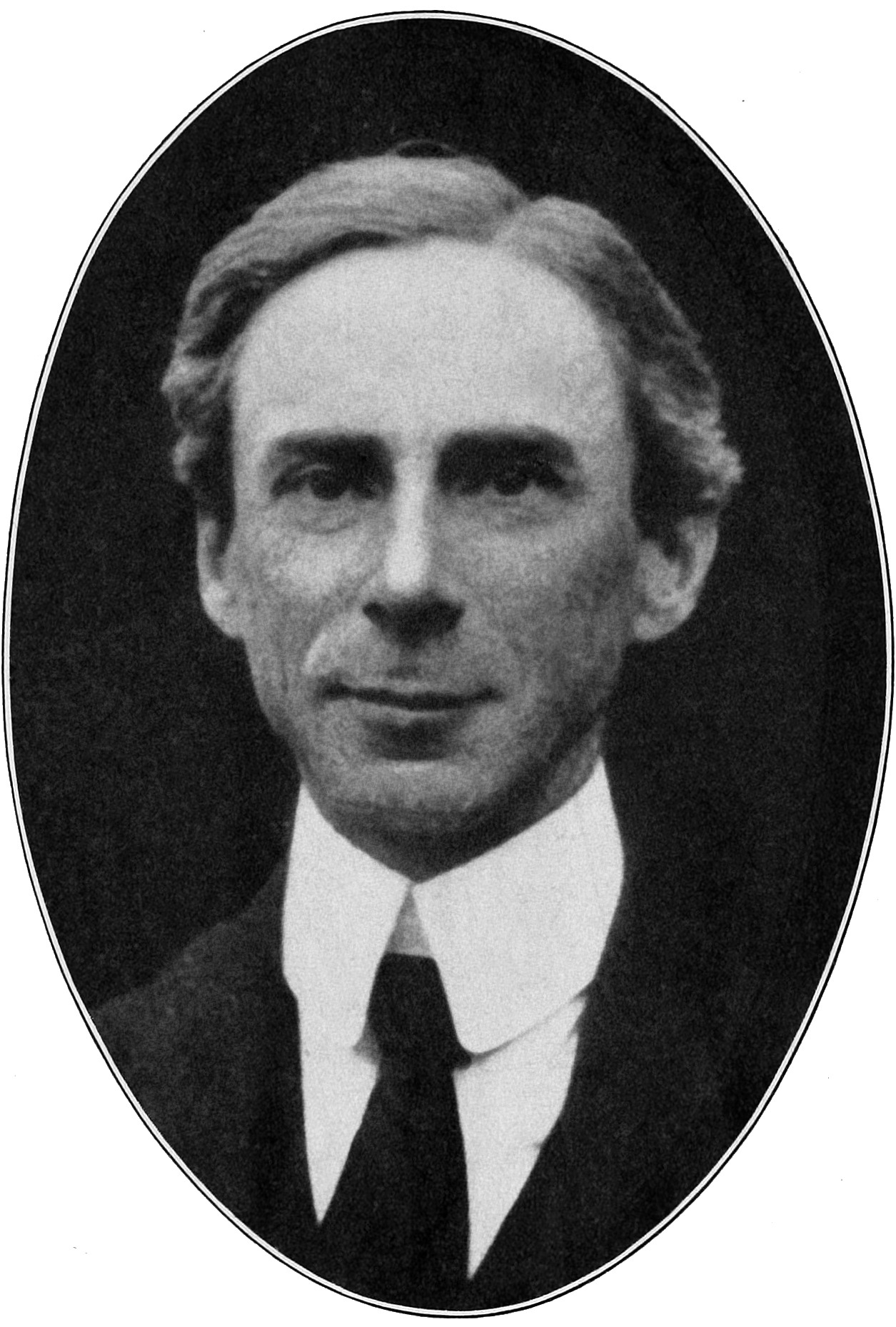
Bertrand Russell

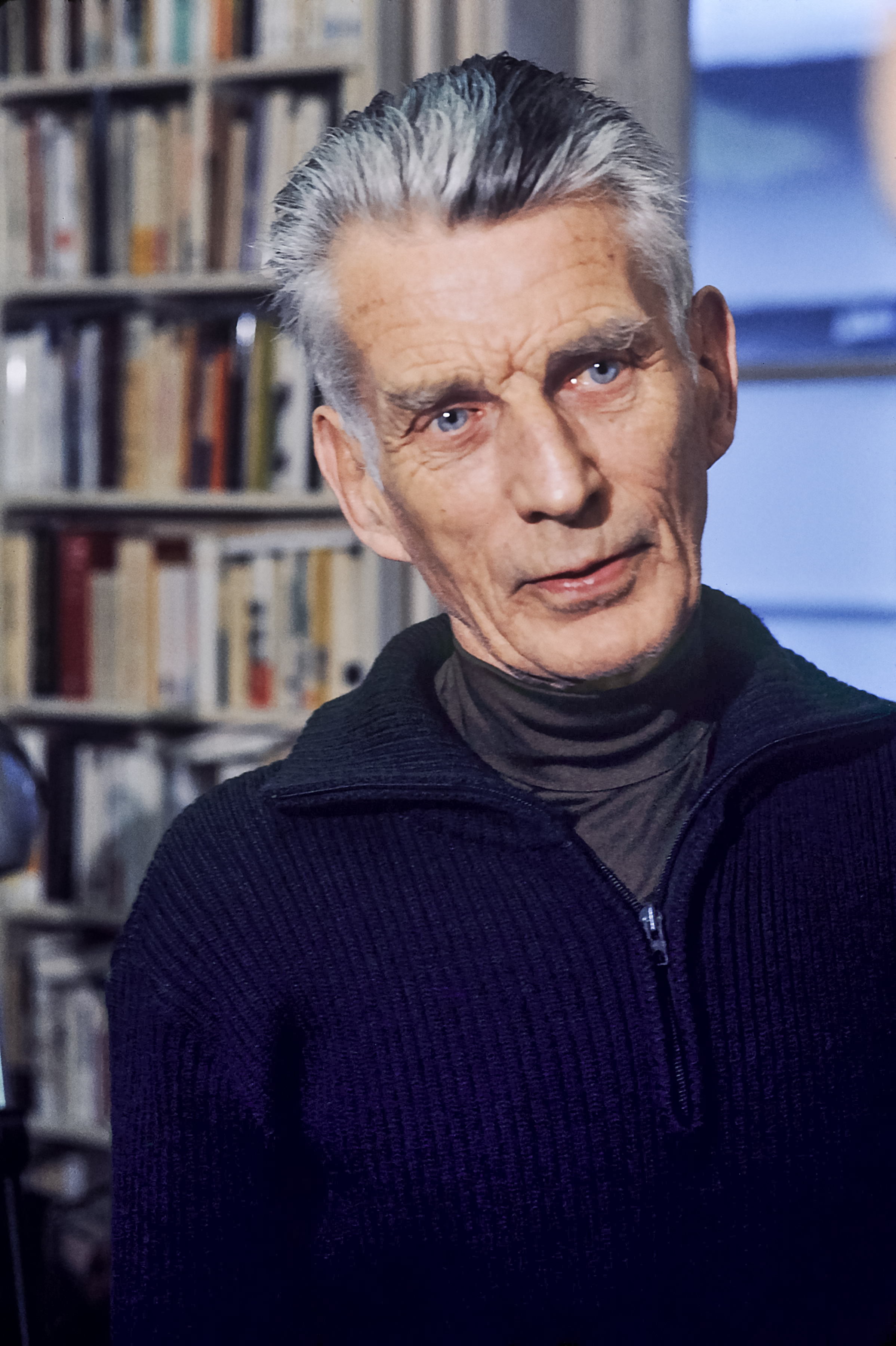
Samuel Beckett

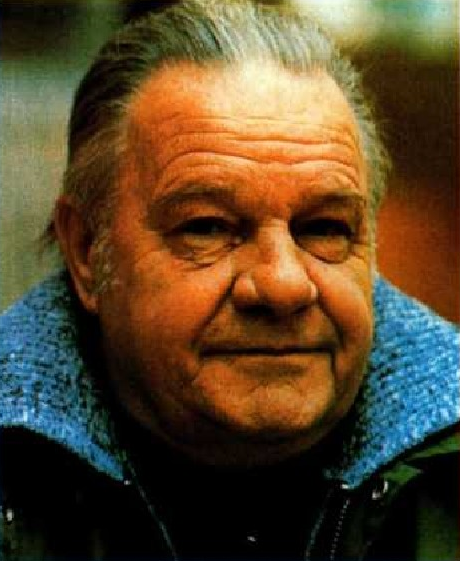
Lawrence Durrell